# Kirchturm

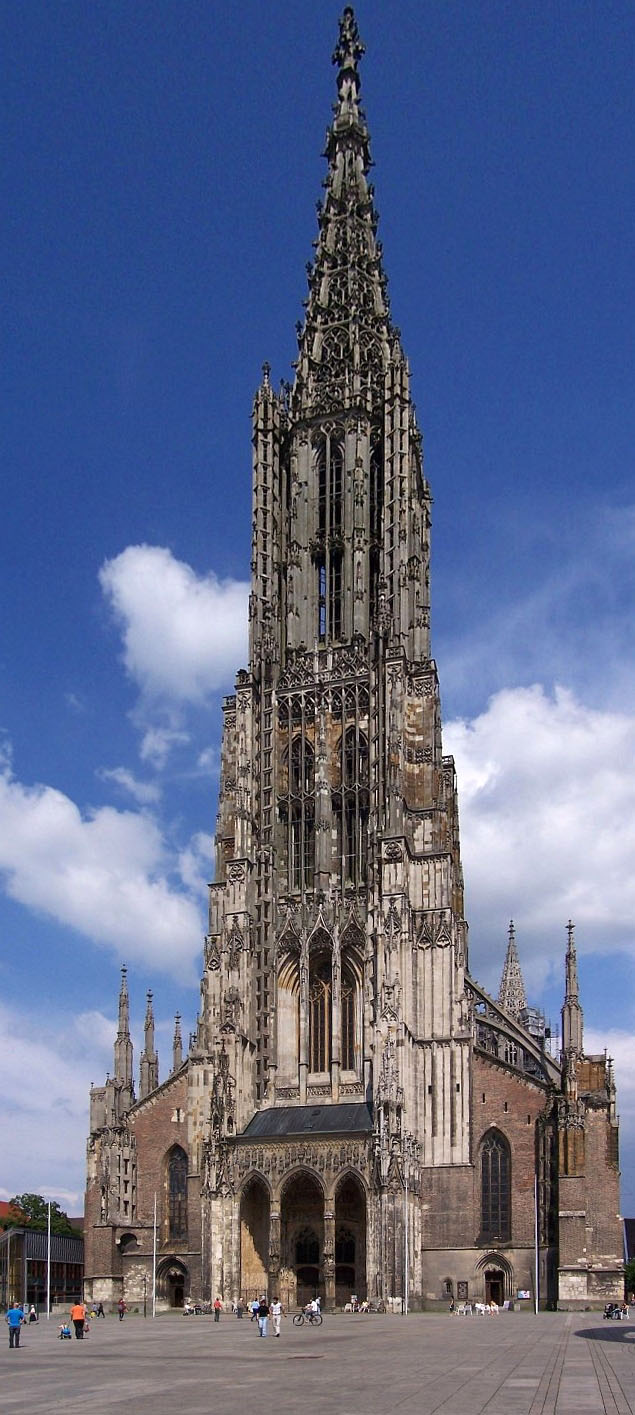
Westfassade des Ulmer Münsters mit dem mit 161,53 m weltweit höchsten Kirchturm

Ein Kirchturm ist der zu einem Kirchengebäude gehörende Turm. In den meisten christlich geprägten Ländern ist eine Versammlungshalle mit Turm das Grundschema von Kirchengebäuden, obwohl es für den Turm keine theologische Begründung gibt.

## Kulturelle Bezüge
Hochragende Monolithe, Säulen und Steintürme finden sich bereits in den ältesten Kulturen. Sie symbolisieren überwiegend die männliche Fruchtbarkeit. Im alten Orient gab es die mesopotamischen Zikkurats. Sie lieferten über die Legende vom Turmbau zu Babel christlichen Baumeistern die Idee des himmelhohen Turms.

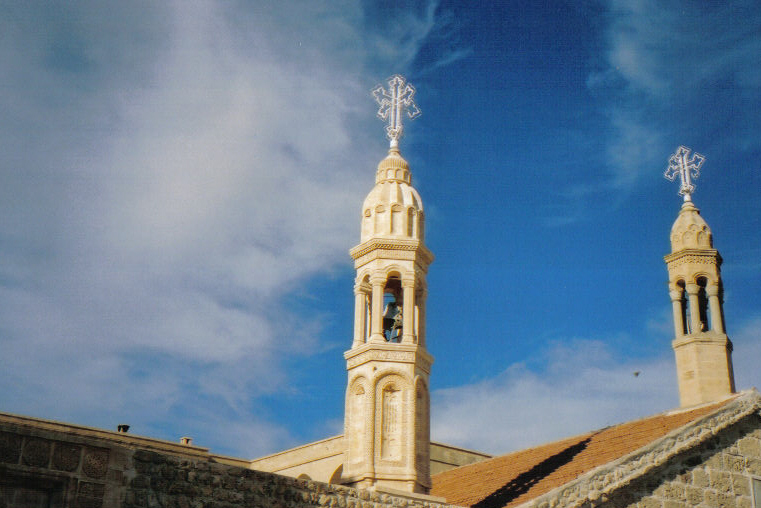
Kirchtürme des im Jahre 397 gegründeten Syrisch-Orthodoxen Kloster Mor Gabriel, Tur-Abdin

Die Antike kannte Türme weder am Tempel noch an der profanen Basilika. Auch in der ersten Zeit des christlichen Kirchenbaus, also seit Konstantin, wurden noch keine Türme gebaut. Seit dem 6. Jahrhundert bekamen Kirchen in Italien freistehende Glockentürme (Campanile, von Campana = „Glocke“), beispielsweise in Sant’Apollinare Nuovo in Ravenna. Dass der Turm sich zu einem typischen Element des Kirchenbaus entwickelte, hängt demnach mit der Rolle der Kirchenglocke als eines akustischen Zeichengebers der christlichen Kirche zusammen. Allein aus der Funktion zur Glockenaufhängung lassen sich die aufwändigen Turmbauten des Mittelalters jedoch nicht begründen. Die Symbolik des Christentums kann das Phänomen des Kirchturms ebenfalls nicht erklären. Eine sakrale Raumnutzung der Türme erfolgte im Erdgeschoss, als Kapelle, als Vorraum (Narthex) oder Teil des Kirchenschiffs. Obere Geschosse konnten als Empore oder Kapelle dienen, wobei Turmkapellen oft dem Erzengel Michael geweiht sind.
Auch in China haben Glocken seit ältester Zeit kultische Funktion, doch entwickelten sich die sakralen Turmbauten Asiens, die Stupas und Pagoden, aus Reliquien- und Grabbauten. Seit dem 7. Jahrhundert entstanden die islamischen Moscheen mit dem Minarett. In ihrer Funktion als erhöhte Standorte für Schallgeber (Gebetsruf) sind sie den christlichen Glockentürmen vergleichbar. Außer als Orte der Benachrichtigung waren Kirchtürme wie Minarette auch hoheitlich-repräsentativ gemeint. In Kirchen des Früh- und Hochmittelalters befand sich im Turm oft eine Patronatsloge, von der aus der gesellschaftliche hochgestellte Stifter und Unterhalter der Kirche dem Gottesdienst beiwohnen konnte (s. u.).

## Entwicklung

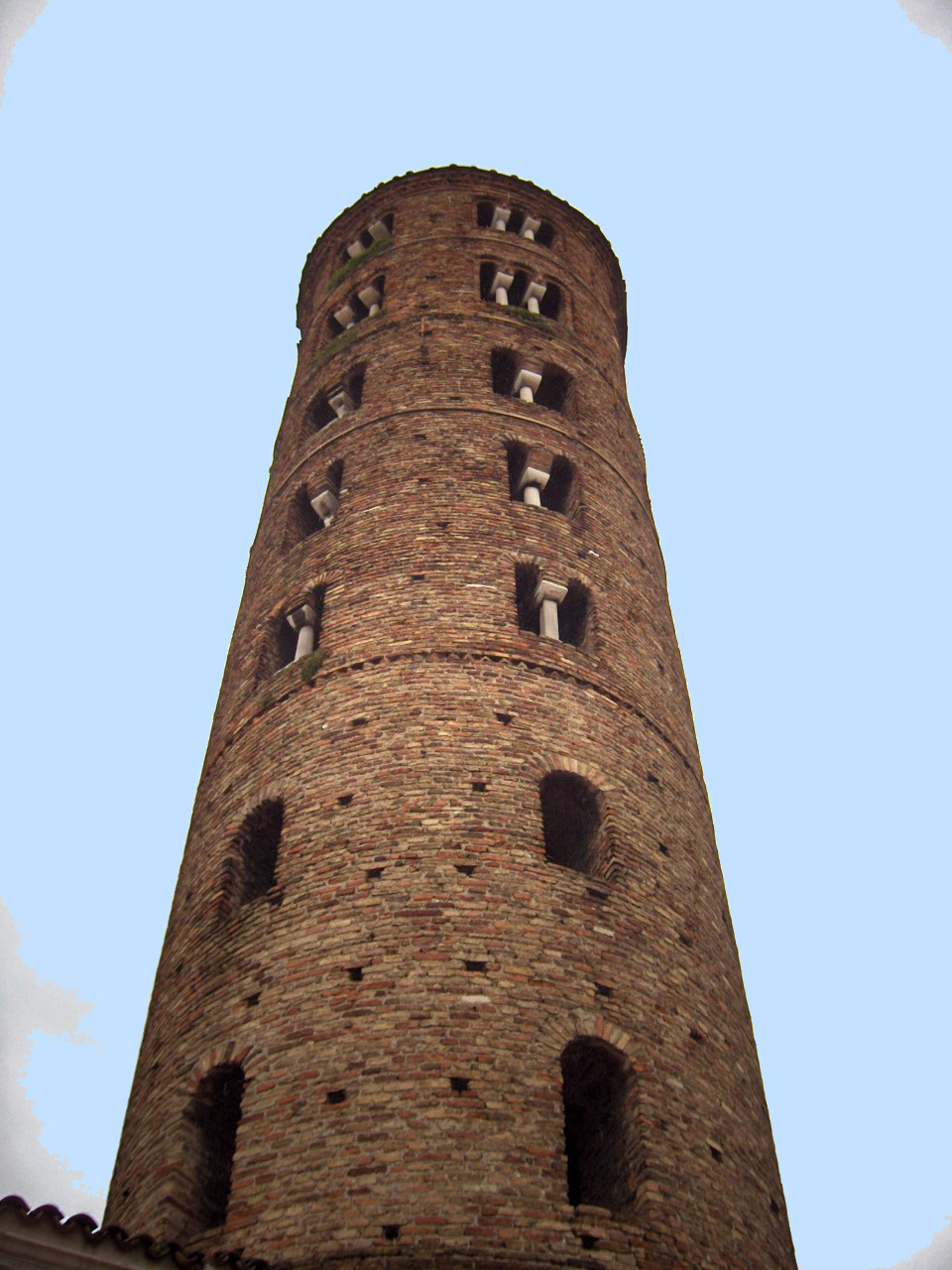
Campanile (9./10. Jh.) von Sant’Apollinare Nuovo (ab 505) in Ravenna

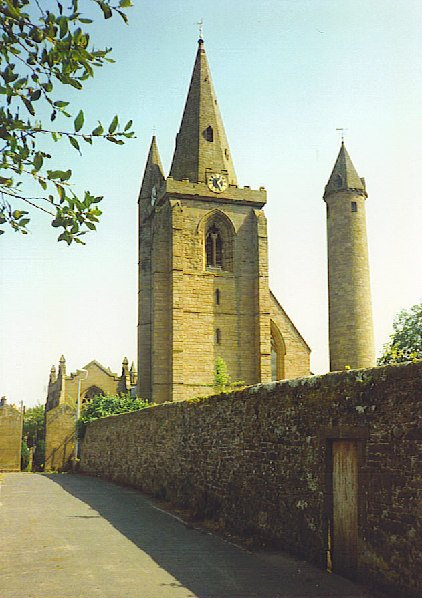
Kathedrale von Brechin (Schottland): Rundturm rechts, 10. Jh., eckiger Turm links, 13./14. Jh.

Separate Rundtürme (und turmartige Rundkirchen) gehören zu den frühen Bauformen auf den Britischen Inseln und erscheinen auch auf dem St. Galler Klosterplan von ca. 820. Eine frühe Form des Kirchturms sind die turmartigen Westwerke der Karolinger- und Ottonenzeit.

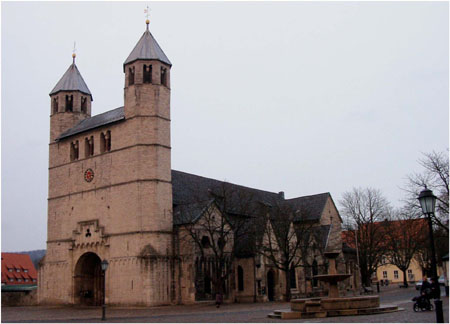
Stiftskirche Gandersheim (1063–1094) mit Westriegel (früherer Westturm 926 geweiht)

Erst im 11. Jahrhundert wurden Kirchtürme zum dominierenden Element der Kirchenbauten der Westkirche und damit von abendländischen Stadtsilhouetten. Ab dem 12. Jahrhundert dominierten die Westtürme oder, in Deutschland und Skandinavien auch bei großen Kirchen, der eine Westturm. Daneben gibt es Chortürme, Chorflankentürme, Querhaustürme und Vierungstürme. Ein der ersten Doppelturmfassaden hatte wohl der Werner-Bau des Straßburger Münster (1015–1040). Erhalten ist der Westbau (1020–1030 oder 1070–1080) von St-Philibert in Tournus. Die normannischen Abteikirchen Ste-Trinité in Caen (Weihe 1066) und in Jumièges (Weihe 1067) gelten als frühe Höhepunkte des Kirchturmbaus. Die Turmfassade der Abteikirche St-Étienne in Caen war seit ihrer Fertigstellung um 1090 das Vorbild für viele gotische Kathedralen des 12. Jahrhunderts. In Türmen ließ sich der Höhendrang des gotischen Baustils besonders gut verwirklichen. Besonders in den deutschen und niederländischen Kirchen der Spätgotik wurde der Turm zum Symbol kommunalen Ehrgeizes, bei dem die profane Ruhmsucht sich mit dem Gotteslob verband.

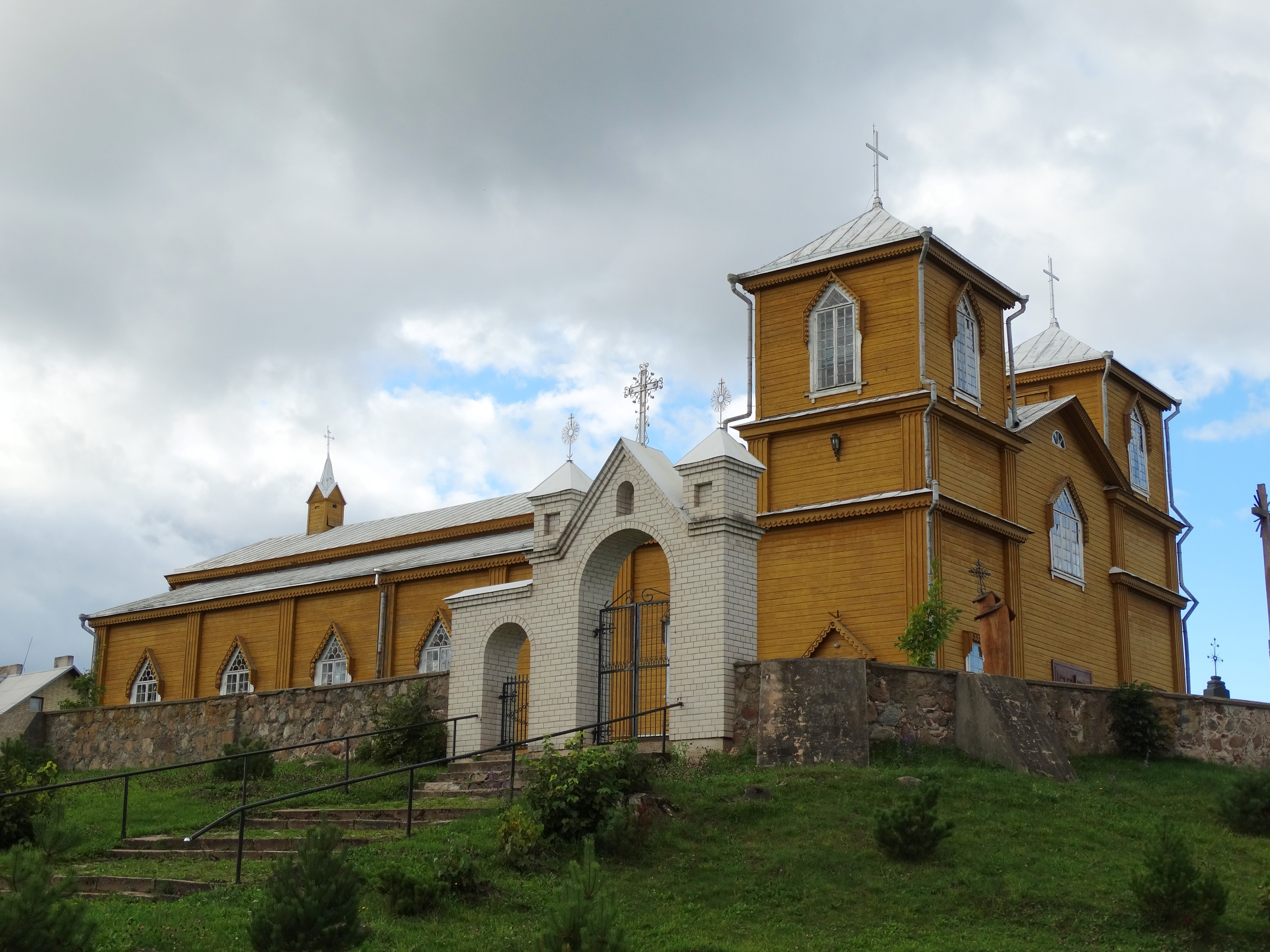
Zweitürmige neugotische Holzkirche (1889) bei Ignalina, Litauen

Dass der Kirchturm als repräsentatives Symbol von Macht und Größe kritisch wahrgenommen wird, zeigt sich darin, dass die auf Demut und Bescheidenheit zielenden Orden der Zisterzienser, Dominikaner und Franziskaner ein Verbot von Kirchtürmen für ihre Klöster erließen. In der italienischen Renaissance und auch noch im italienischen Manierismus und Barock wurde oft auf Kirchtürme verzichtet, da das an der Antike geschulte Ideal der Proportionen keine Bauten mit Türmen erlaubte; diese Kirchen waren oft vielmehr von einer Kuppel prominent gekrönt.
Jedoch erlebte der Turmbau im deutschen Barock eine Erneuerung, wie zahlreiche Turmfassaden – vereinzelt auch Doppelturmfassaden – süddeutscher Kirchen belegen. Der Klassizismus versuchte, die Turmbauten in den antikisch gegliederten Baukörper zu integrieren.
Im Gefolge der Gegenreformation war die Zweitürmigkeit manchmal wichtiger als die Höhe.
Mit der Neogotik wurden Türme wieder zu herausragenden, städtebaulich wirksamen Symbolbauten der christlichen Gesellschaft, die zunehmend in Konkurrenz mit profanen Hochbauten für Industrie und Wirtschaft traten. Späte Turmvollendungen gotischer Kathedralen wie am Kölner Dom oder am Ulmer Münster führten zu einer „Kirchturmblüte“. Die Kirchenbauarchitektur des 20. Jahrhunderts entwickelte neue Bauformen; sie griff oft auf den Campanile als Solitär zurück oder verzichtete ganz auf Turmbauten.
Aus Traditionsgründen werden Kirchenneubauten noch heute vielfach mit einem Kirchturm versehen.

## Funktionen
Kirchtürme hatten und haben oft neben ihrer eigentlichen Funktion auch andere, zu denen sie wegen ihrer Höhe praktischerweise genutzt werden:
- Glockenturm, in früheren Zeiten nicht nur zur Ankündigung des Gottesdienstes, sondern auch zu Warnzwecken, etwa durch Läuten der Feuerglocke

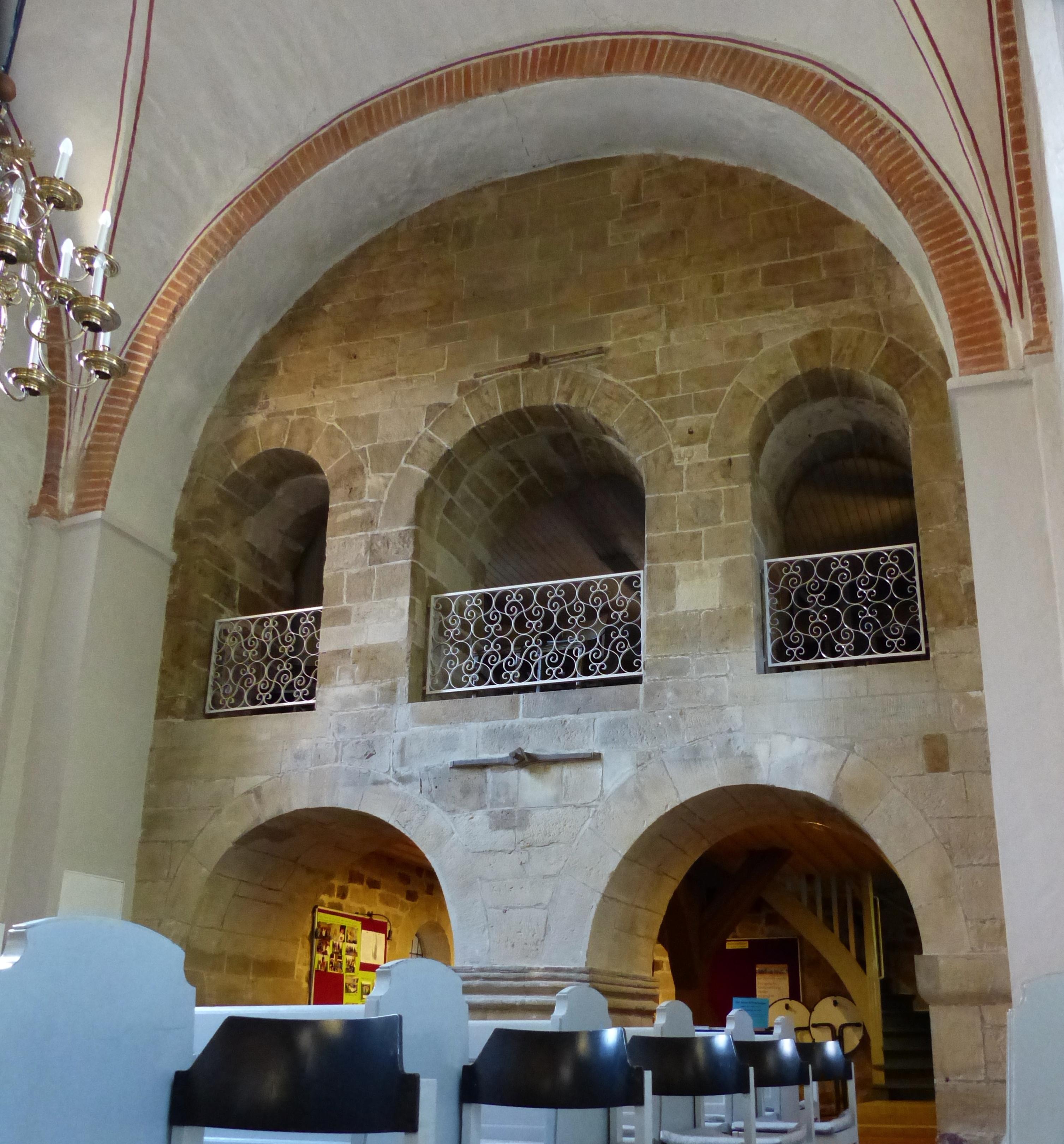
St. Andreas in Verden: Patronatsloge im Turm

- Wachturm, bis ins 19. Jahrhundert Arbeitsplatz des Türmers, der nach militärischer Bedrohung und Bränden Ausschau hielt
- Repräsentation
- Wehr- und Fluchtturm, siehe Wehrkirche
- Patronatsloge im ersten Obergeschoss, also oft weit unterhalb der äußerlich auffälligen Freigeschosse.
- In Meeresnähe als Seezeichen (der Plompe Toren bei Burghsluis) oder Leuchtturm
- Seit Erfindung mechanischer Uhrwerke als Uhrturm
- Sternwarte (im Turm der 1637–1651 erbauten Trinitatis Kirke in Kopenhagen)
- Telegrafenstation in der nur wenige Jahrzehnte währenden Zeit der optischen Telegrafen
- Wasserturm (zeitweise an der Severikirche in Otterndorf, Turm 1807 anstelle älterer Vorgänger)
- In jüngerer Zeit Aussichtsturm

### Geläut

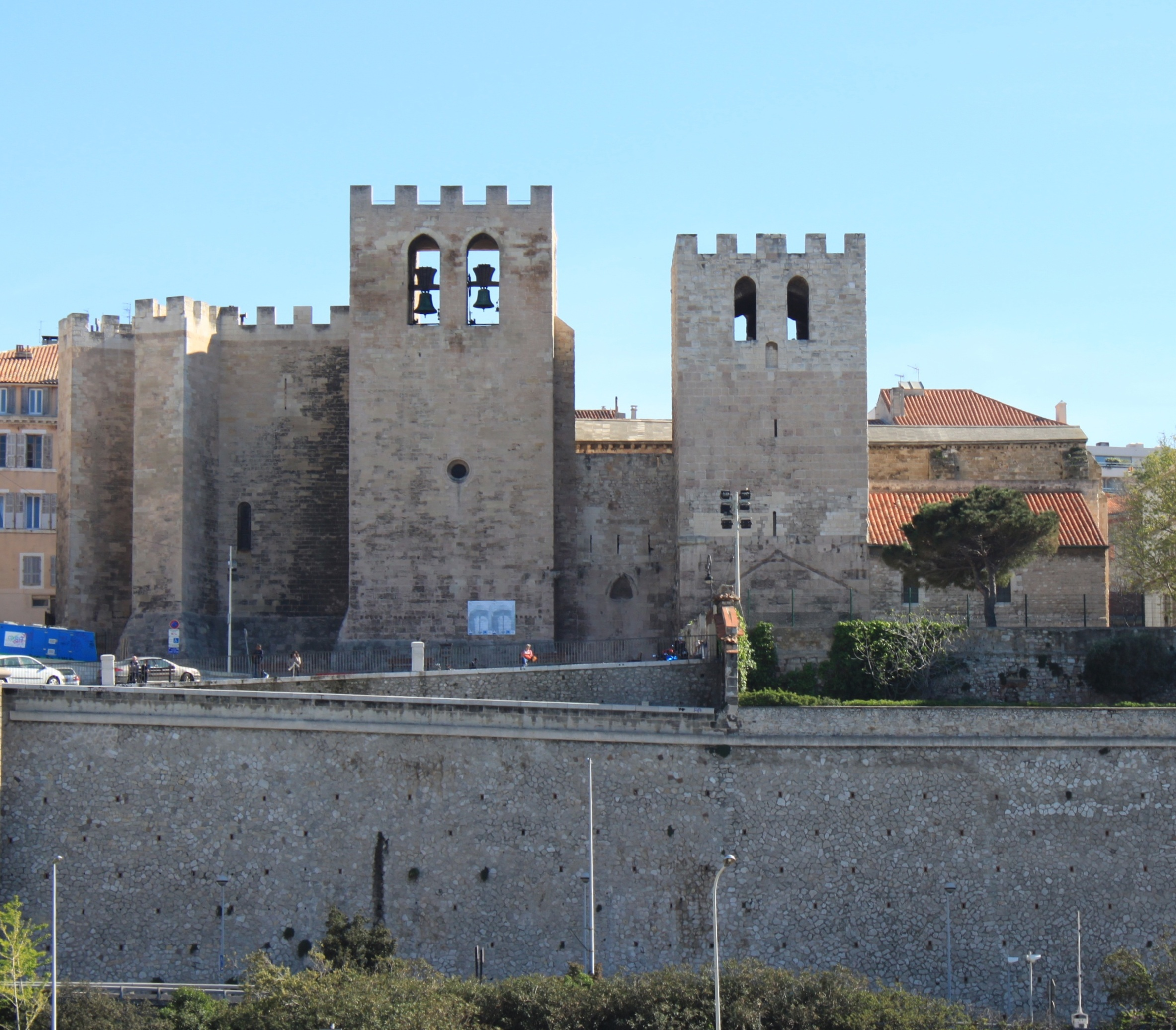
Rotierend gelagerte Glocken an der Abteikirche St-Victor in Marseille

Traditionell trugen Kirchtürme mehrere Kirchenglocken. Kleine Glocken mit hohem Klang waren die Sturmglocke und die Totenglocke. Die großen Glocken sind im Klang harmonisch aufeinander abgestimmt. Große Glocken können eine erhebliche Belastung für das Mauerwerk darstellen. Daher gibt es verschiedene Arten der Glockenaufhängung. Bei der verbreitetsten pendelt die Glocke an der Achse hin und her und der Klöppel schwingt gemeinsam mit der Glocke als Doppelpendel. In manchen Kirchtürmen des Mittelmeerraums sind die Glocken fest aufgehängt, und nur die Klöppel pendeln hin und her. In manchen spanischen Kirchtürmen rotieren die Glocken um eine Achse in Höhe ihres Schwerpunktes. Der entstehende Klang ist – im Sinne wissenschaftlicher Akustik – weniger harmonisch. Beispiele sind die Abteikirche St-Victor in Marseille und die Kathedrale von Zamora.

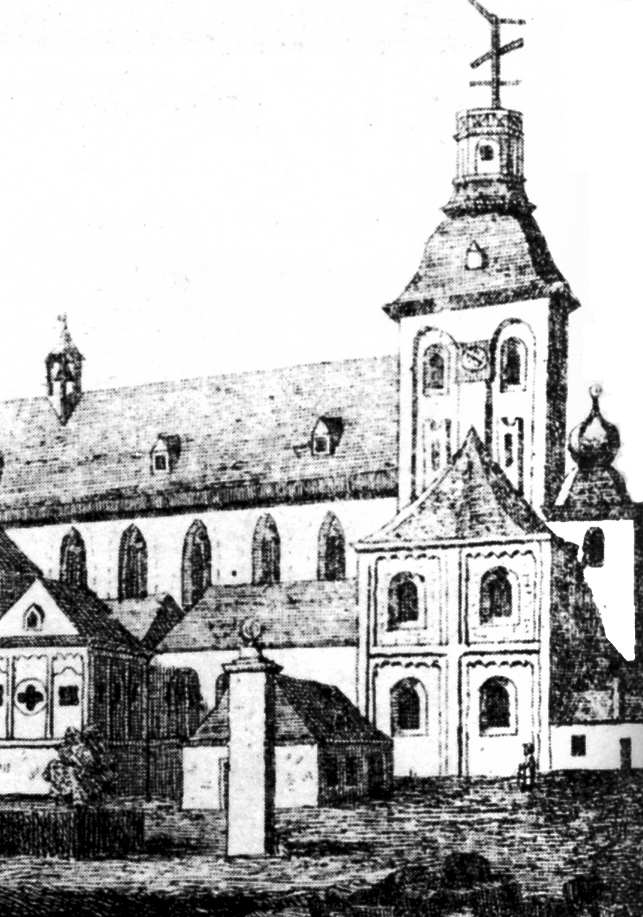
Optischer Telegraf auf dem Mittelturm von St. Pantaleon in Köln, 1832

### Türmer
In mittelalterlichen Städten gab es in mindestens einem der höchsten Kirchtürme eine Wohnung für den Türmer. Erst im späten 19. Jahrhundert wurde das Amt des Türmers allgemein abgeschafft. Es gab jedoch auch noch im 20. Jahrhundert bemannte Türme, z. B. in der Nikolaikirche Eilenburg bis 1913, als dort eine elektrische Feuermeldeeinrichtung die Arbeit des Türmers überflüssig machte, oder in der Thomaskirche Leipzig.

### Zeitanzeige
Viele Kirchtürme sind mit einer Turmuhr ausgestattet, wobei meist auf mehreren Seiten des Turmes ein Zifferblatt vorhanden ist. Die Turmuhr diente früher den Bewohnern des Ortes als „Zeitnormal“ zum Einstellen ihrer Uhren (sofern sie nicht die einzige Uhr im Ort war) und machte durch den Glockenschlag die Zeit bei der Arbeit auf den umliegenden Feldern wahrnehmbar. Wurden früher die Turmuhren mit Gewichten in Gang gehalten, so sind sie seit dem 20. Jahrhundert zunehmend elektrifiziert. Ausgetauschte Uhrwerke oder Zifferblätter werden häufig in Museen oder Rathäusern ausgestellt.
Einige Kirchtürme besitzen auf einer Turmseite mehrere Zifferblätter. Bei modernen Kirchtürmen wird häufig auf eine Turmuhr verzichtet.

### Geodäsie
Für Geodäten sind Kirchtürme ideale Festpunkte, die eindeutig zuzuordnen und leicht verfügbar sind. Seitlich des Eingangs befindet sich oft ein Turmbolzen, der als stabiler Nivellementpunkt dienen kann. Diese Funktion war am Ende des Zweiten Weltkriegs gelegentlich ein Grund, warum Kirchtürme von der deutschen Wehrmacht gesprengt wurden: sie sollten nicht der Orientierung der heranrückenden alliierten Truppen dienen (beispielsweise Kirche Berlin-Malchow).

### Aussichtspunkt
Einige Kirchtürme besitzen eine Aussichtsplattform. Allerdings sind diese im Regelfall – im Unterschied zu den Aussichtsplattformen auf Wasser- und Fernsehtürmen – nur über ein Treppenhaus zugänglich, weil der Einbau eines Aufzugs meist nicht möglich ist.

### Weitere Funktionen
Manche Kirchtürme werden für den Mobilfunk genutzt. Allerdings müssen hierbei die Antennen wegen Denkmalschutzauflagen meist unter dem Dach angebracht werden.
Vereinzelt werden Kirchtürme für Werbezwecke genutzt.
Der Kirchturm war häufig auch die Örtlichkeit, in dem vor der Gründung von Feuerwehren die aus Leder oder Stroh gefertigten gemeindeeigenen Löscheimer zur Brandbekämpfung aufbewahrt wurden.

## Position

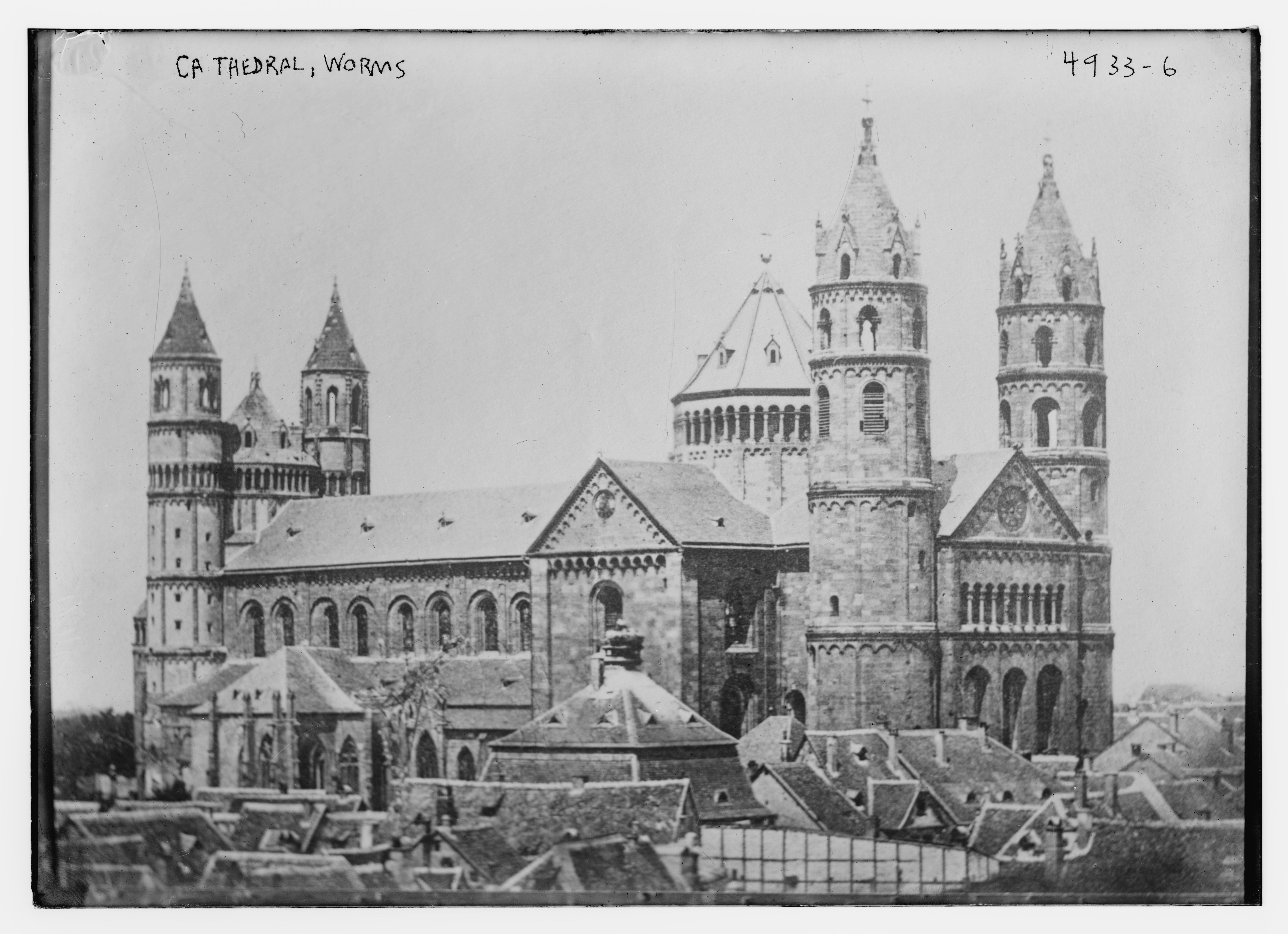
Wormser Dom mit zwei Kuppeltürmen und vier Ecktürmen, 1130–1181, Turmobergeschosse danach

Die häufigste Position ist das dem (Haupt-)Altar gegenüberliegende Ende des Kirchenschiffs. Traditionell ist dies das Westende, aber seit dem 16./17. Jahrhundert haben städtebauliche Überlegungen Vorrang vor der im Mittelalter üblichen Ost-West-Orientierung der Kirchen. Es gibt auch Kirchen mit einem seitlich angebauten Turm, mit freistehendem Turm, oder mit zwei bis sechs etwa gleich hohen Türmen.

## Bauformen

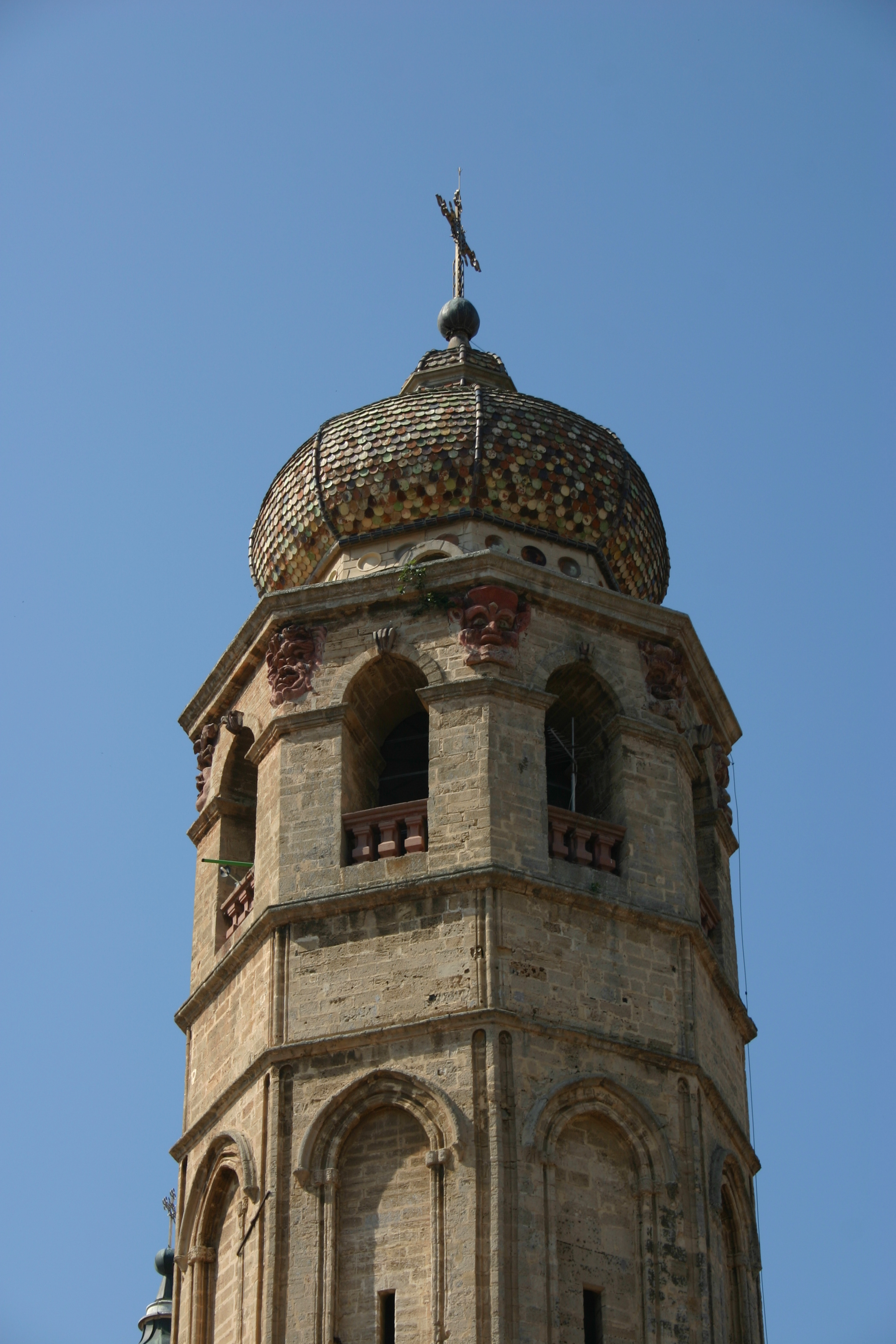
Achteckiger Kirchturm in Oristano (Sardinien)

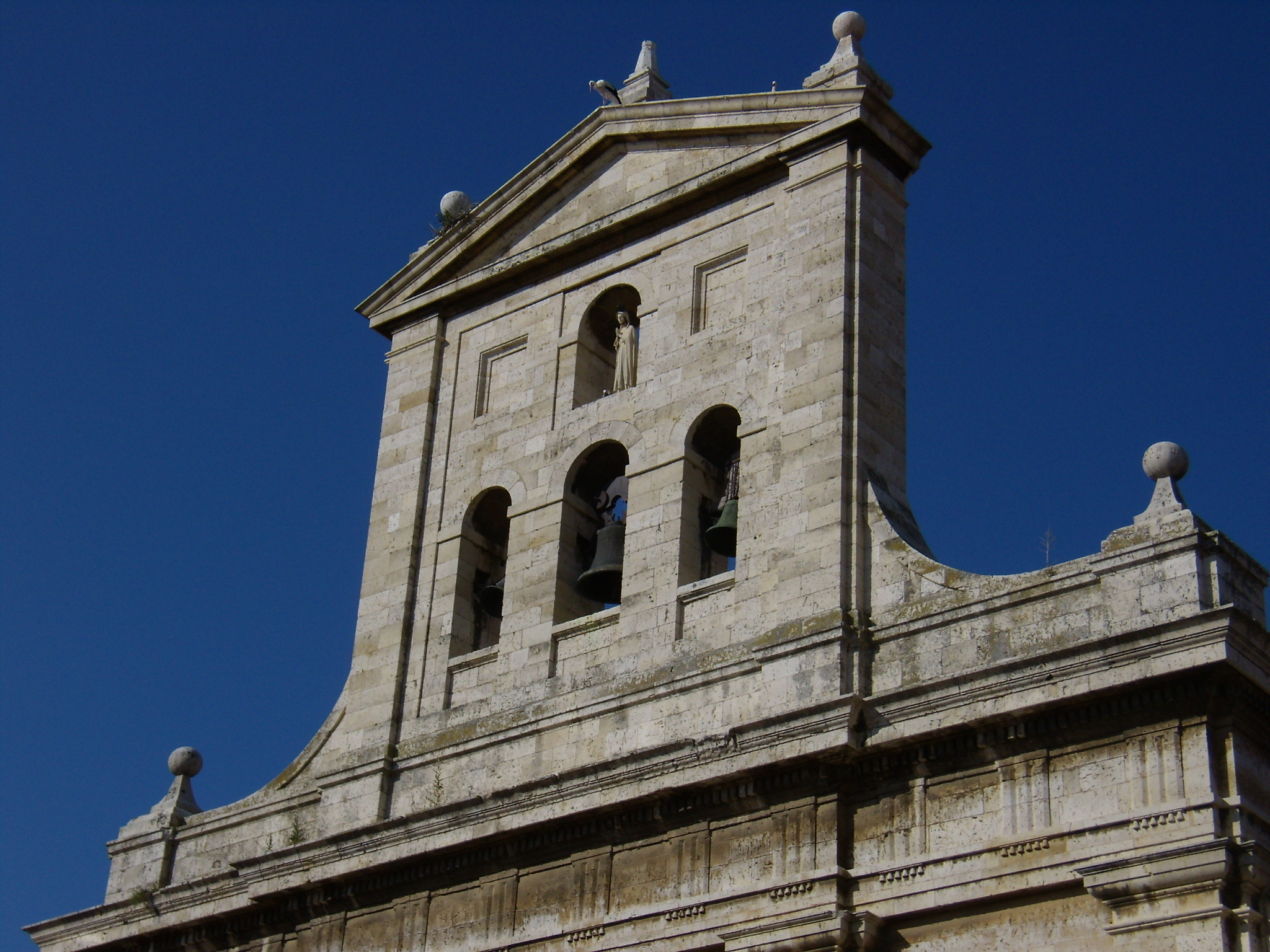
Glockengiebel („Espadaña“) von San Pablo in Palencia (Kastilien und León)

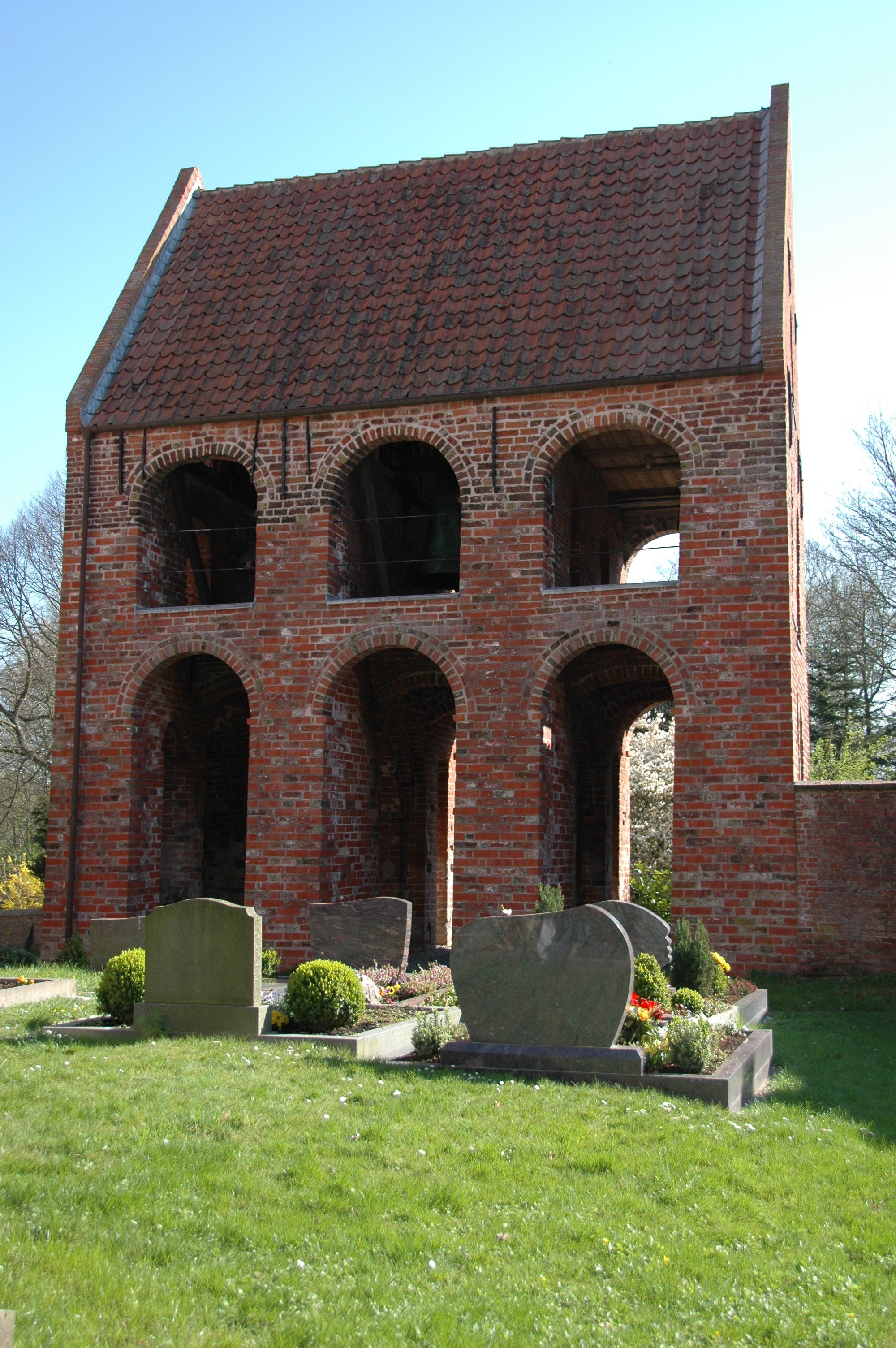
Romanischer Glockenturm der Ev.-ref. Kirche in Hinte (Ostfriesland)

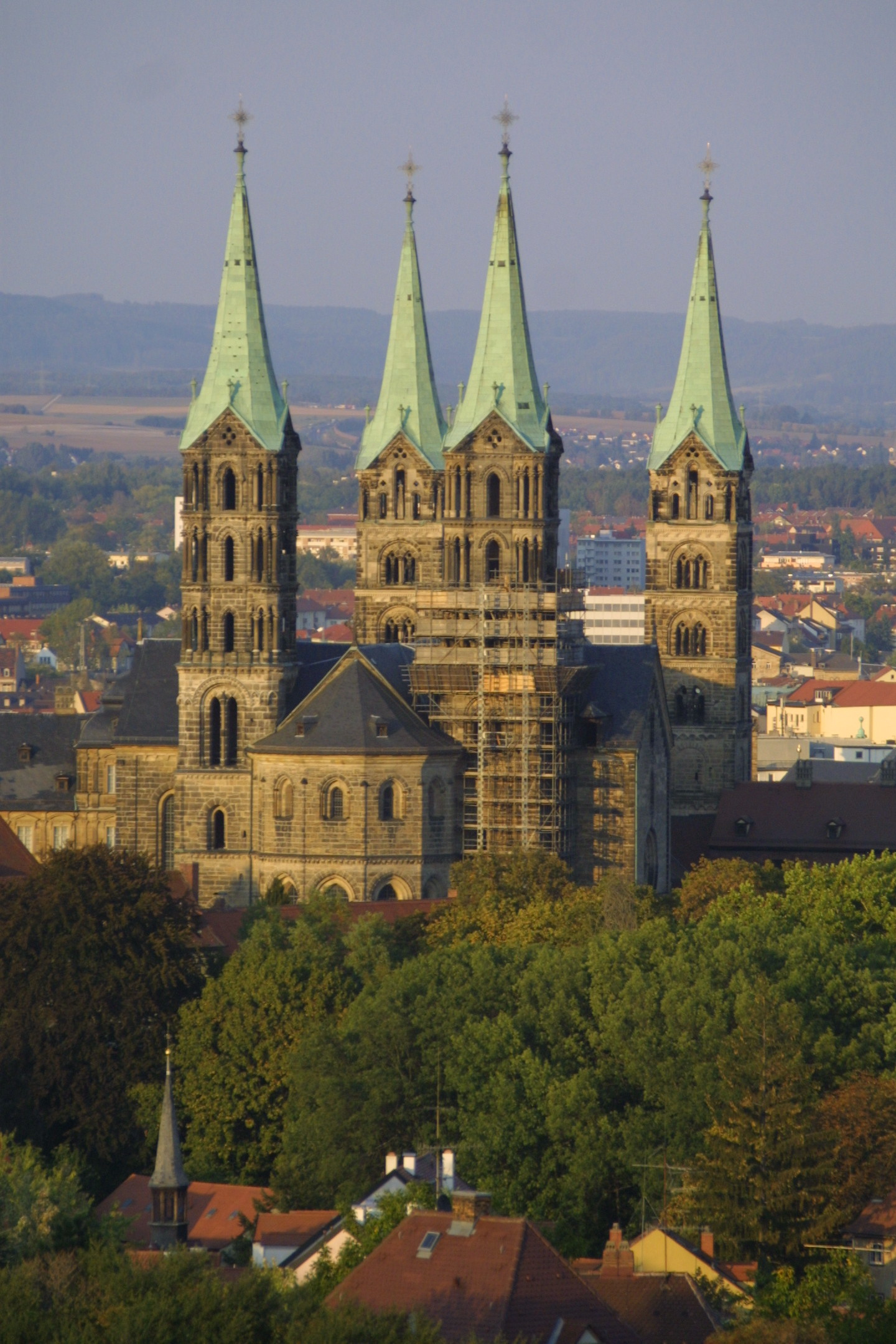
Vier gleich hohe Türme des Bamberger Doms

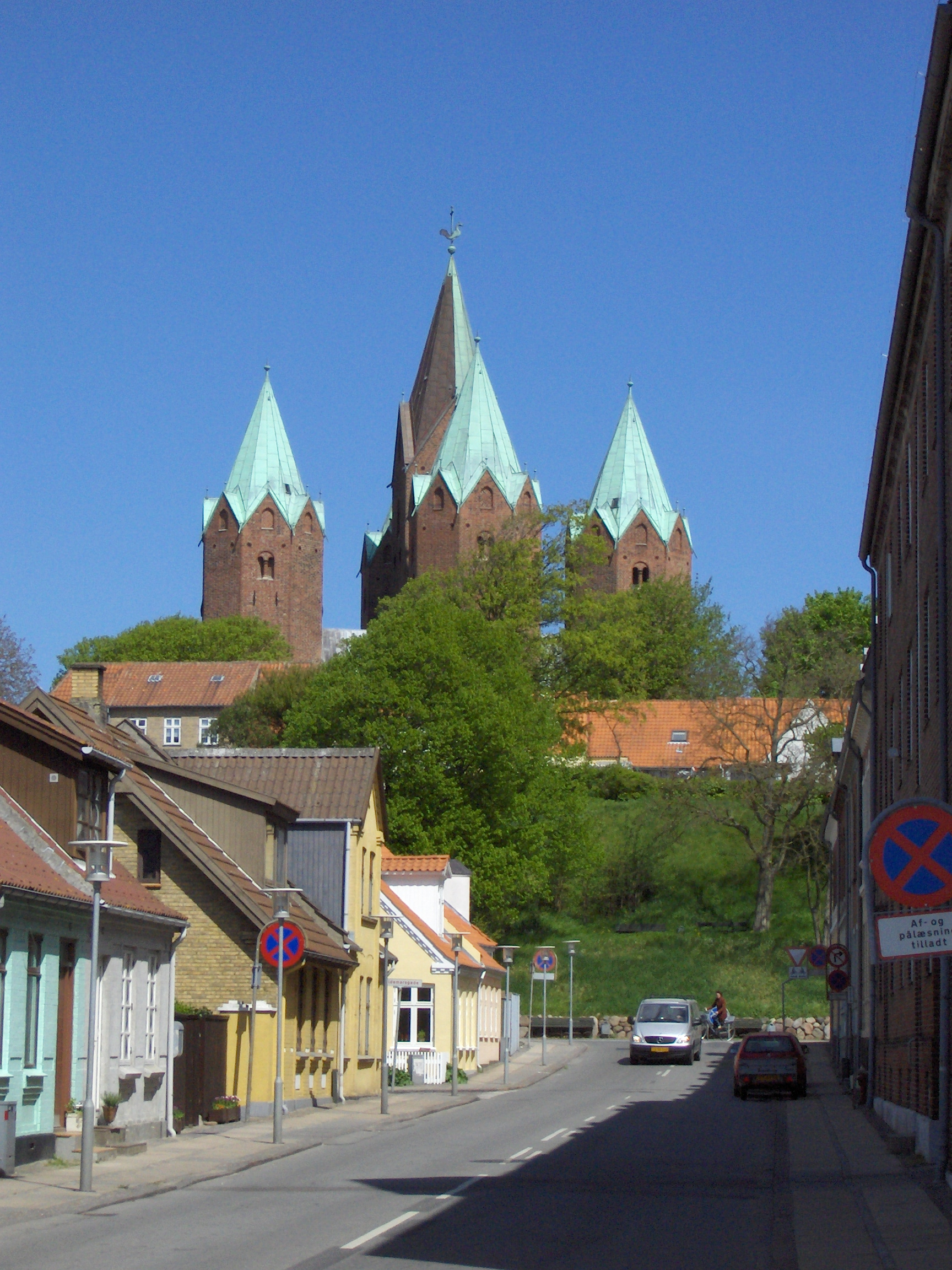
Die fünftürmige Vor Frue Kirke in Kalundborg (Sjælland)

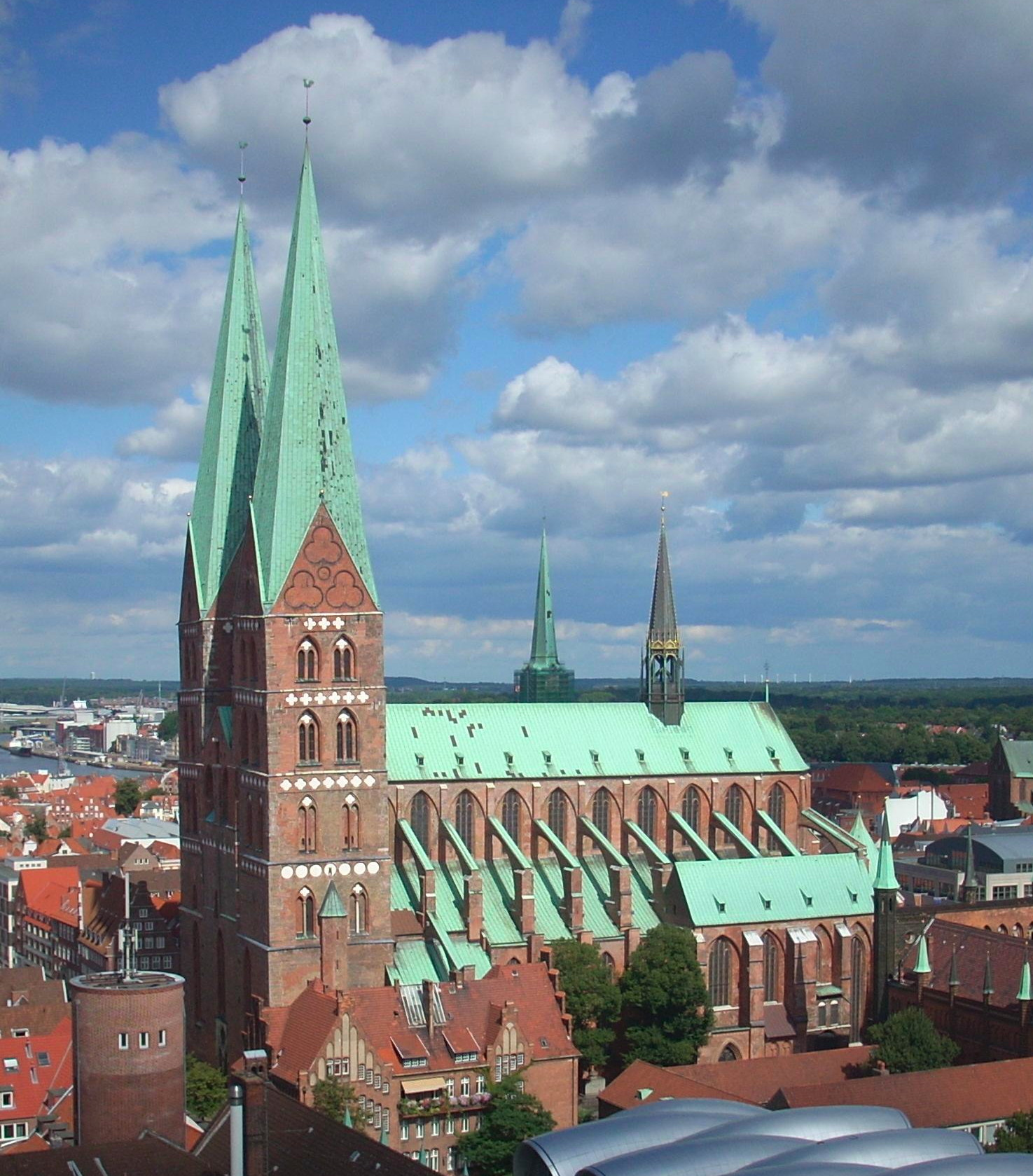
Marienkirche in Lübeck: Westtürme mit Rhombenhelmen und Dachreiter

### Soloturm
Der Kirchturm als solcher entwickelte sich erst in romanischer Zeit, als mit der Rekonquista und den Kreuzzügen der Baukörper des Minarett in die Kirchenarchitektur aufgenommen wurde. Freistehende Kirchtürme in Italien (Campanile) sind zumeist schlank und hoch. Freistehende Türme können auch eher Haus denn Turm sein, wie in Ostfriesland, wo sie oft niedriger als das Kirchenschiff sind. Oder es gibt nur einen unscheinbaren Glockenstuhl, wie die „Glockenstapel“ Nordfrieslands.
Bei manchen romanischen Kreuzbasiliken ist der Vierungsturm der höchste Turm (Basilika Saint-Sernin in Toulouse, Limburger Dom). In Vierungstürmen reicht auch der Innenraum über die Firsthöhe des Hauptschiffes hinaus (Laternenturm), das Licht durch Fenster des Turms erhält. Sonst wird ein Westturm angebaut, in dem Portal und Portikus untergebracht sind, bei den Basiliken zwei, zwischen denen sich das Westwerk spannt. Ebenfalls in der Romanik wurde statt eines Turmes gern ein breitgelagerter Westriegel gebaut. Selten finden sich Vierturmkirchen.
In Renaissance und Barock baute man mancherorts Zentralbauten mit Kuppeln, die höher waren als der Glockenturm oder mehrere kleine Glockentürme. Und statt hoher spitzer Turmhelme bevorzugte man Welsche Hauben und mehrere Laternen übereinander.
Freistehende Türme finden sich von der Spätantike (mehrere Kirchen in Ravenna) bis in die Gegenwart. Als besonders typisch gelten sie für Italien, aber auch in anderen Ländern gibt es teils Einzelexemplare, teils regionale Häufungen.
In der modernen Kirchenarchitektur geht man zunehmend wieder zu campanileartigen Turmbauten zurück oder sucht andere formale und funktionale Interpretationen des Zwecks als Landmarke und als Geläutträger.

### Turmgrundrisse

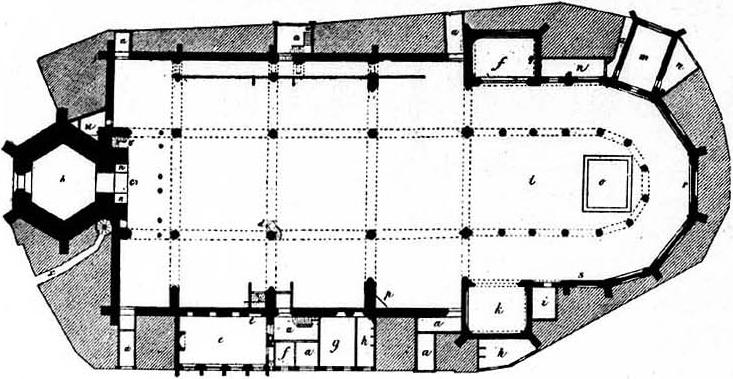
Plan der Grote of Sint-Jacobskerk in Den Haag mit sechseckigem Turm

Die Formen und Dimensionen der Grundflächen weichen stark voneinander ab. Sie sind quadratisch, rechteckig, rund oder polygonal. Rundtürme sind regional sogar häufig. Sechseckige Beispiele sind Nieuwerkerk auf Schouwen-Duiveland und die Grote Kerk in Den Haag. Das bekannteste deutsche Beispiel ist der neue Turm der Kaiser-Wilhelm-Gedächtnis-Kirche in Berlin. Oktogonal ist zum Beispiel der Campanile des Doms von Oristano auf Sardinien. Bei Quertürmen ist die Achse quer zur Achse des Kirchenschiffs länger als die Längsachse.
Im Zusammenhang mit dem Grundriss ist die Ausbildung des Fundaments wichtig, das bei hohen Türmen wesentlich stärker ausgeführt sein musste als dasjenige des benachbarten Kirchenbauwerks. Durch Setzungen entstanden Bauschäden wie Risse, schief stehende Türme oder Einsturz. Diese Schäden entstanden oft spontan, aber in vielen Fällen (Kirchen in Mailand, Beauvais, Sées und Ulm) wurden die Schäden bemerkt und es wurden Beratungen der Baumeister teils mit auswärtigen Experten einberufen, die zu Verstärkungen der Pfeiler, zum Teilabriss bestehender Bauwerke oder zur Unvollendung führten.

### Dachreiter und andere Türmchen

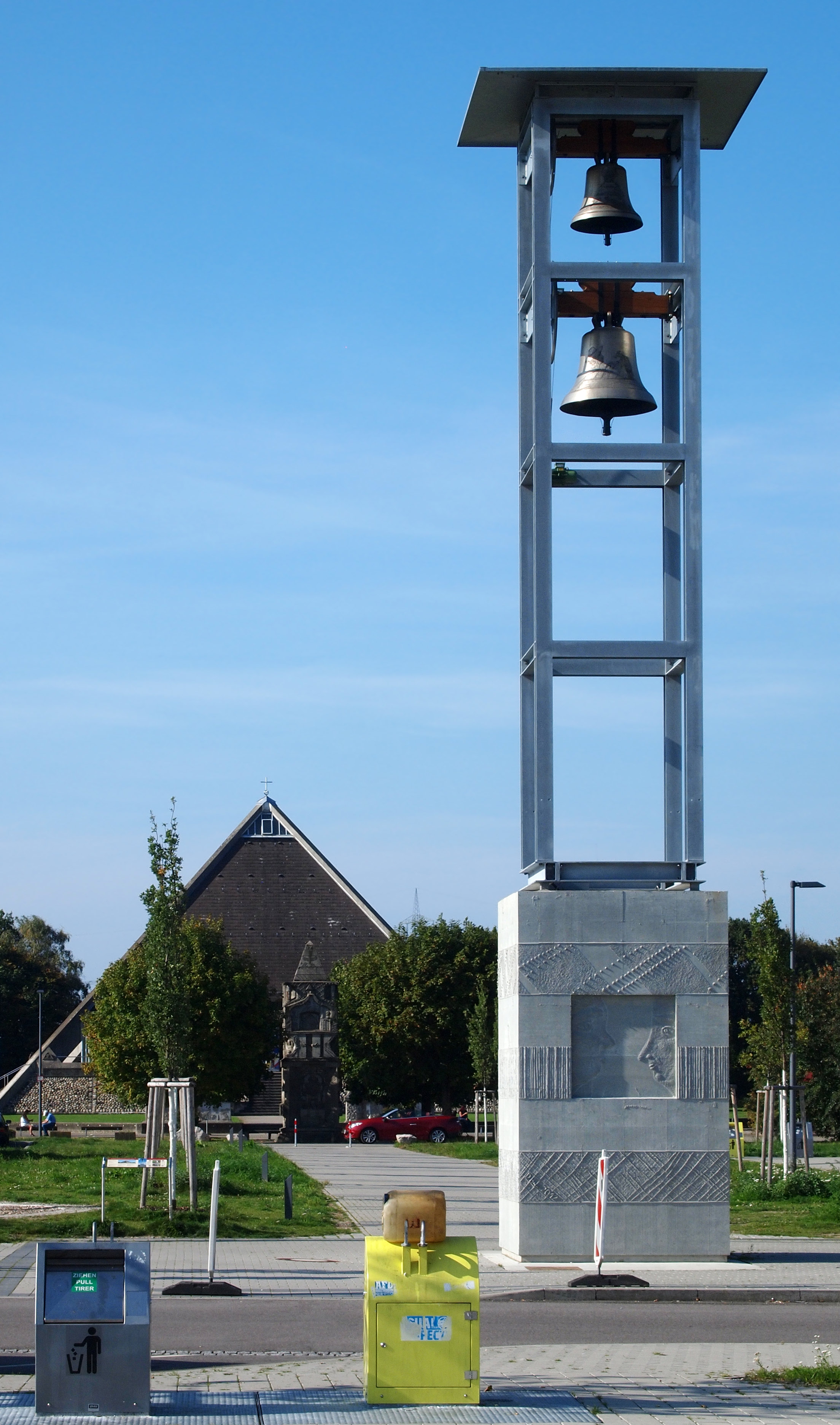
Geläutträger der Autobahnkirche Baden-Baden

Ein kleiner Turm auf dem Dachfirst des Kirchenschiffes wird Dachreiter genannt; er kann sich auch über der Vierung befinden, ohne deshalb ein „Vierungsturm“ zu sein. Manche Mönchsorden wie die Zisterzienser und die Bettelorden bauten als Ausdruck christlicher Demut nur einen Dachreiter mit Glocke – auch bei Kirchen stolzen Ausmaßes. Kleine Aufsätze mit Fensteröffnungen auf Kirchtürmen werden auch Laternen genannt.

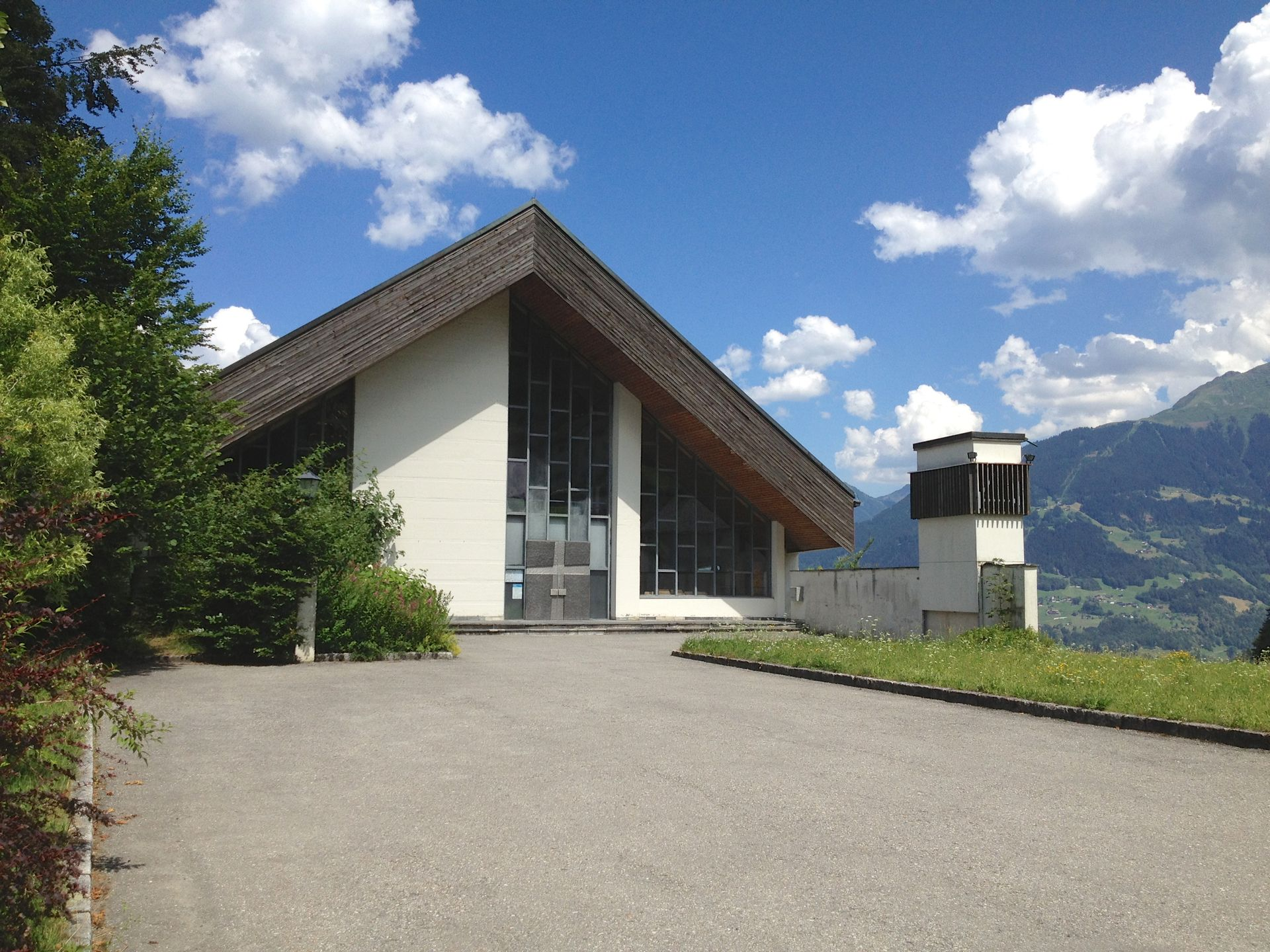
Sehr kleiner Kirchturm (Höhe 5 m) in Latschau

Daneben gibt es Kleinformen, bestehend aus ein oder mehreren Bögen zur Glockenaufhängung, die oben auf der Giebelwand stehen (Glockengiebel, besonders in Südeuropa, aber auch nördlicher, etwa bei der Kirche von Germigny-des-Prés).

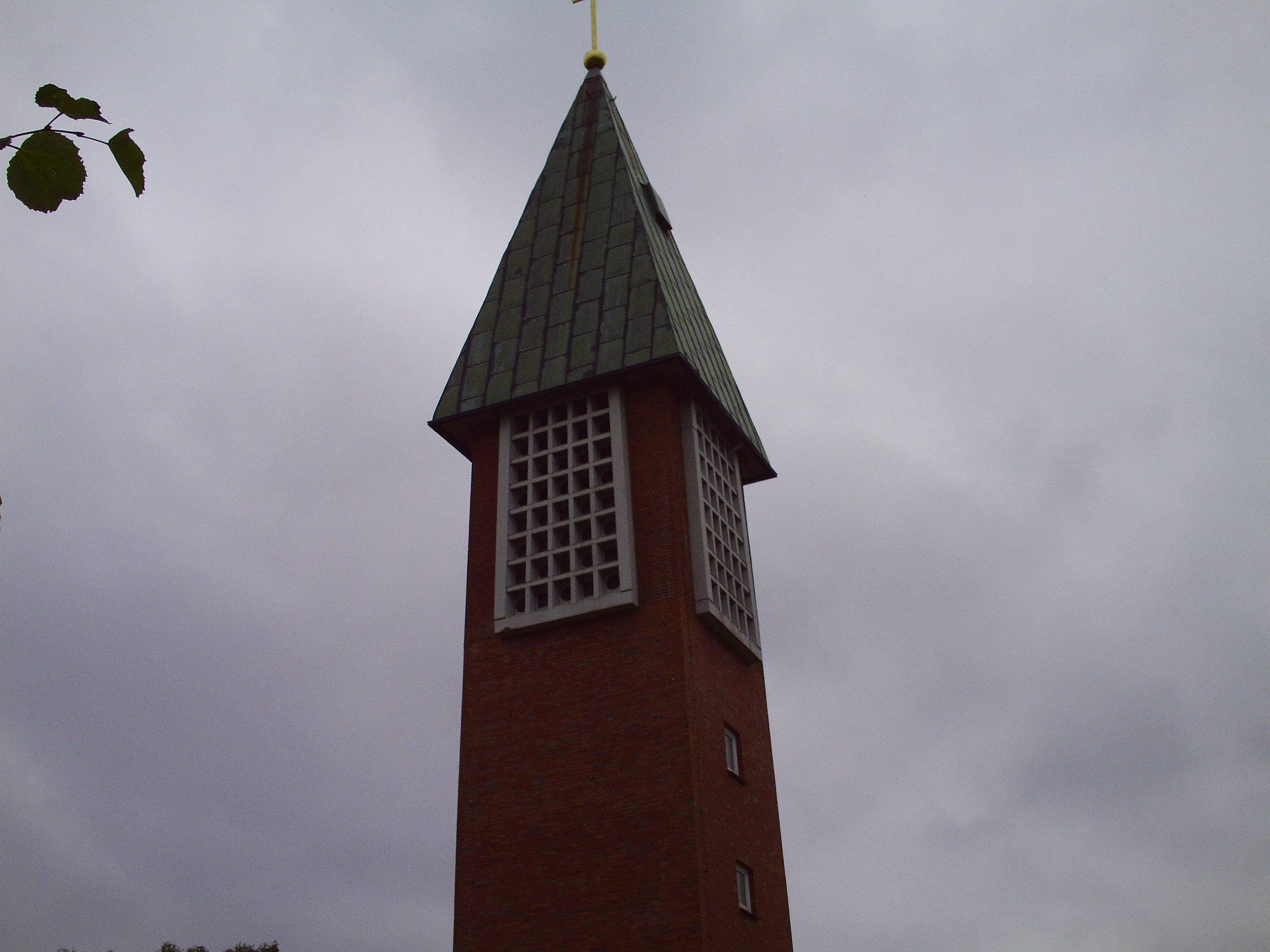
Turm der evangelischen Kirche in Glücksburg (Schleswig-Holstein) aus den 1960er Jahren

## Turmdetails

### Dächer
Frühe Kirchtürme, beispielsweise die der byzantinischen Kirchen von Ravenna, endeten in nicht sehr steilen Pyramiden- oder Kegeldächern. Auch Sattel- und Walmdächer gab es, die sich in ihren Proportionen wenig von Hausdächern unterschieden.
In Spätromanik und Gotik baute man gerne hohe spitze Kirchturmdächer (Turmhelme und Turmhauben), aber vor allem in Frankreich und England verzichtete man in der Gotik oft auf die Turmspitze und ließ das reich verzierte hohe Gemäuer mit einer Plattform enden. Hölzerne Dachstühle wurden zunächst oft mit Blei gedeckt. Die heutige Kupferdeckung derselben Türme ist in der Regel jünger. Typisch wurde der Rhombenhelm. Bei dieser Form können alle Wände eines Turms als Giebel enden, ohne dass man mehrere Dachfirste braucht. Gemauerte Dächer entzünden sich nicht bei Blitzschlag, erhöhten aber das Gewicht. So errichtete man mancherorts Turmspitzen aus Maßwerk, wie beim Freiburger Münster. Zwiebeltürme besitzen eine zwiebelförmige Turmhaube. Ein Beispiel für eine Barockkirche mit einem Zwiebelturm ist die evangelische Johanniskirche im Frankfurter Stadtteil Bornheim, die eine viereckige Turmhaube besitzt.
In der Renaissance und im Barock kamen modifizierte Kuppeln mit aufgesetzter Laterne als Kirchturmdach in Mode, sogenannte Welsche Hauben. Besonders im deutschsprachigen Alpengebiet kam der Zwiebelturm auf. Eine andere regionaltypische Form ist die „thüringische Haube“.
Als im 19. Jahrhundert immer mehr große Büro- und Mietshäuser gebaut wurden, besann man sich auf die hohe gotische Turmspitze, um städtebauliche Akzente zu schaffen. Dank Blitzableiter waren sie nicht mehr so feuergefährlich. Viele im Mittelalter unvollendet gebliebene Kirchtürme wurden nun erstmals mit hohen Kupferdächern ausgestattet.

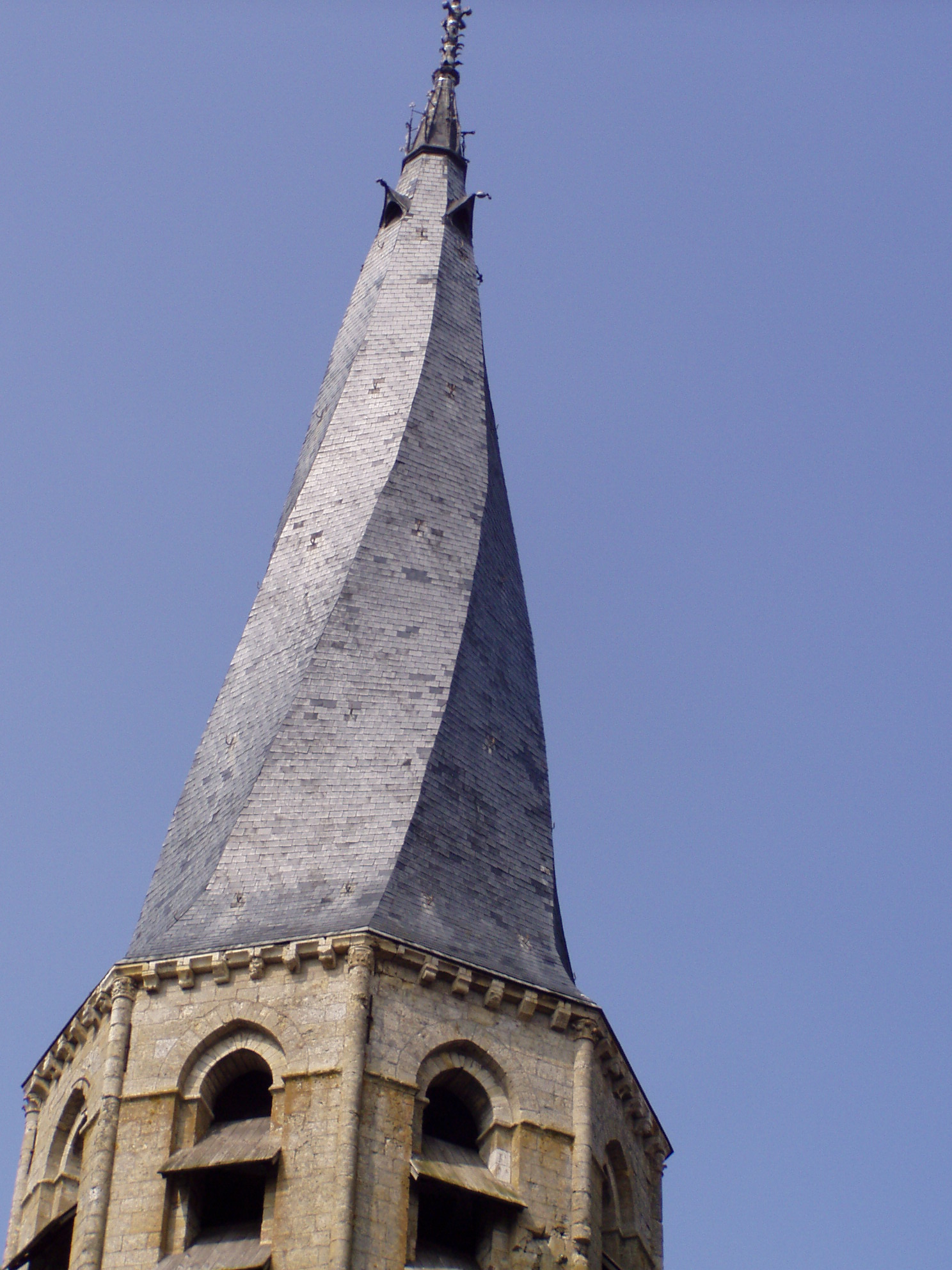
Geflammter Turm mit geschraubter Spitze von Notre Dame Puiseaux (Centre-Val de Loire)

Eine besondere Form ist der gedrehte Kirchturm bzw. sein geschraubtes Dach. Die geflammte (gewundene bzw. verwundene) Form, die in Europa etwa 100 Mal vorkommt, ist auch in Deutschland 19 Mal vertreten; u. a. bei St. Clemens in Mayen (Rheinland-Pfalz).

### Turmknopf
In der Kugel von Kirchturmspitzen (dem Turmknopf oder auch Turmzier genannt), die teils auf einer verjüngten Spitze, dem Kaiserstiel aufsitzen, werden traditionell Zeitkapseln hinterlegt, um zeittypische Dinge (etwa Münzen, Geldscheine oder Zeitungen des Tages) an die nächsten Generationen weiterzugeben.

## Kirchtürme bei verschiedenen Baustilen

### Baugeschichten
Kirchtürme sind oft jünger als die übrige Kirche, manchmal aber auch älter.
Im Mittelalter wurden Kirchbauten typischerweise mit dem Chor begonnen. Nach dessen Weihe konnte man schon Messen zelebrieren, während die westlichen Teile errichtet wurden, manchmal in vielen kleinen Abschnitten. Der Turm oder die Türme wurden zuletzt gebaut, wenigstens zuletzt vollendet, manchmal nie oder erst nach Jahrhunderten. Allerdings baute man bei manchen Kirchen schon frühzeitig ein oder zwei untere Turmgeschosse, damit für die Einwölbung des Langhauses ein Widerlager zur Verfügung stand, beispielsweise beim Kölner Dom.
Modernere Ingenieurleistungen vermochten zu verhindern, was im Mittelalter gang und gäbe war, den Einsturz halbfertiger Türme.

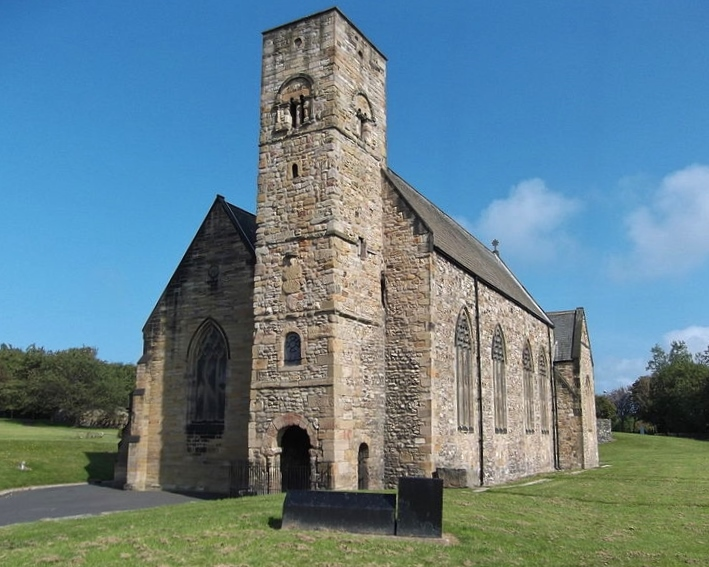
St. Peter’s, Monkwearmouth, Tyne and Wear, Nordengland: untere Turmgeschosse 7. Jh., obere vor 1000, Kirche Ende 14. Jh., im 19. Jh. verändert

Es geschah aber zuweilen, dass der Turm einer Kirche einen Brand mit geringen Schäden überstand, während die Kirche ersetzt werden musste. Oder man ließ den Turm als geliebtes Wahrzeichen stehen, während die Kirche ersetzt wurde, weil sie zu klein geworden war, als zu dunkel empfunden wurde (romanische Kirchen), oder an allen Ecken und Enden baufällig war.
Auch der einzelne (oder paarige) Turm kann verschiedene Stile aufweisen: Romanische Türme bekamen gotische Glockengeschosse, Türme wurden erhöht, weil das Kirchenschiff und die umstehenden Stadthäuser höher geworden waren, nach Blitzschlag musste der obere Teil erneuert werden.
Als Beispiel ohne dramatische Ereignisse sei die Baugeschichte des Schweriner Doms erwähnt: Auf eine erste 1167–1171 errichtete Bischofskirche folgte ab 1171 als „Fortsetzung“ eine romanische Basilika und als deren letzte Bauphase ein 1248/1249 vollendeter frühgotischer Turm. Ab etwa 1300 wurde diese Kirche, mit einem Umgangschor, beginnend, durch eine hochgotische Hallenkirche ersetzt, 1399(d) die Lücke zum Turm geschlossen, 1416 die Einwölbung vollendet. Schließlich wurde in den Jahren 1889 bis 1893 der frühgotische Westturm abgerissen und durch den heutigen, neugotischen, ersetzt.

### Romanik
Die Vielfalt romanischer Kirchtürme lässt sowohl regionale Besonderheiten als auch weiträumige Einflüsse erkennen.
Der im Jahr 1063 errichtete Backsteinturm der Abteikirche Pomposa in der Poebene südöstlich von Ferrara erzielt eine optische Leichtigkeit durch Koppelfenster, deren Anzahl der Öffnungen von Geschoss zu Geschoss zunimmt. Schule machte diese Gestaltung und das Material und die freie Aufstellung (erst nach zweihundert Jahren wurde das heutige, hochgotische Kirchenschiff bis an ihn heran gebaut) beim Turm des Verdener Doms, begonnen 1160. In der Zeit der Gotik erhielt der Turm einen spitzen Helm, der aber 1737 durch einen Sturm zerstört wurde. Die 1149–1181 errichtete Kirche der Abtei Tum, der ersten Benediktinerniederlassung in Polen, ist einerseits eine Vierturmanlage nach Vorbildern vom Oberrhein und hat andererseits in ihren Westtürmen die beschriebene Fensterverteilung, wenn auch mit geringerer Etagenzahl.

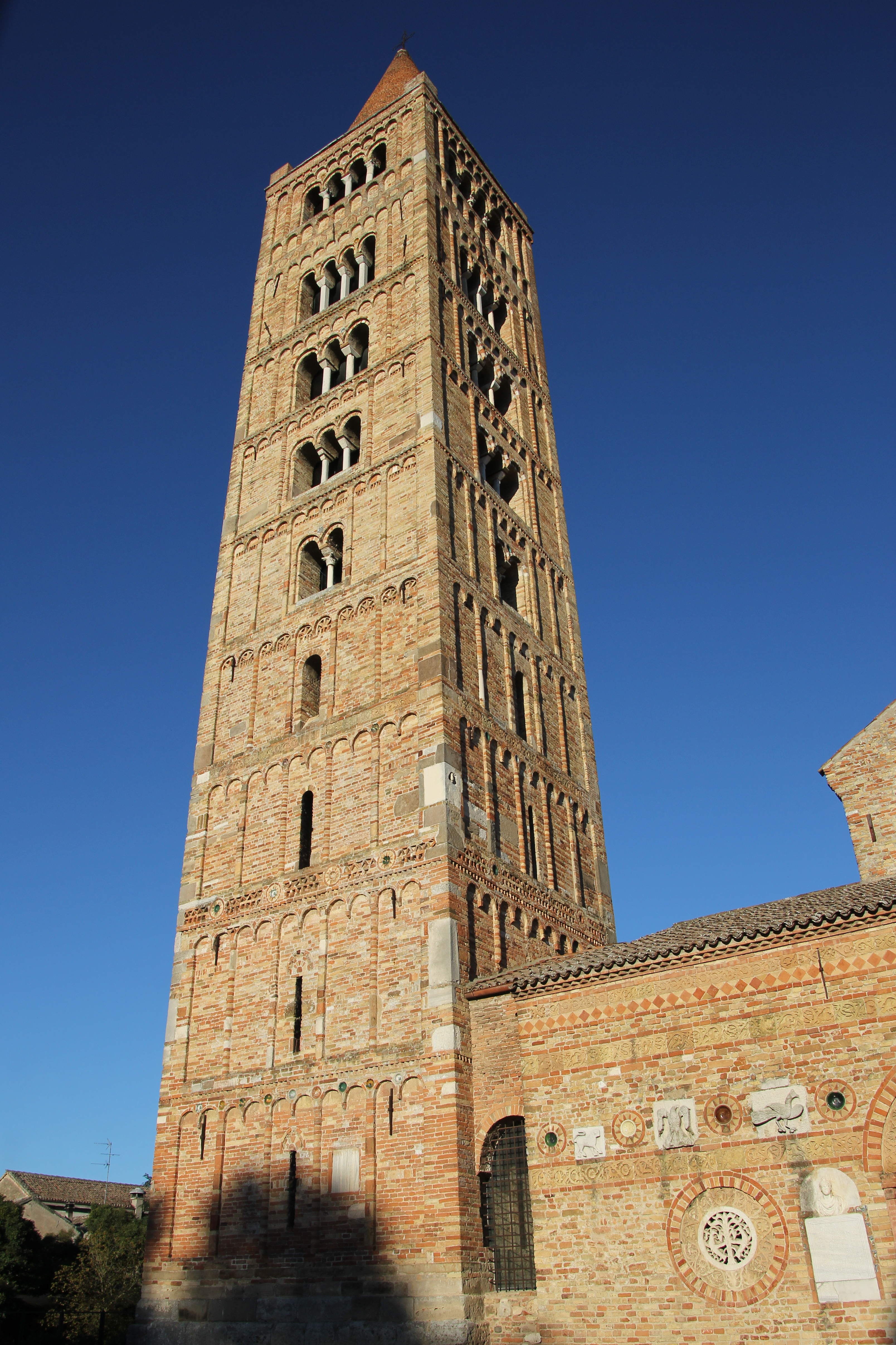
Abtei Pomposa, Turm 1063
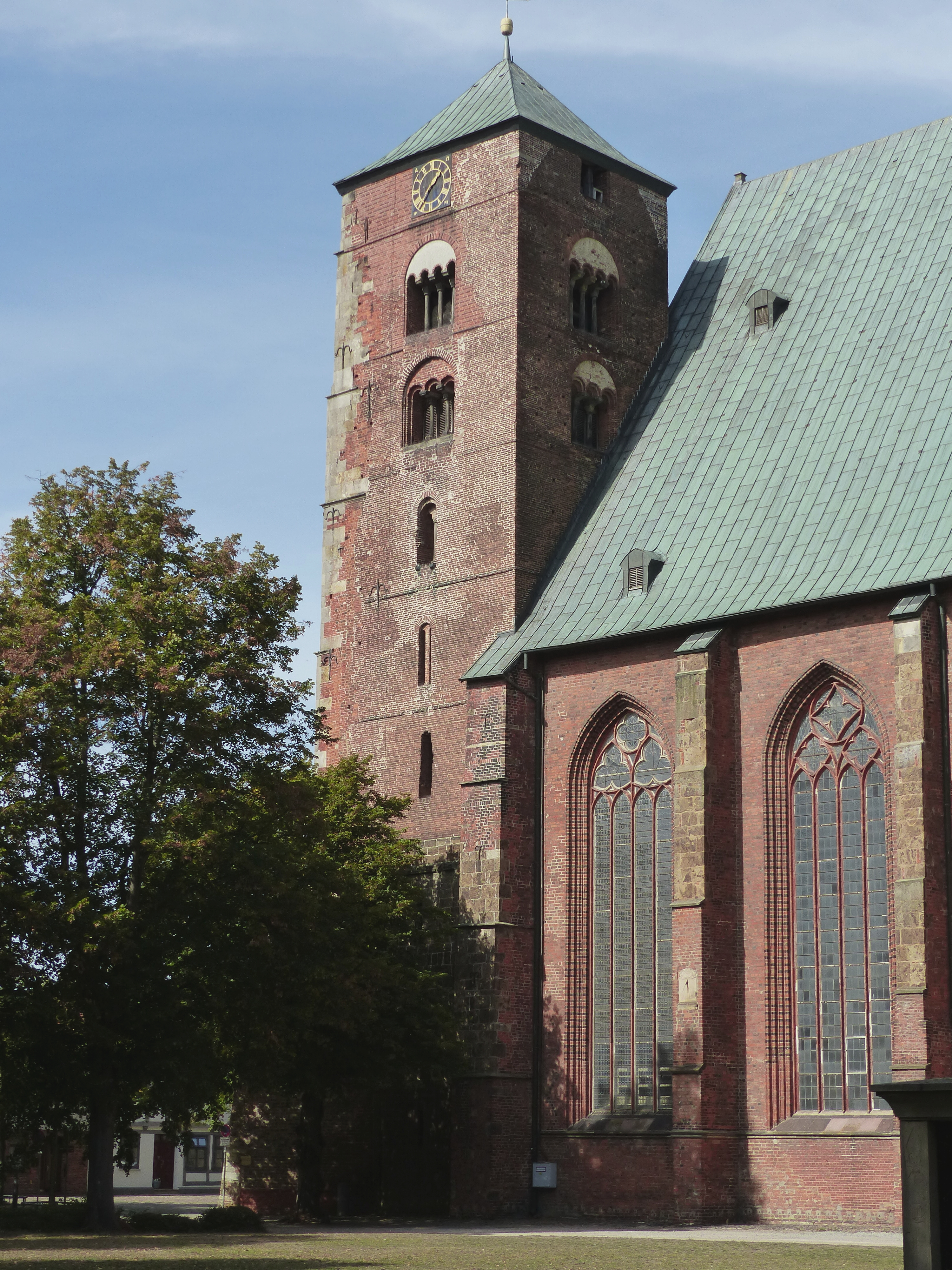
Verdener Dom, Turm ab 1160, Hallenkirche 1290–1490
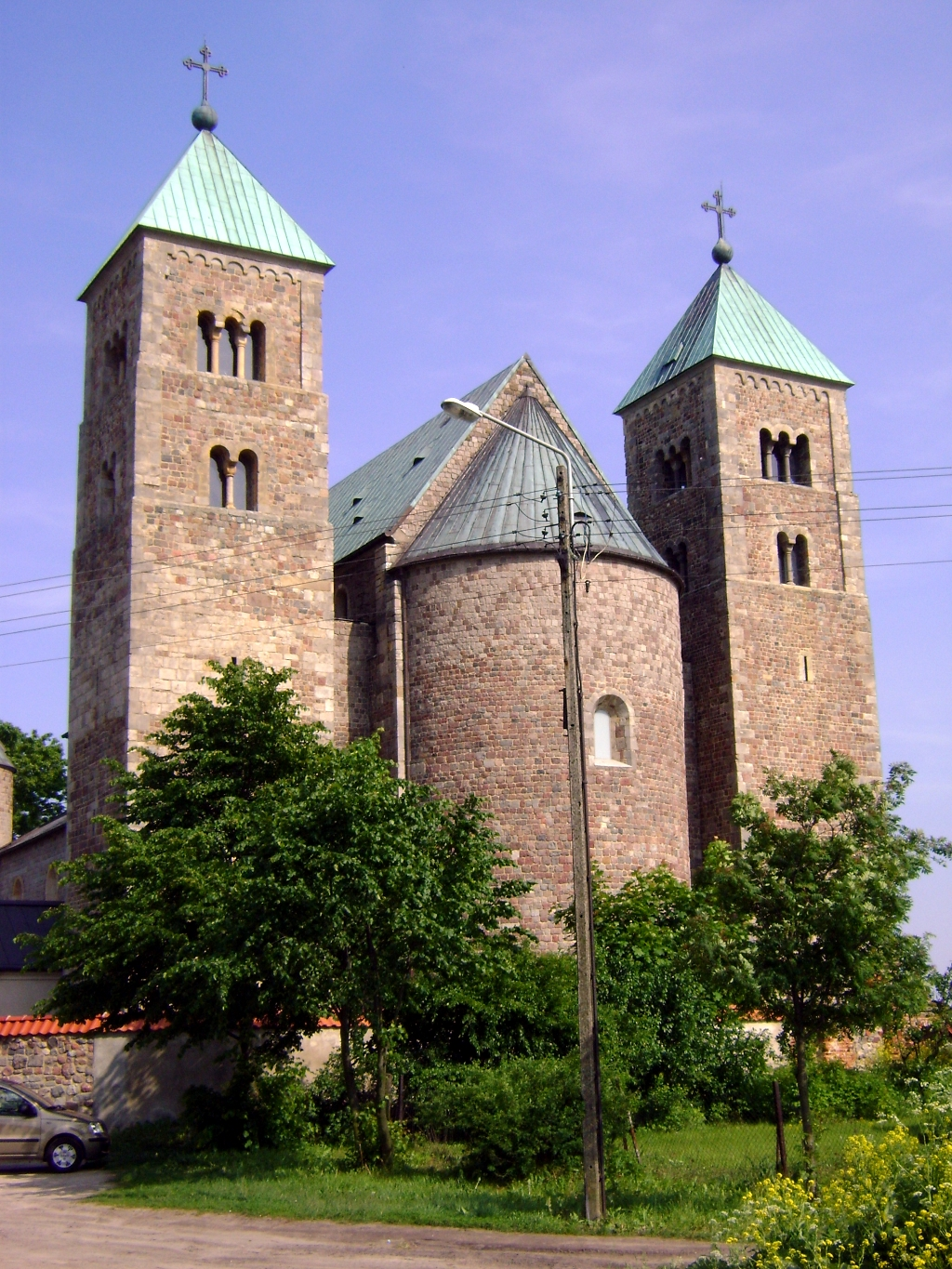
Benediktinerkirche Tum: Vierturmanlage,1149–1181
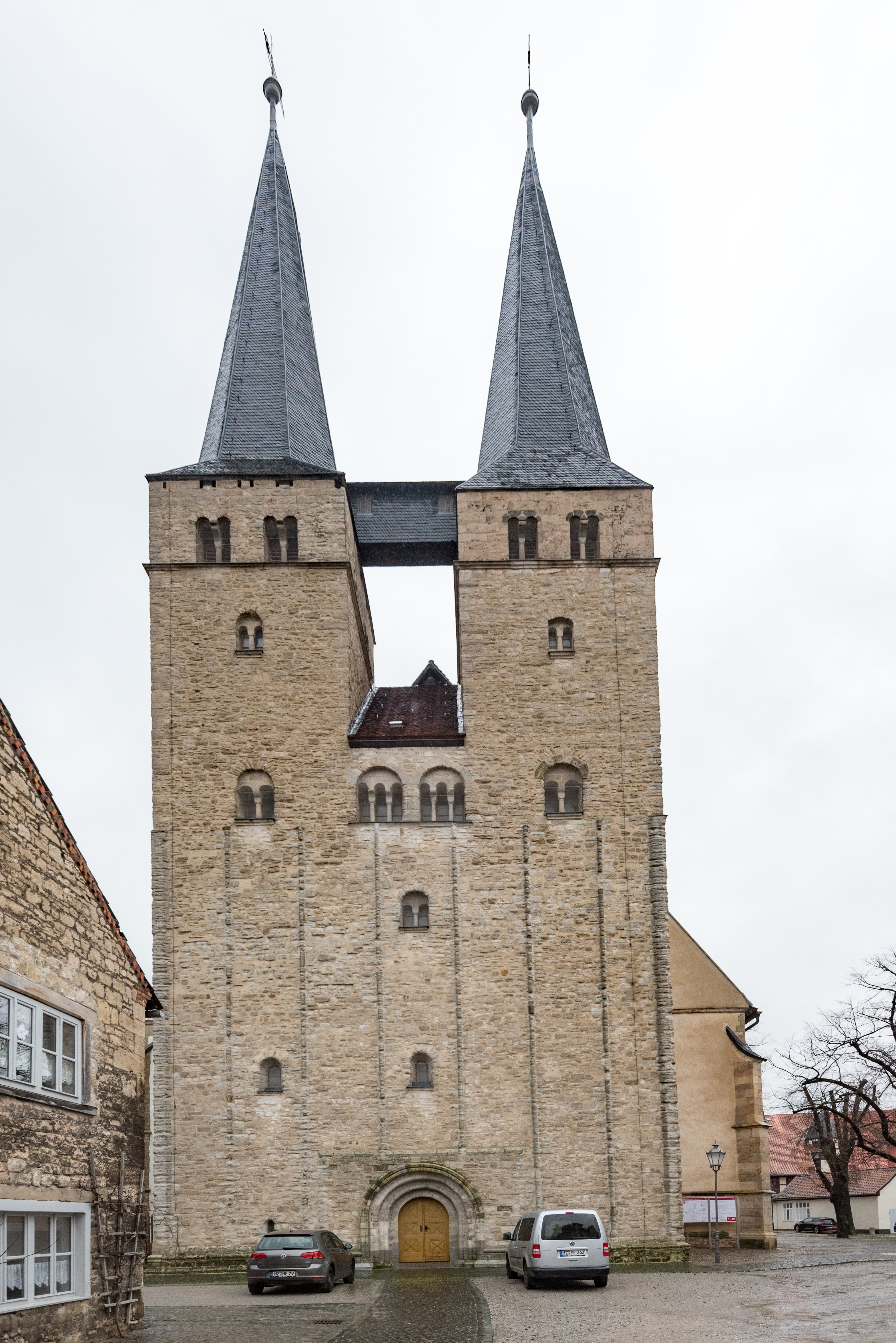
St. Stephani (Osterwieck), frühes 12. Jh.
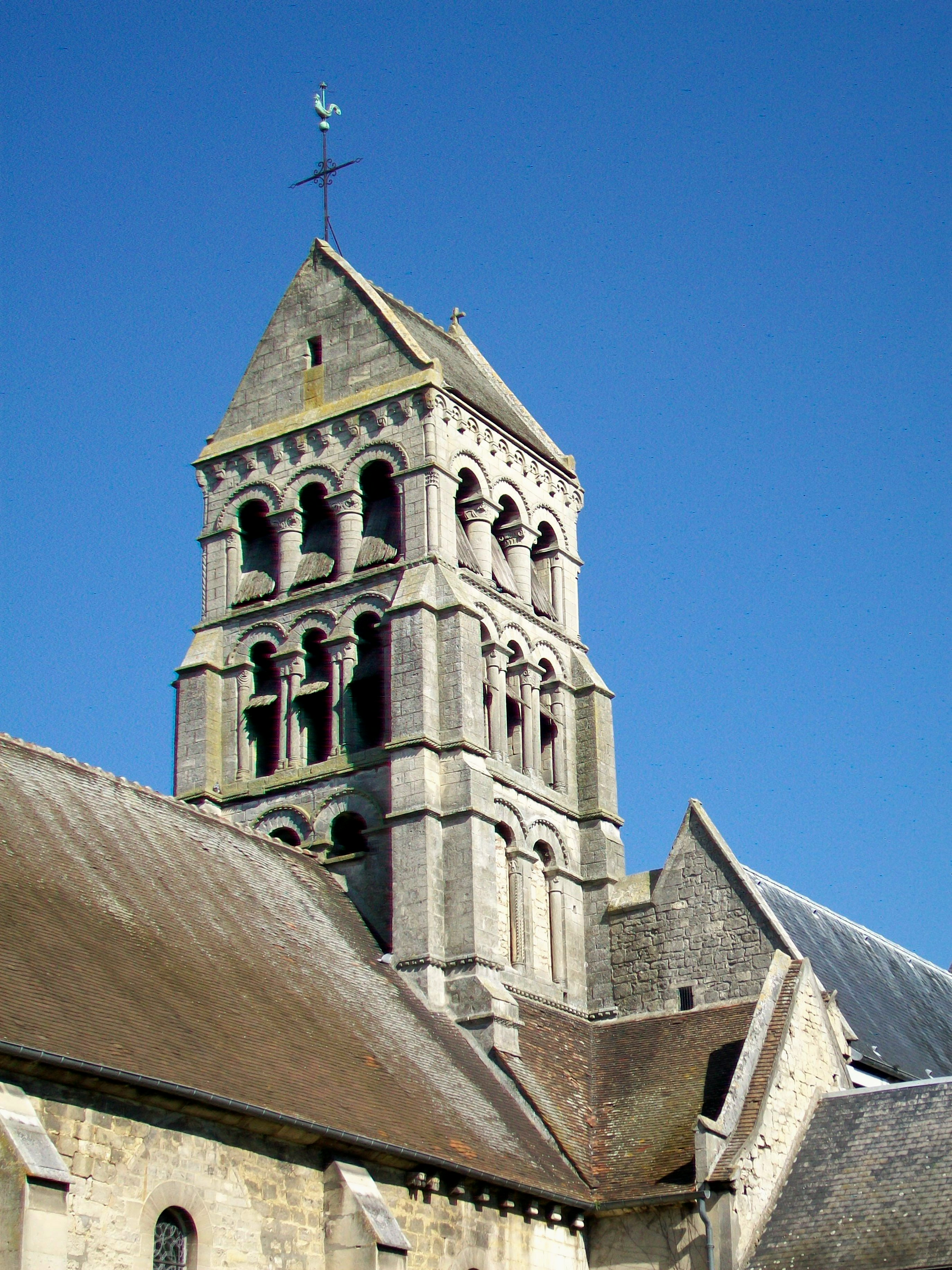
Nogent-sur-Oise: Vierungsturm um 1100
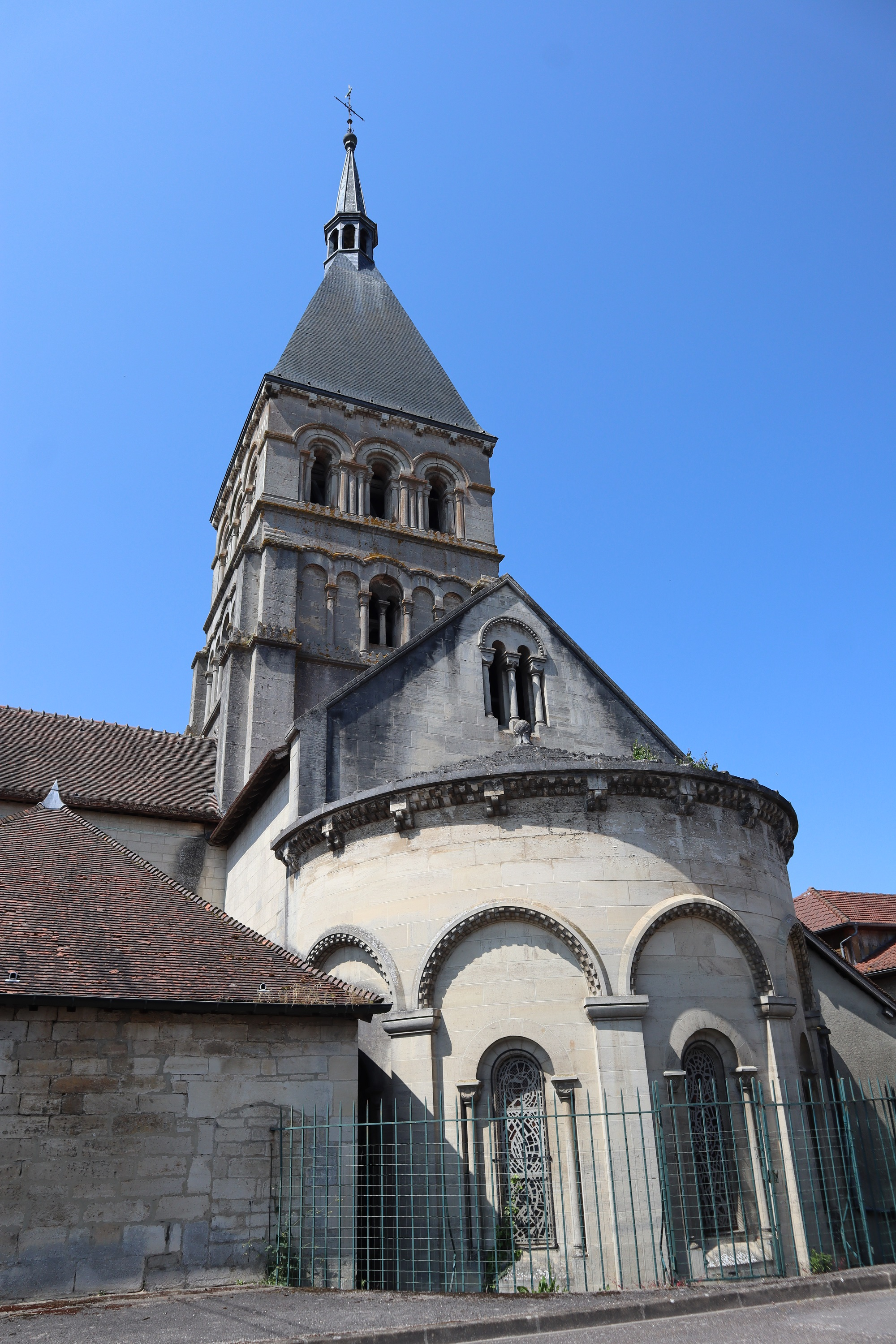
Wassy, Haute-Marne: Vierungsturm 1140–1180
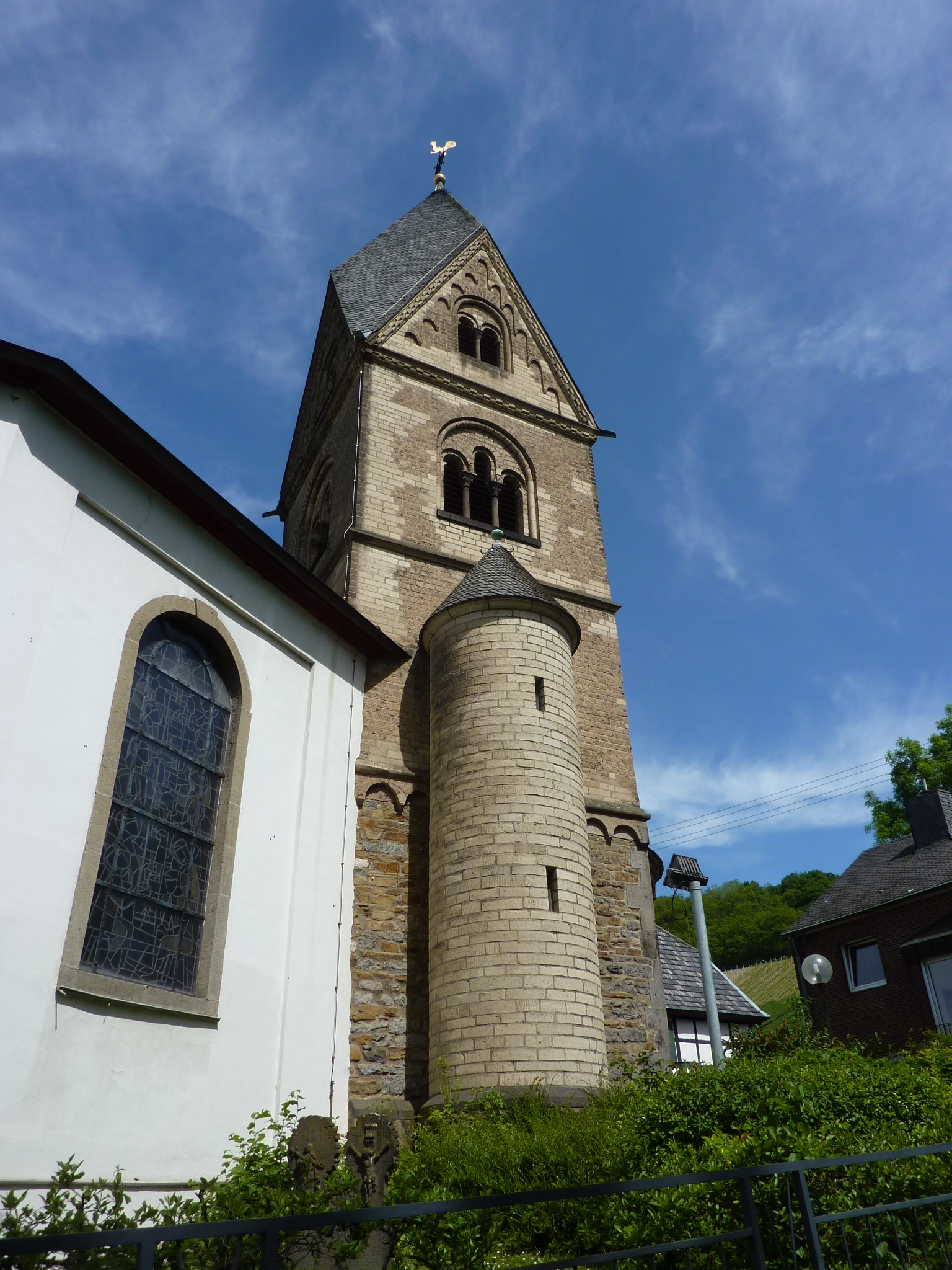
Oberdollendorf, zu Königswinter: Chorturm um 1200, Kirche 1792/93

Dass man in Deutschland außer Vierturmanlagen und Westwerken auch veritable Doppelturmfassaden baute, zeigt die Stephanikirche aus dem frühen 12. Jahrhundert in Osterwieck nördlich des Harzes.
In manchen Gegenden (und Nachbargebieten) Frankreichs diente üblicherweise der Vierungsturm als Glockenturm, in bedeutenden Kirchen der Romanik und in ländlichen Kirchen bis weit in die Gotik. Mit großen Reihen großer Fenster und Schallluken bereiten manche romanischen Kirchtürme in Frankreich die als typisch gotisch geltende Wandauflösung vor. Die Kirche in Nogent-sur-Oise entstand um 1100, also deutlich vor Beginn der Gotik. Die Kirche in Wassy in Haute-Marne, also der südöstlichen Champagne, wurde erbaut, während etwa zweihundert Kilometer westlich die Gotik entwickelt wurde.

### Gotik

#### Streitpunkt: Flacher Abschluss

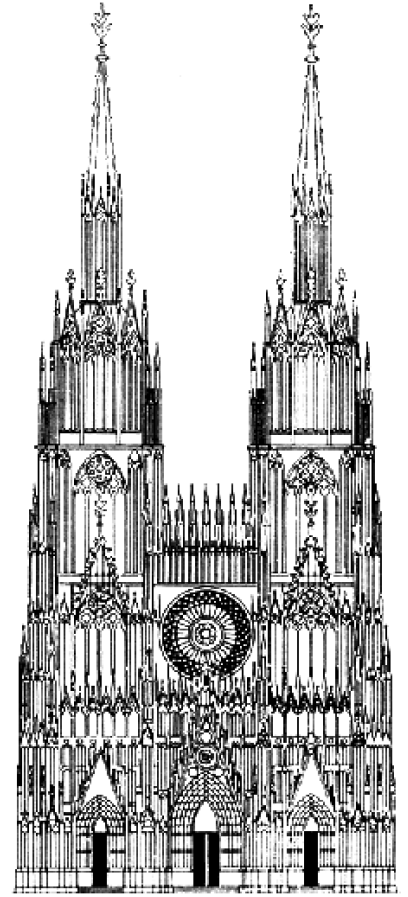
Entwurf für die Westfassade des Straßburger Münsters, spätes 13. Jahrhundert
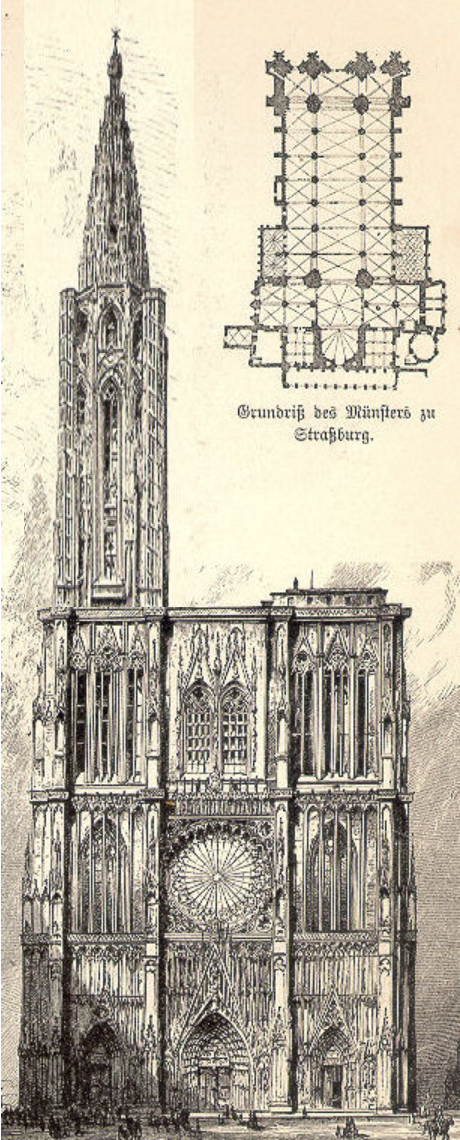
Verwirklichte Westfassade, nach mehreren aufeinander folgenden Plänen gebaut

Angesichts vieler „abgeschnitten“ wirkender Fassadentürme gotischer Kirchen in Frankreich (etwa bei Notre Dame in Paris) wird immer wieder die Frage aufgeworfen, ob diese Kirchen mit spitzen Türmen geplant, aber nie vollendet worden sind, oder ob der flache Turmabschluss von Anfang an geplant war.

„Die Bauarbeiten an einer Kathedrale begannen normalerweise mit dem Chor und schritten über das Mittelschiff fort zur Fassade, die nur selten vollendet wurde, ehe das Geld ausging. Der Kathedralenbau war nämlich finanziell ein Mammutunternehmen und soll nach Angaben von einigen Historikern die wirtschaftliche Stabilität Frankreichs ernstlich beeinträchtigt haben.“

Die wissenschaftliche Forschung steht vor dem Problem, dass nur sehr wenige zeitgenössische Dokumente erhalten sind, die Aufschluss über die originäre Planung geben. Nur in wenigen Fällen, wie der Kathedrale von Laon, liegen Pläne von hohen Türmen mit Spitzen vor.
Dementsprechend konzipierte Eugène Viollet-le-Duc, der führende französische Denkmalpfleger des 19. Jahrhunderts, in einer Zeichnung das „Idealbild einer Kathedrale“ mit diversen spitzen Türmen.

Abtei St-Denis mit ungleichen Turmspitzen, Lithografie von ca. 1821

Im Mittelalter waren vollendete Fassaden französischer Kathedralen mit spitzen Türmen in der Minderheit. Der 105 m hohe Südturm der Kathedrale von Chartres, errichtet 1142–1170 war mehrere Jahrhunderte lang der höchste Kirchturm der Welt, der Nordturm wurde erst im Jahr 1516 vollendet. In mehr als einem Fall ging eine mittelalterliche Turmspitze später verloren: Auf der Abteikirche St-Denis hatte der Nordturm von 1219 bis etwa 1840 eine hohe Spitze, aber nach Unwetterschäden wurden im 19. Jahrhundert sogar die Freigeschosse abgetragen. Auf der fünftürmigen Kathedrale von Laon war es der Südliche Westturm, der von 1250 bis 1793 eine hohe Spitze trug. Mit dem Bau der Fassade von Notre Dame de Paris wurde um das Jahr 1200 begonnen. Um 1240 war sie ohne Spitzhelme vollendet und wahrscheinlich war der gerade Turmabschluss hier in Notre-Dame beabsichtigt und wurde zum Vorbild anderer Kathedralen. Der Südturm der Kathedrale von Senlis, von Laon inspiriert, aber schon fast gänzlich gotisch, wurde im Gegensatz zum Vorbild um 1250 mit Spitze fertiggestellt. Es ist anzunehmen, dass gotische Baumeister mit ihrer Vorliebe für die Vertikale ungern hinter diesen Türmen zurückstehen mochten. Auch in der Spätgotik entstanden in Frankreich Spitztürme wie der Nordturm der Kathedrale von Chartres. Etwa 200 Jahre nach der Kathedrale von Reims (1211–1311) wurde 44 km südöstlich die Wallfahrtskirche Notre-Dame de l’Épine (1406–1525) errichtet. Die drei vorgesetzten Portale der repräsentativen Westfassade erinnern an die der Kathedrale, die Türme darüber sind spitz.

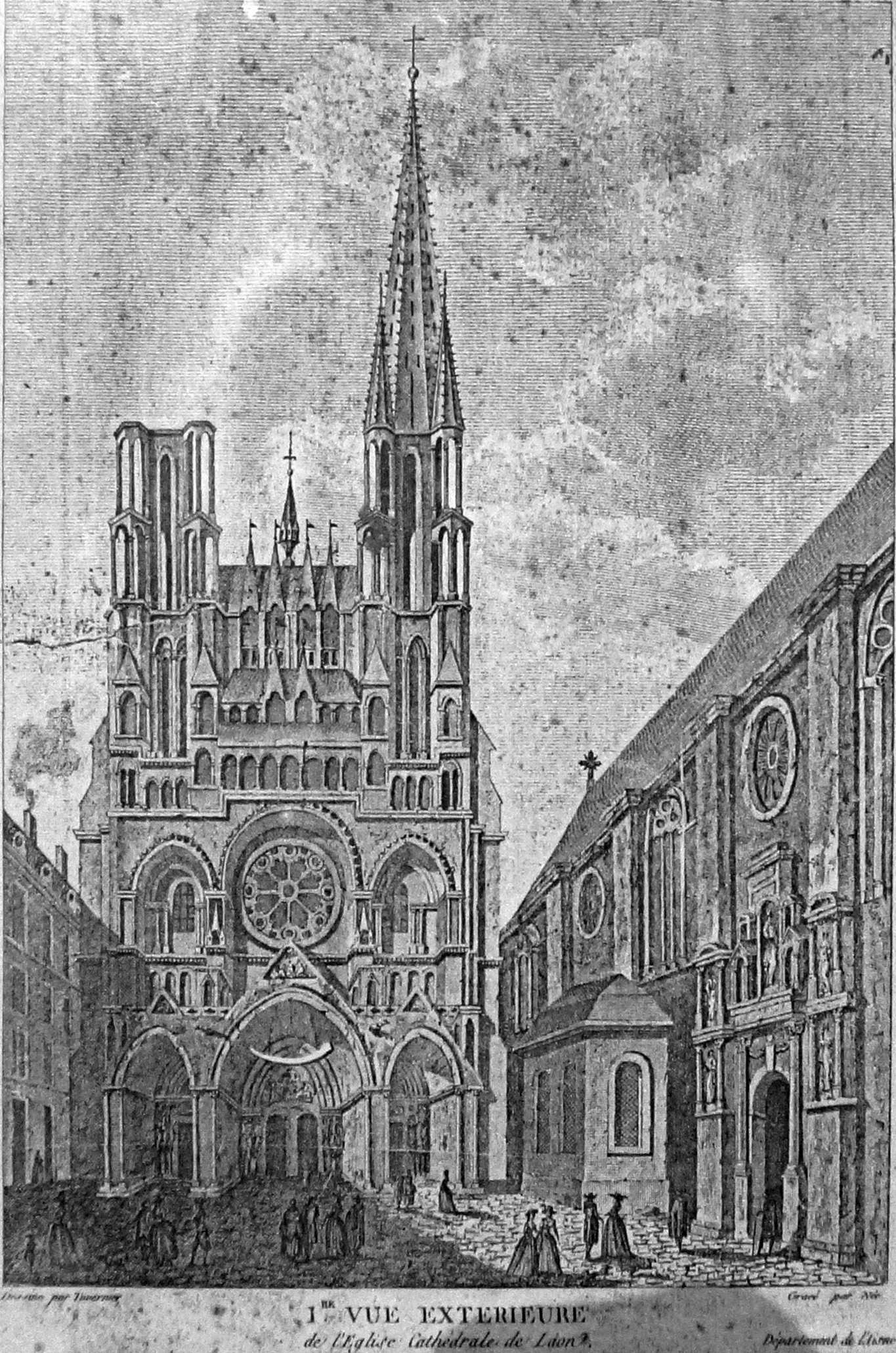
Kathedrale von Laon, Stich aus dem 18. Jh.

Wurden die Türme einer Kirche in ungleicher Weise flach abgeschlossen, so konnte das verschiedene Ursachen haben: In Bourges musste wegen statischer Probleme tatsächlich vom ursprünglichen Bauplan abgewichen werden. Der Südturm wurde 1313 wegen Einsturzgefahr gesichert, der im 15. Jahrhundert weitergebaute Nordturm stürzte 1506 ein. In Amiens wurde der Südturm 1366 fertiggestellt, der Nordturm etwa 40 Jahre später und wenig höher.
Zu den prominenten Verlusten hoher Turmspitzen außerhalb Frankreichs gehört das Lincoln Minster. Dort hatte der Vierungsturm zweimal eine hohe Spitze. Die erste war gemauert und stürzte kurz nach der Fertigstellung bei einem Erdbeben 1239 ein, die zweite wurde 1307 ähnlich wie typisch norddeutsche Turmspitzen aus Holz errichtet und mit Kupferblech gedeckt. Sie wurde 1549 von einem Sturm umgeblasen. Der aus gleichen Materialien im Jahr 1486 errichtete Turmhelm der Marienkirche in Stralsund wurde schon 1495 vom Sturm umgeblasen, aber umgehend wieder aufgerichtet. 1647 brannte er durch Blitzschlag ab.
Der Bamberger Dom (1230–1240) wurde im Mittelalter mit vier spitzen Türmen vollendet, davon zwei überwiegend romanisch und zwei nach dem Vorbild von Laon. Der Naumburger Dom (1250–1260) hingegen hatte bis ins 19. Jahrhundert nur drei Türme, davon der nordwestliche nach dem Vorbild der Laoner Westtürme und ohne Turmspitze. Beide Dome waren von älteren Vierturmanlagen inspiriert, wie dem hochromanischen Speyerer Dom (1026–1106) und dem spätromanischen Wormser Dom (1130–1181, Türme erst etwas später vollendet).
Der Kölner Dom (ab 1248) geht in seiner Architektur eindeutig auf französische Vorbilder zurück. Der Fassadenplan des Kölner Doms zeigt allerdings, dass in Deutschland die Türme zum Schwerpunkt der Bauplanung wurden. Aus Frankreich sind keine derartigen Pläne erhalten. Die Backsteintürme der Lübecker Marienkirche, des Breslauer Doms und der Krakauer Marienkirche, aber auch der erst 1472 begonnenen Münchener Frauenkirche, verbanden gotisches Dekor mit einer einfachen, aus der Romanik übernommenen Statik. In München verzichtete man allerdings gleich auf hohe Turmspitzen.
Während der gesamten Zeit der Gotik gab es noch keine statischen Berechnungen. Wo überhaupt ein Entwurf gezeichnet wurde, war nicht klar, ob er sich verwirklichen ließ. Pläne wie der für die Doppelturmfassade des Kölner Doms aus dem 14. Jahrhundert (der berühmte „Kölner Fassadenplan“ von 1310/20, der erst im 19. Jh. realisiert wurde) gaben den Bauleuten nur einen vergleichsweise groben Anhalt für ihre Arbeit.
Die gotische Architektur hatte generell die Tendenz zur maximalen Ausnutzung der damaligen technischen Möglichkeiten – und zu ihrer Überschreitung. Gerade das damals mit architektonischen Höhenrekorden verbundene unkalkulierbare Risiko ist allerdings auch als Grund in Betracht zu ziehen, warum bei den prominentesten Kirchen Frankreichs darauf verzichtet wurde. Immerhin fanden in den Kathedralen von Paris und Reims regelmäßig Staatsakte statt.
Für die Theorie des geplant flachen Abschlusses spricht die Gemeinsamkeit der drei wohl bedeutendsten gotischen Bauten Frankreichs (Notre Dame de Paris, Notre-Dame d’Amiens, Notre-Dame de Reims), bei denen kein einziger spitzer Turm fertiggestellt wurde. „In genau der gleichen Baustufe“, wie manchmal behauptet, wurden sie nicht beendet: Im Pariser Beispiel schließen die Türme in Plateaus, die ihren gesamten Querschnitt einnehmen. Auf den Türmen der Kathedrale von Reims hingegen wurden Ansätze von Spitzhelmen errichtet, die jedoch nach wenigen Metern abbrechen.
Auch in England, das damals vielfach mit Frankreich verbunden war, gibt es zahlreiche bedeutende gotische Kirchen mit flachem Turmabschluss, zum Beispiel die Kathedralen von Bristol, Canterbury, Ely, Exeter (hatte früher hölzerne Spitzhelme), Gloucester, Hereford, Winchester und York (aber zeitweise spitzer Vierungsturm, s. o.).
Der zeitliche Ablauf spricht ebenfalls für absichtliches Vorgehen, auch wenn in Frankreich während des Hundertjährigen Krieges (1337–1453) wenig Geld für den Kathedralbau übrig war. Die Bauarbeiten an den Kathedralen von Paris und Reims fanden ihren Abschluss im 14. Jahrhundert, lange vor dem Ende der Zeit gotischer Türme. In Paris wurden die Türme 1250 fertiggestellt, das gesamte Gebäude 1345; der Prager Veitsdom wurde 1344 begonnen und das Ulmer Münster 1377. Die Kathedrale von Antwerpen wurde 1352 begonnen und ihr Nordturm 1516 spitz vollendet. Der Nordturm der Kathedrale von Chartres bekam 1500–1503 seine Spitze, der Nordturm der Kathedrale von Tours 1543–1547. Der Südturm des Wiener Stephansdomes mit 137 Metern Höhe wurde 1433 vollendet.
In Deutschland blieben dagegen tatsächlich viele gotische Türme vom 16. bis ins 19. Jahrhundert unvollendet, weil sie vor ihrer Fertigstellung veraltet waren.
Gleichermaßen ambivalente und erhellende Indizien liefert die Baugeschichte des Straßburger Münsters. Der erste Entwurf für eine Spitzturmfassade datiert von 1275, also dem Jahr nach Vollendung des Langhauses. Nachdem Erwin von Steinbach das so genannte Rosengeschoss hochgezogen hatte, wurde der Entwurf in vielerlei Hinsicht abgewandelt und ein drittes Geschoss mit neuem waagerechtem Abschluss in ganzer Breite geschaffen. Danach wandte sich das Ziel wieder in Richtung eines spitzen Abschlusses. Ulrich von Ensingen entwarf ganz neu den Nordturm, der dann 1399 bis 1439 errichtet wurde. Bei mehrfachen Entwurfsänderungen ist der heutige Zustand alles andere als ein unvollständig ausgeführter Originalentwurf.

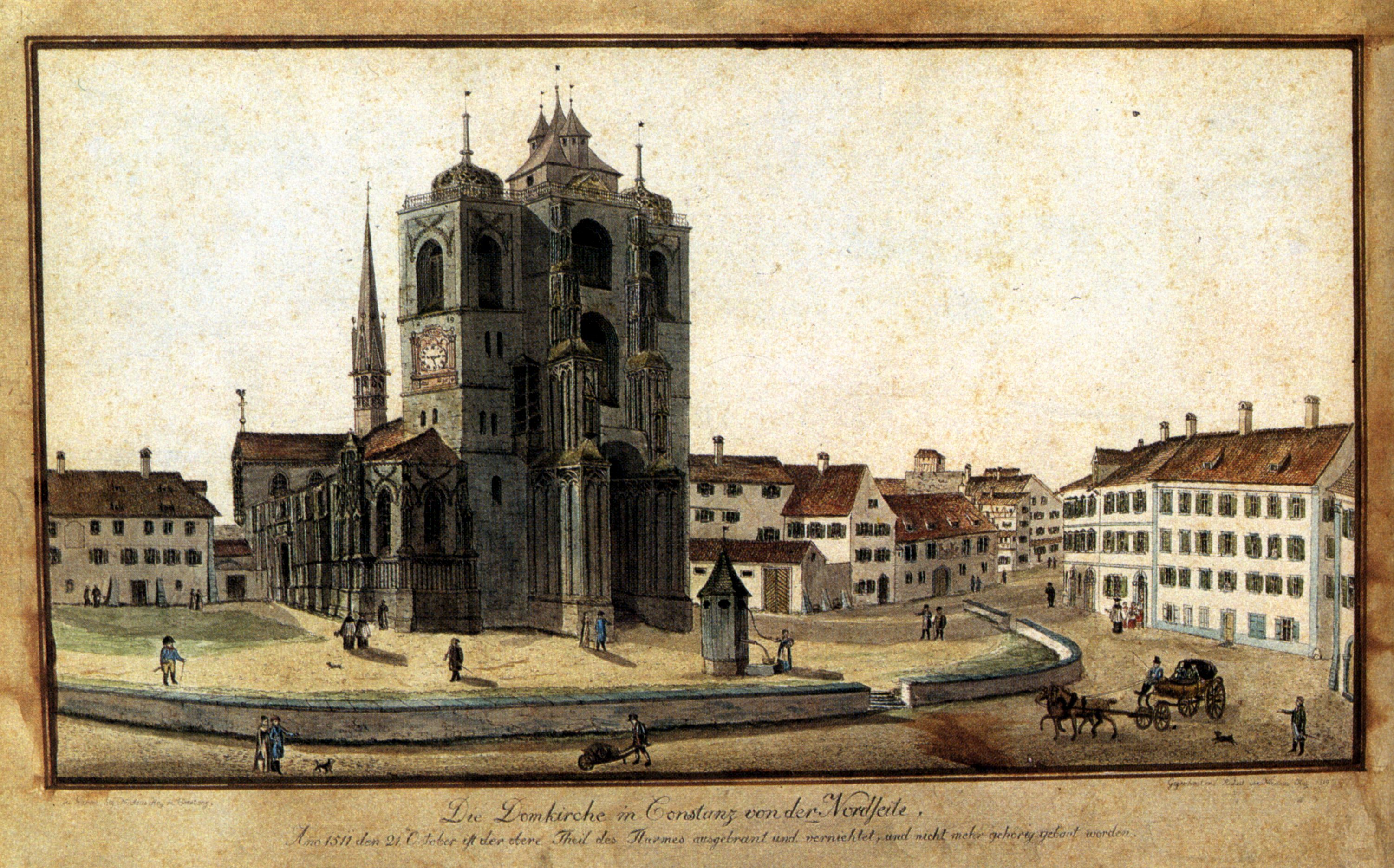
Konstanzer Münster um 1819
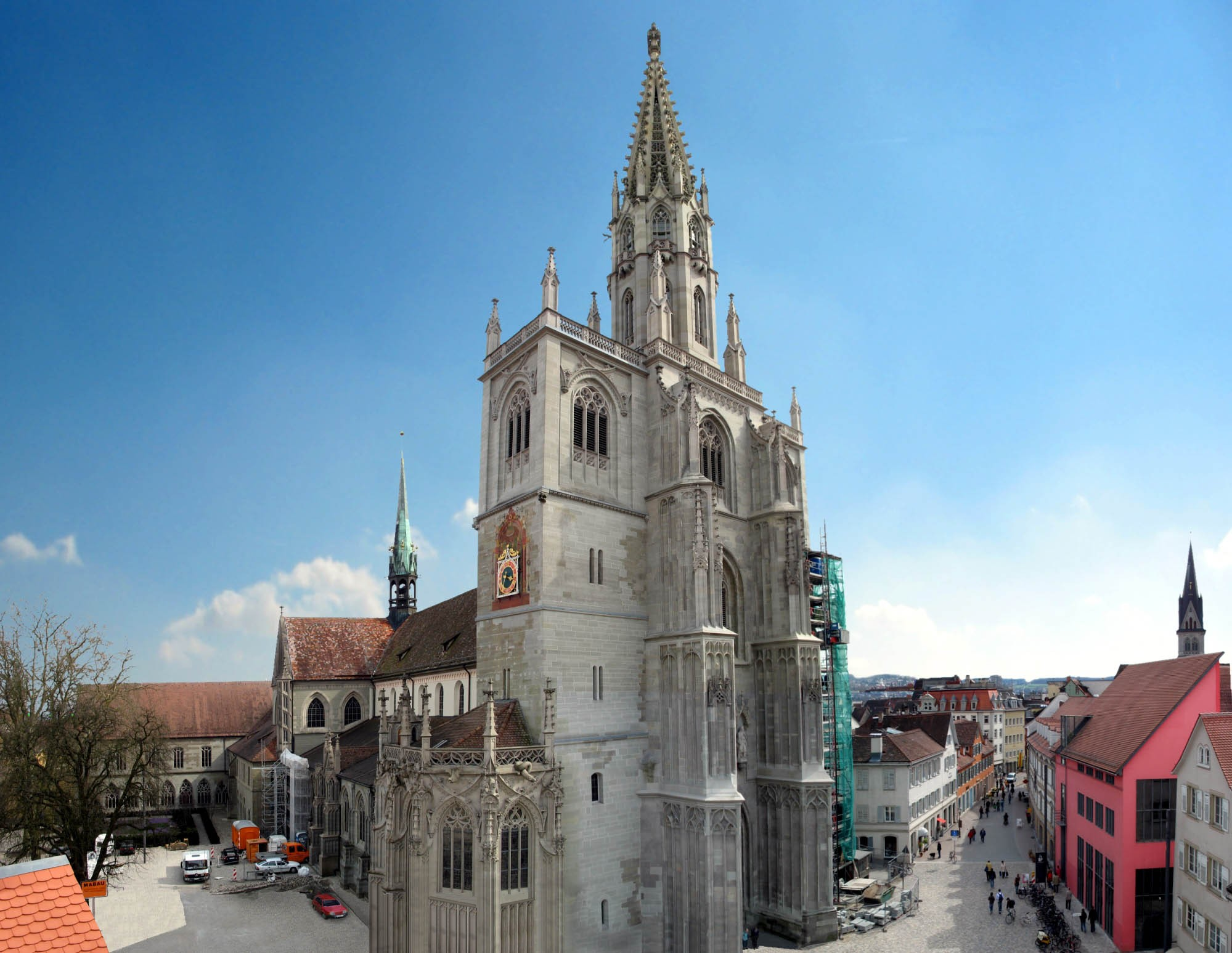
Konstanzer Münster heute
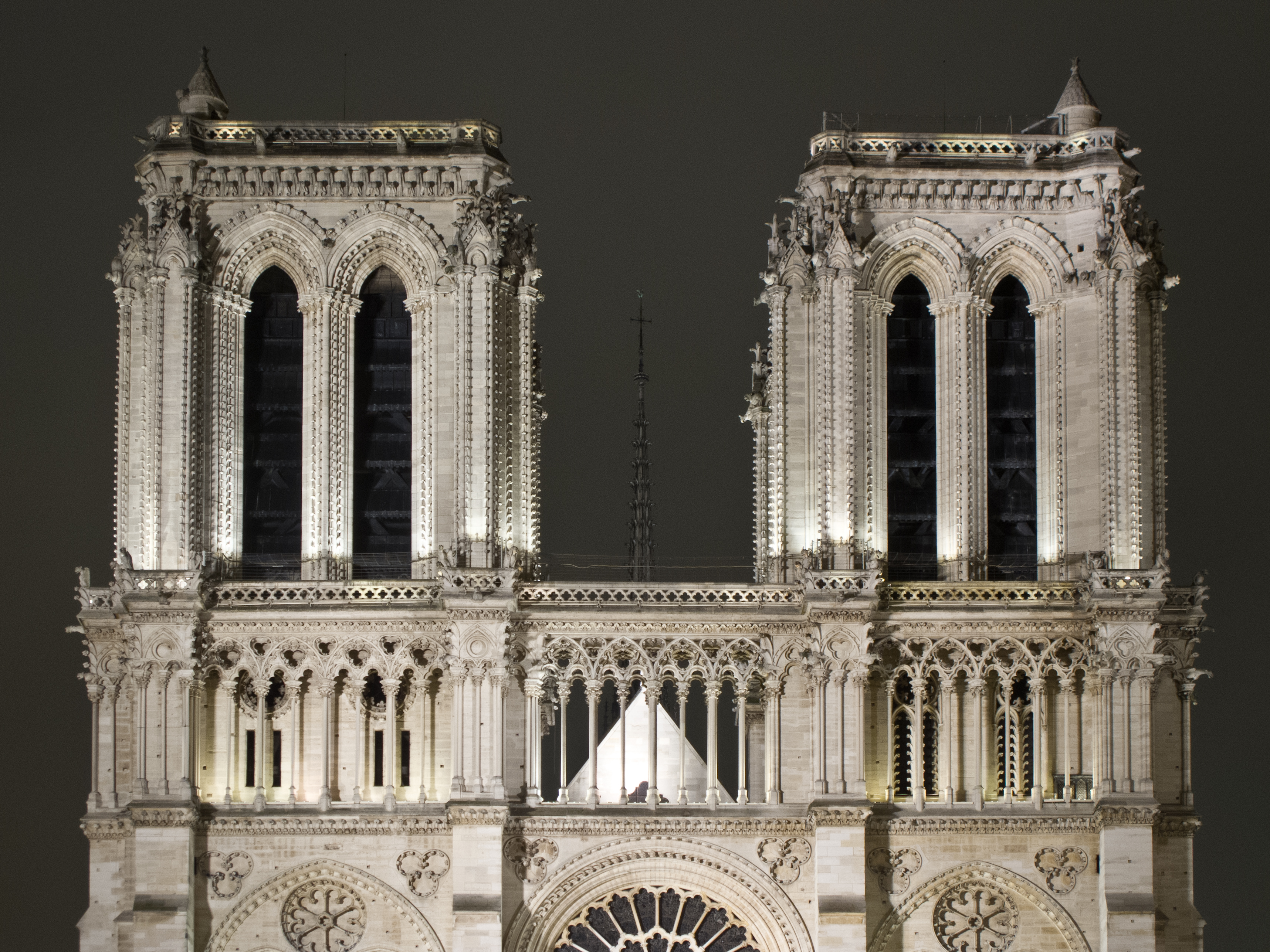
Notre Dame de Paris: Türme unvollendet oder flacher Abschluss geplant?
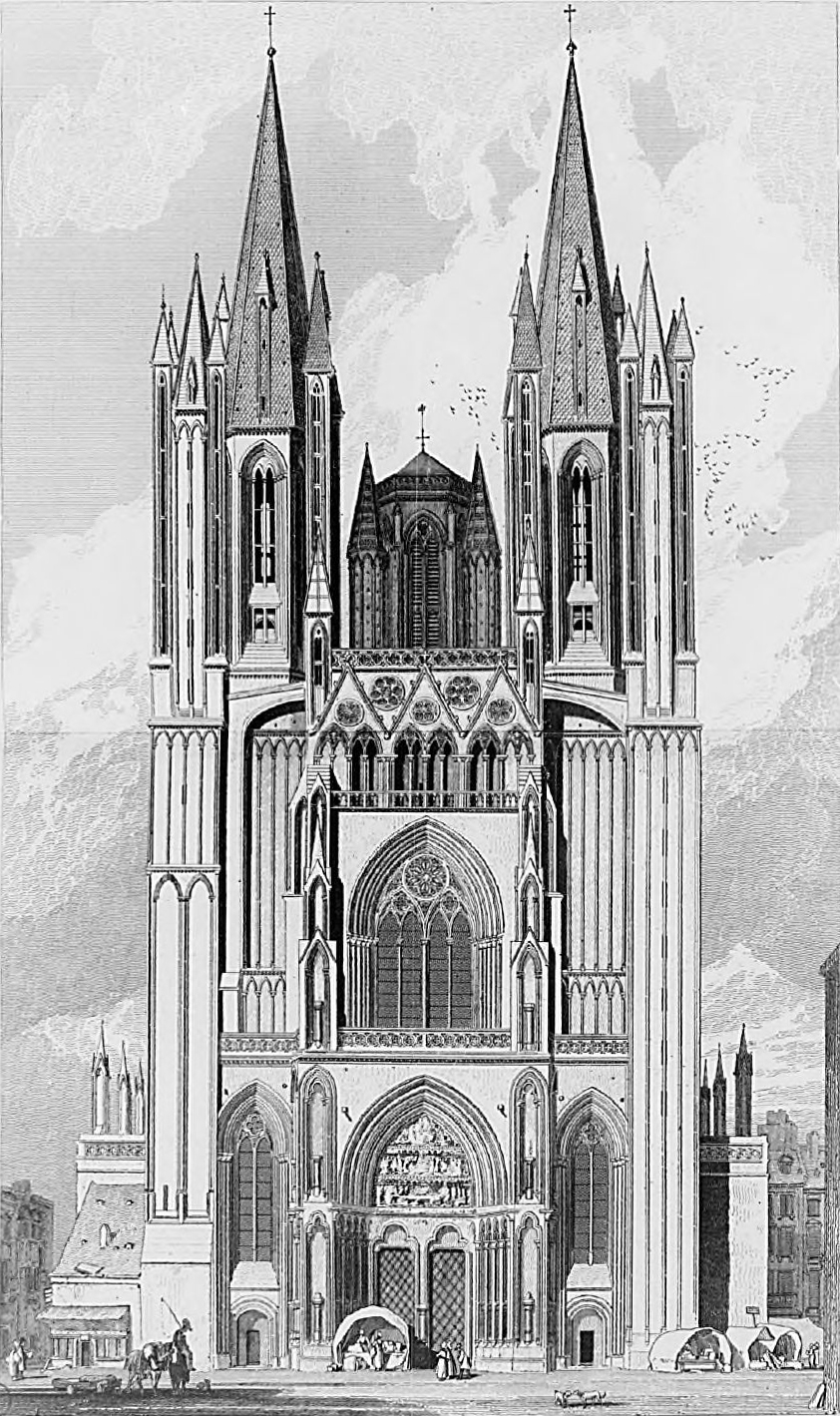
Notre-Dame de Coutances (Normandie): Romanische Türme, im 13. Jh. gotisch umgestaltet

#### Beispiele – Gotik

Kirchturmformen der deutschen Gotik
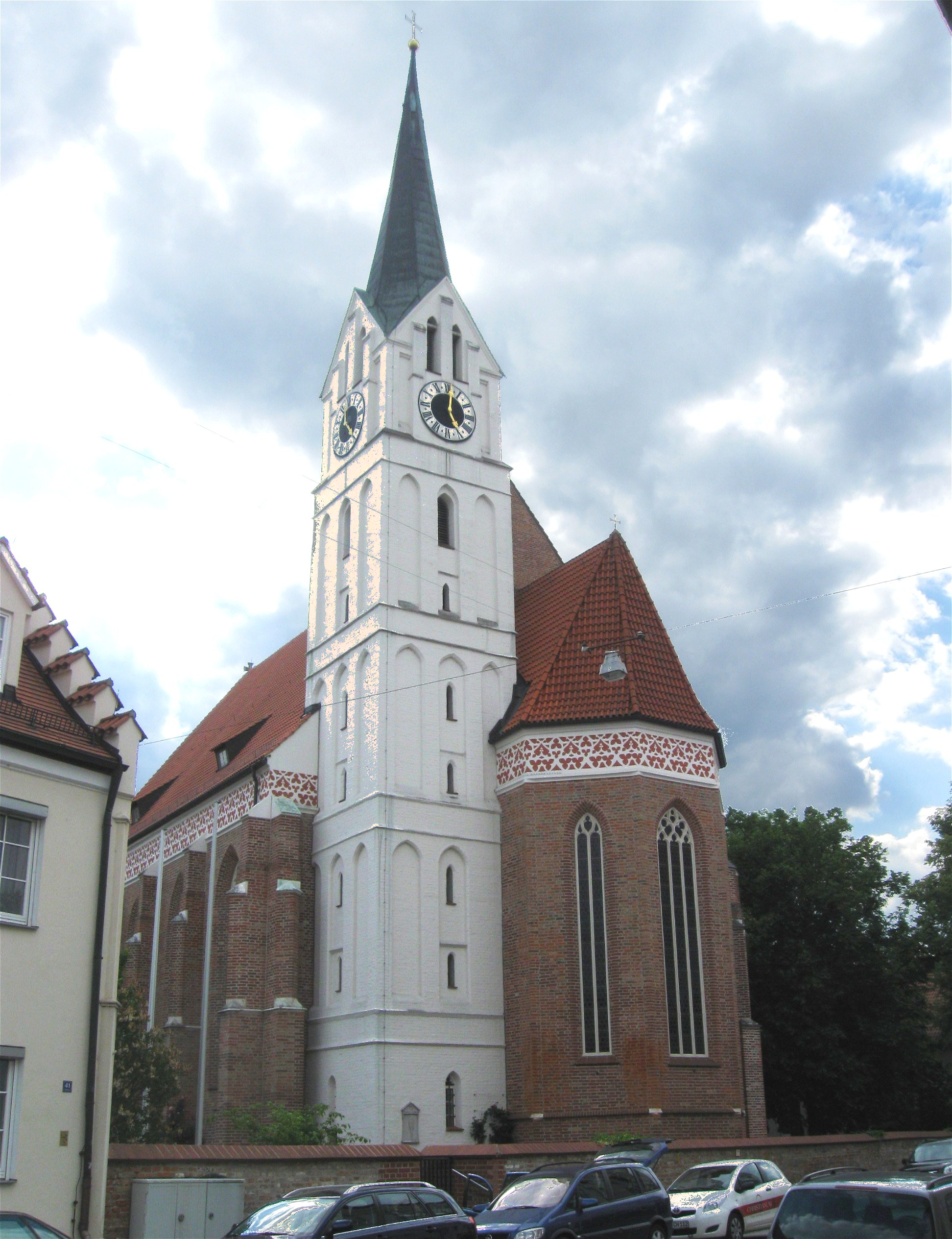
St. Nikola (Landshut), Chorflankenturm
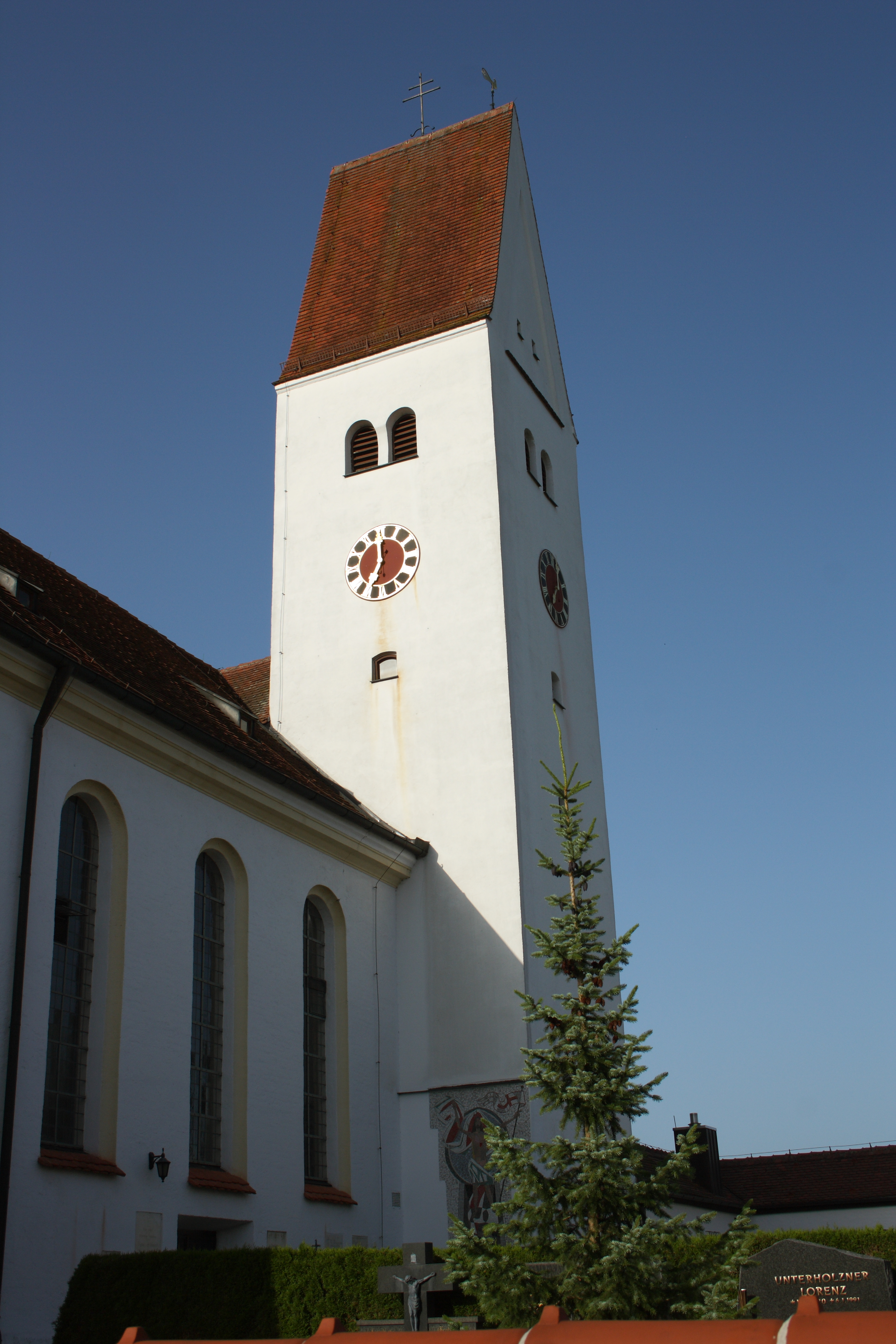
St. Georg in Kemnat, Bayr. Schwaben
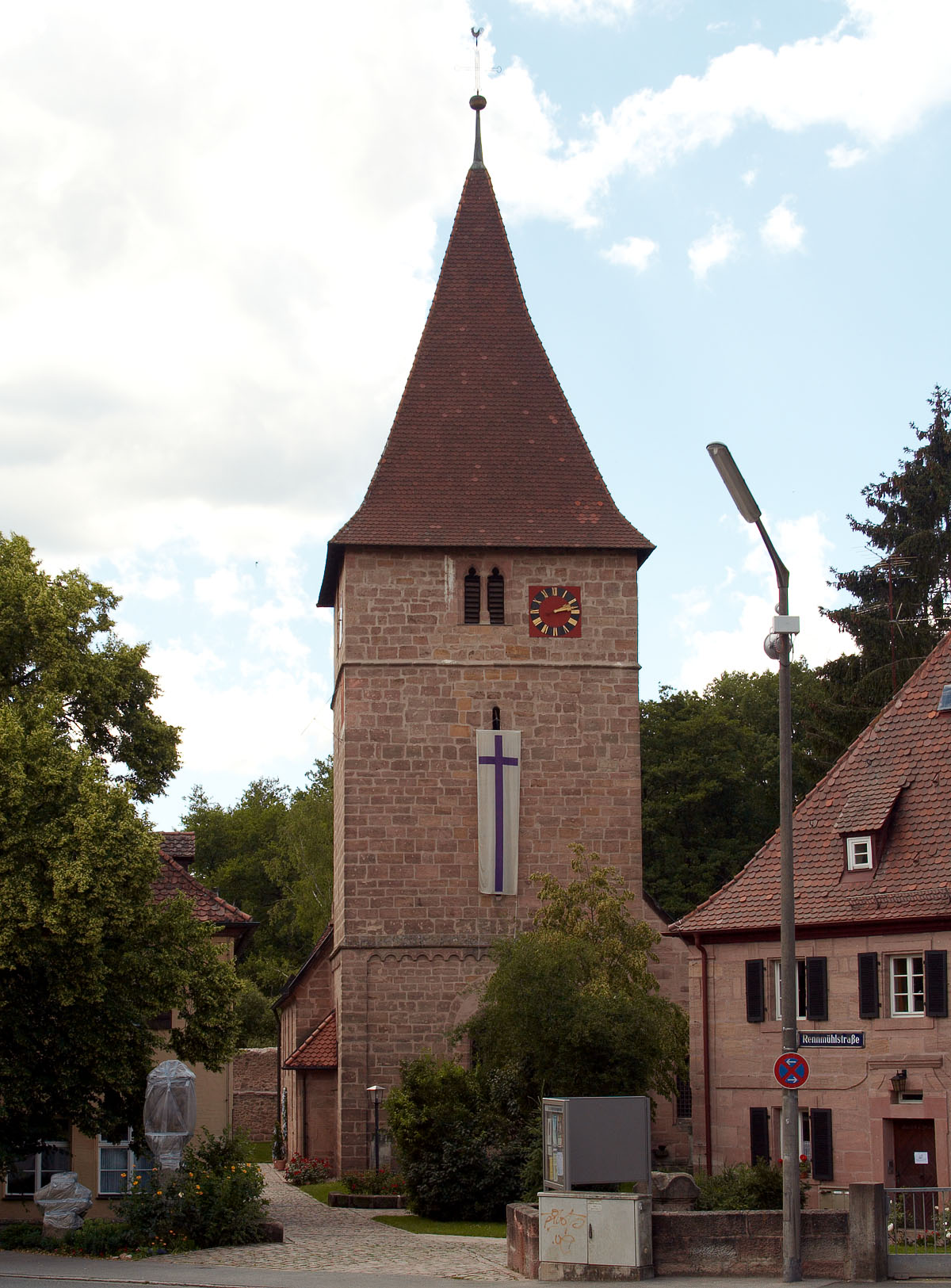
Unsere Liebe Frau in Katzwang, Stadt Günzburg
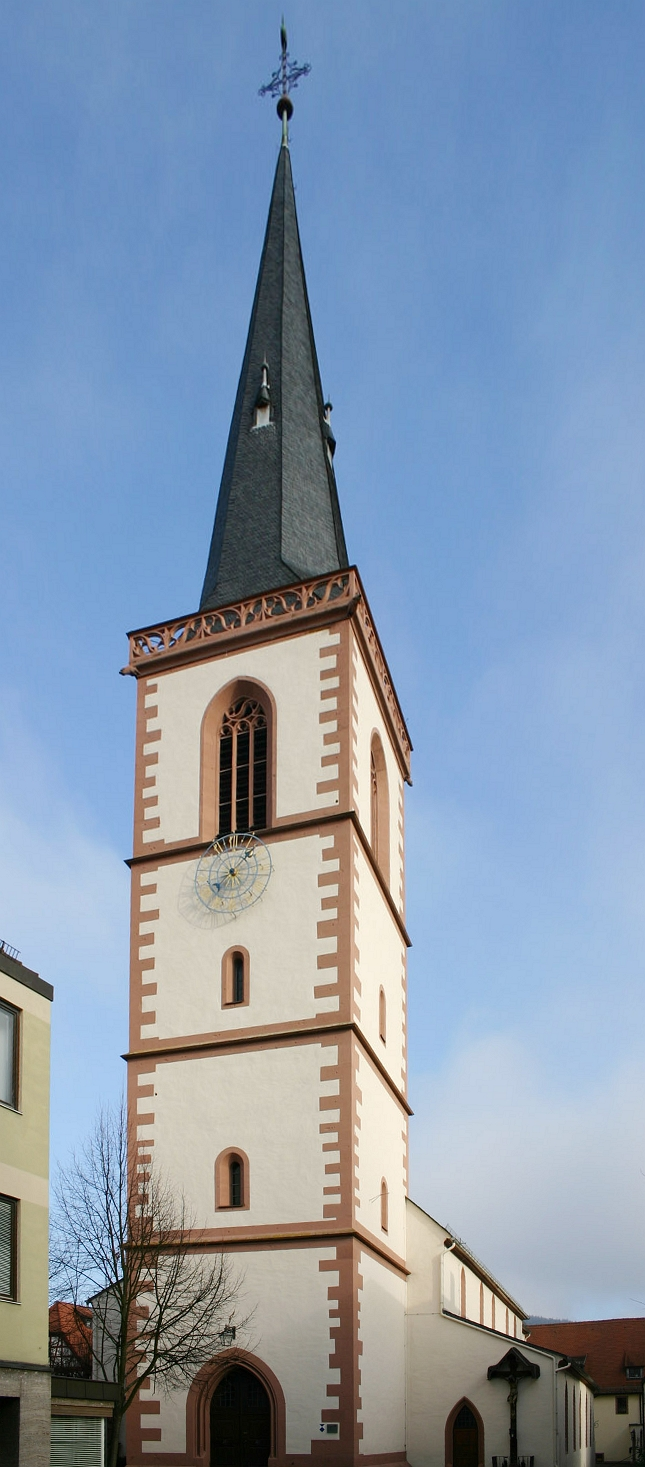
Lohr am Main
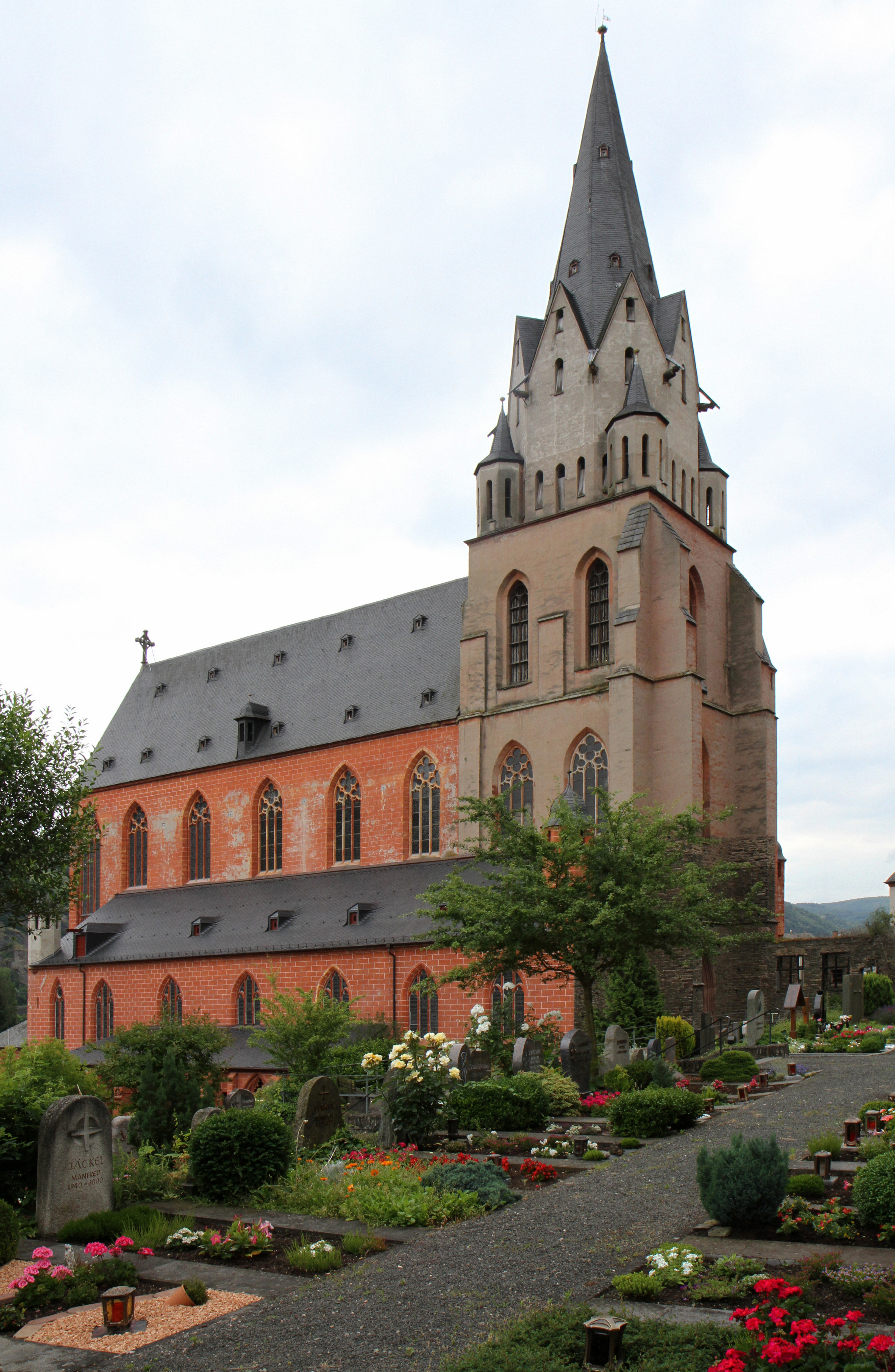
Liebfrauen, Oberwesel am Mittelrhein
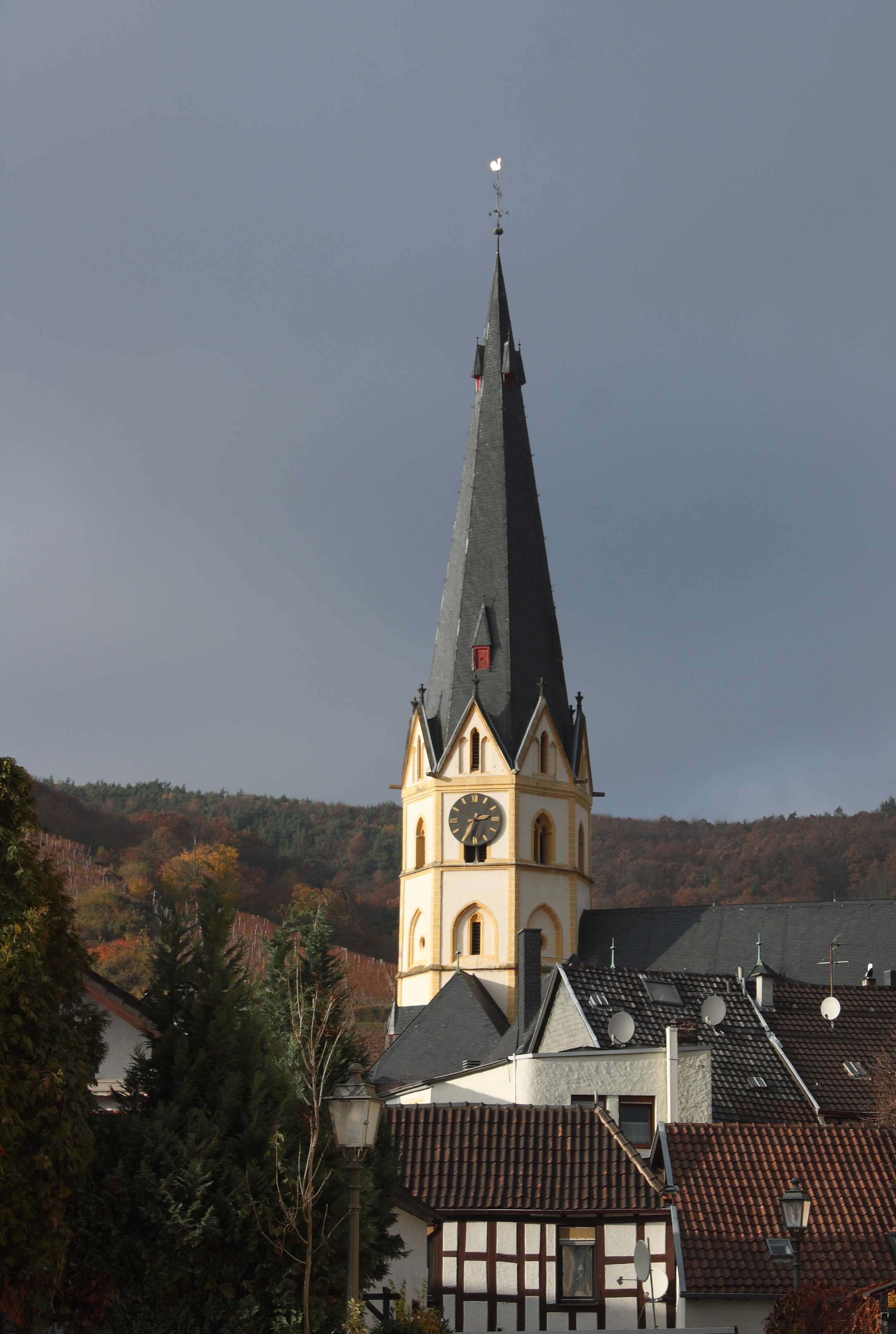
St. Laurentius in Ahrweiler
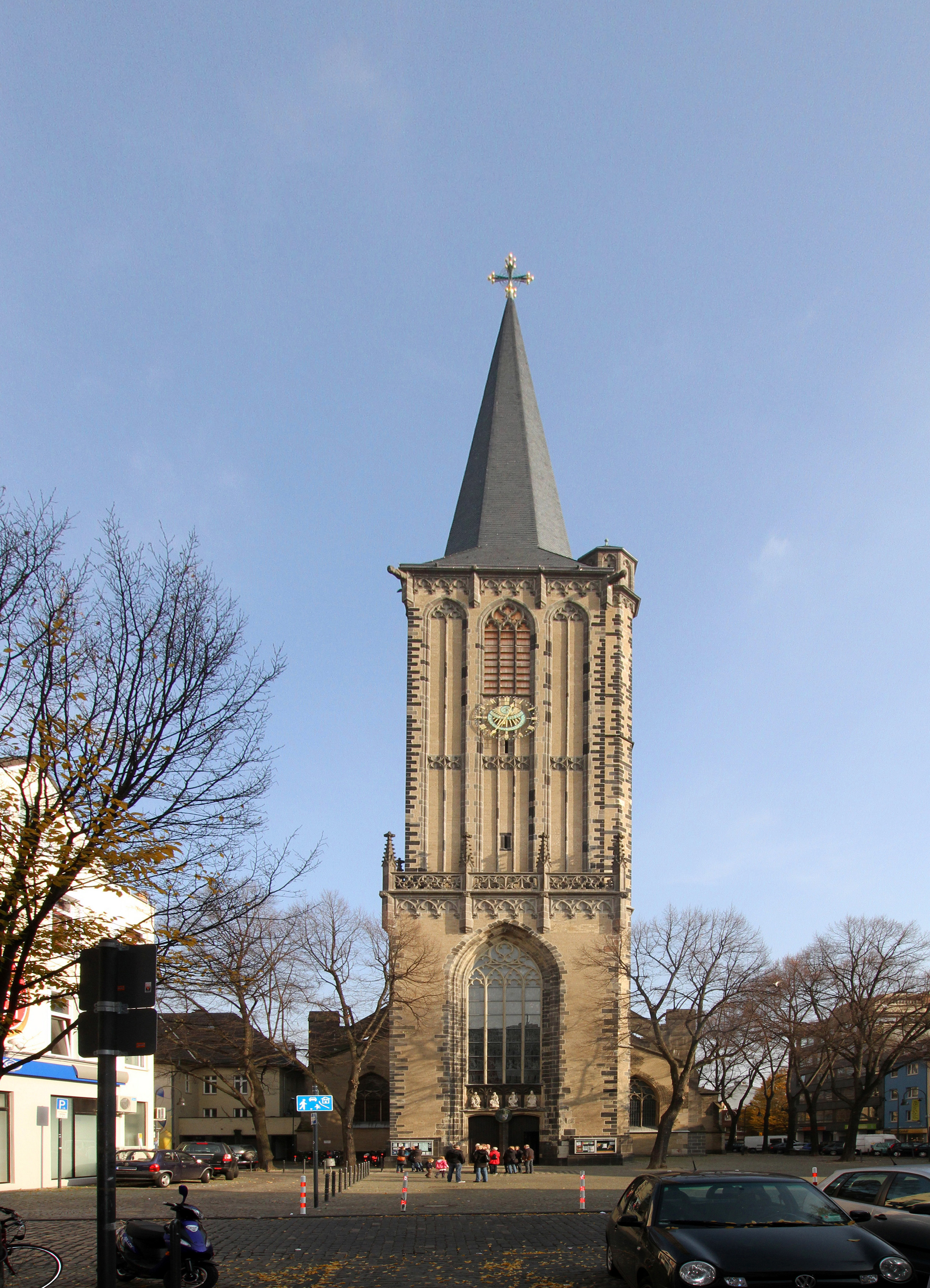
St. Severin (Köln): Turm spätgotisch, Krypta romanisch, sonst diverse Gotik
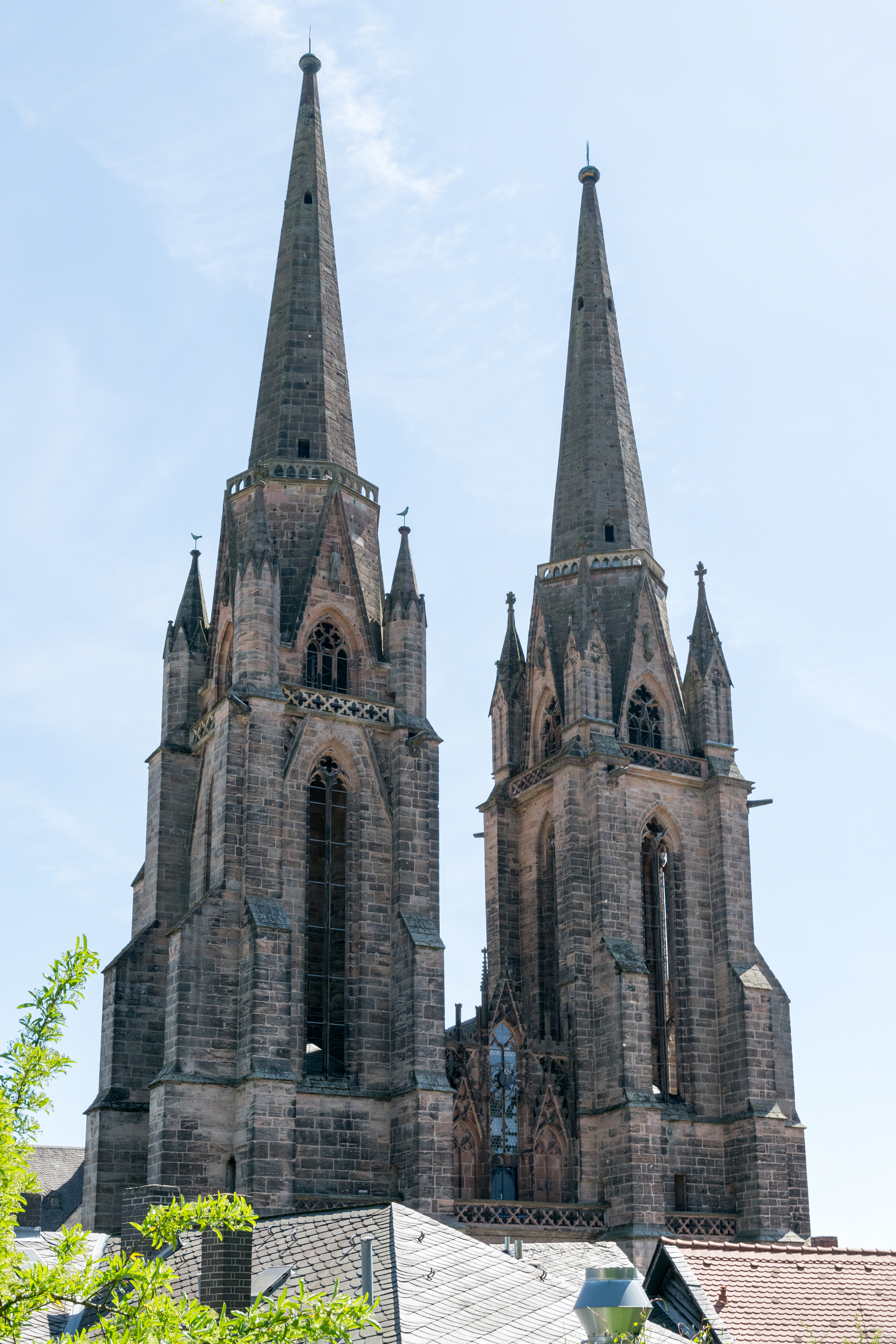
Elisabethkirche (Marburg), Kolossalgeschosse
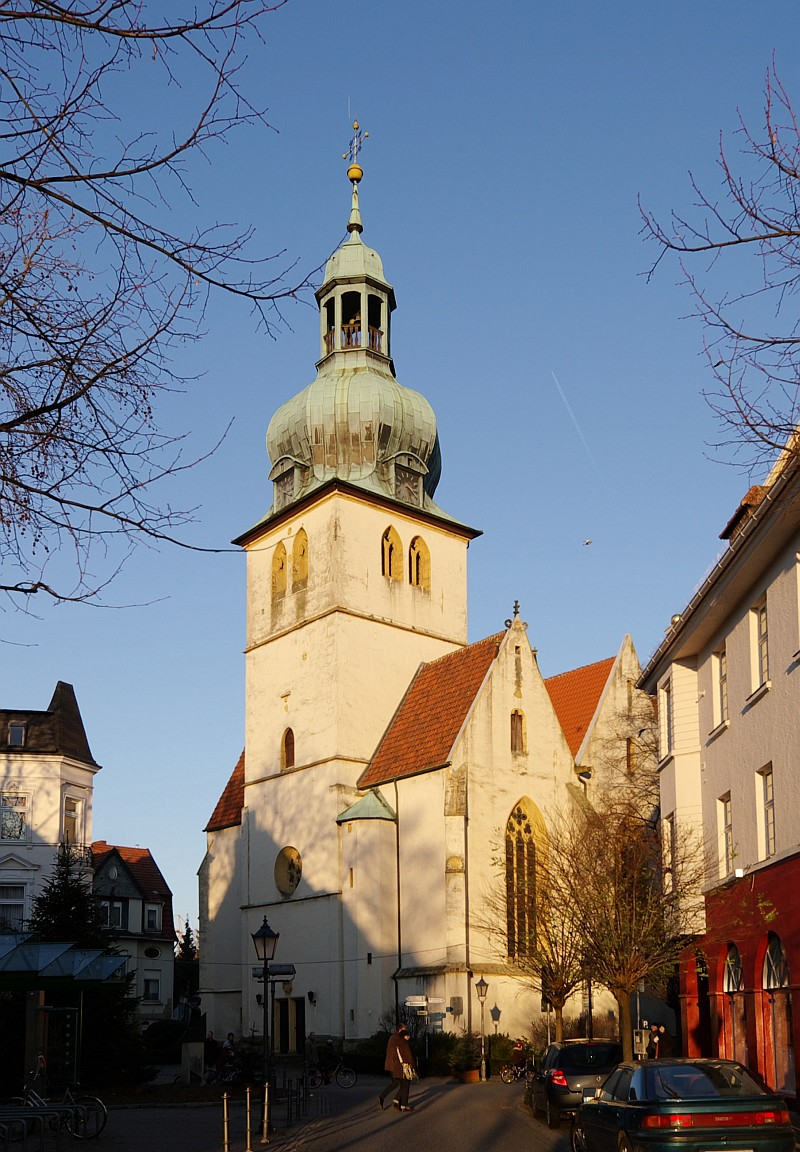
St. Jakobi (Herford), Spitze barock ersetzt
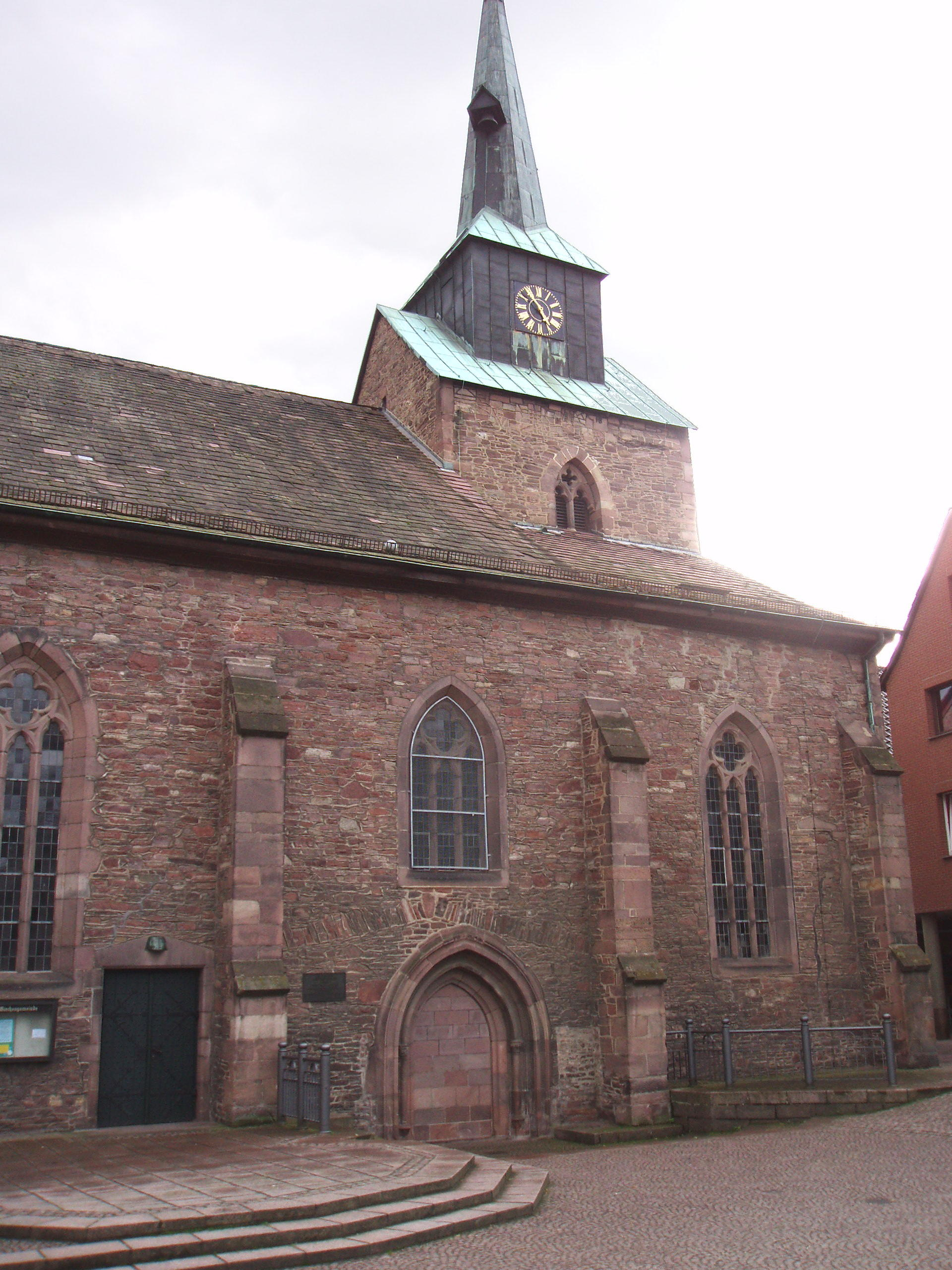
St. Nicolai, Bodenwerder, Weser: keine Wandauflösung, keine Höhe
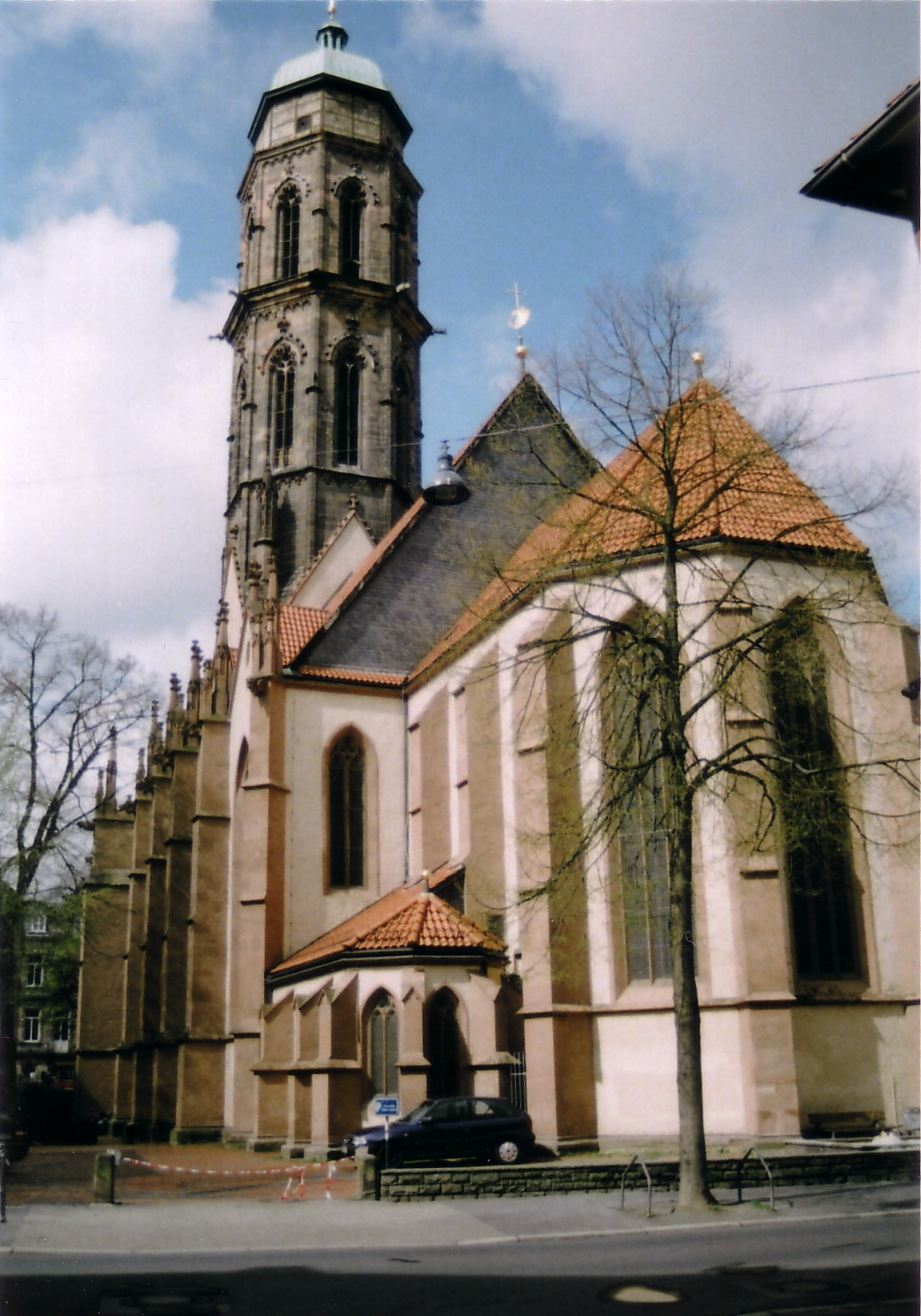
St. Jacobi (Göttingen)
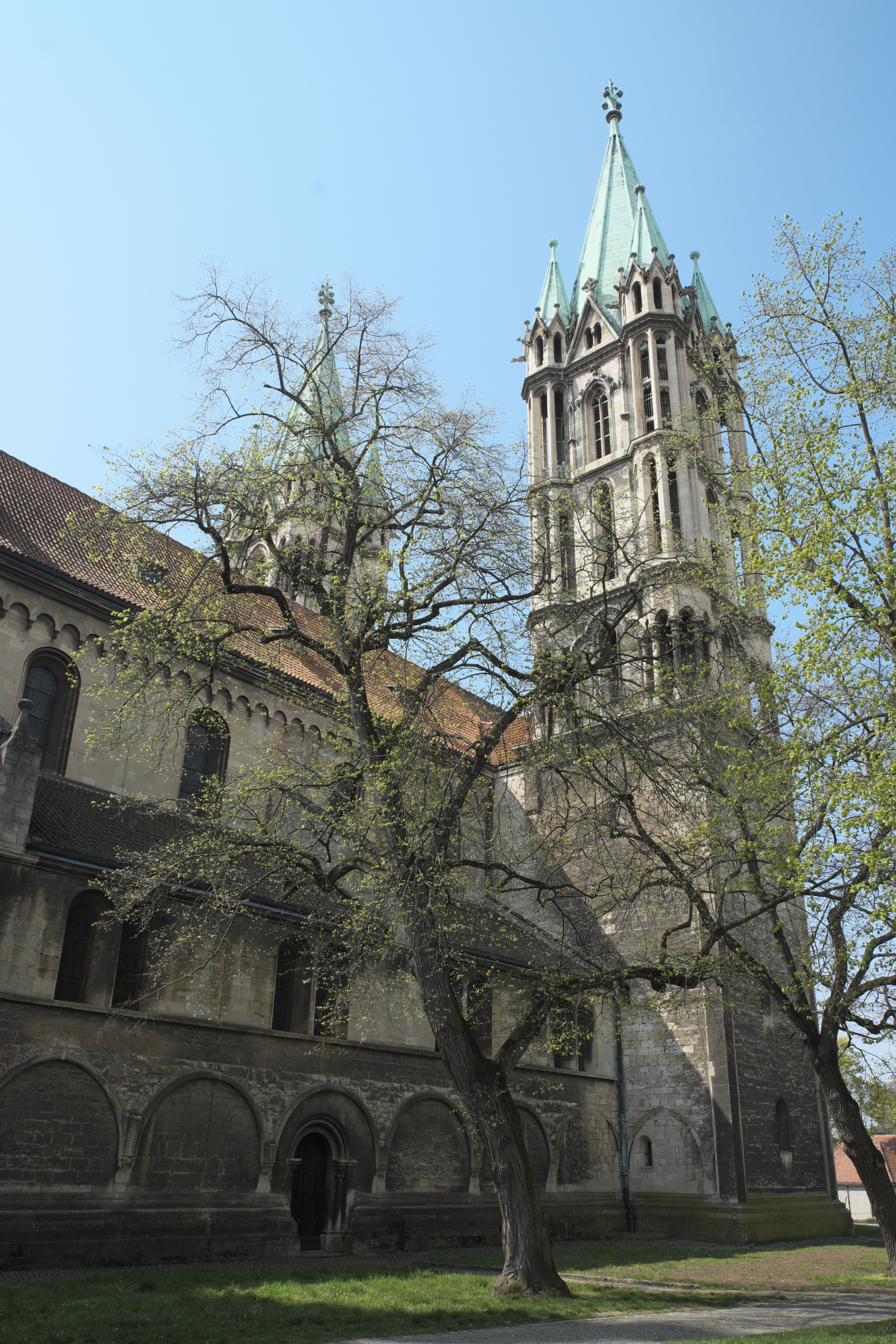
Naumburger Dom: Nordwestturm nach Vorbild von Laon
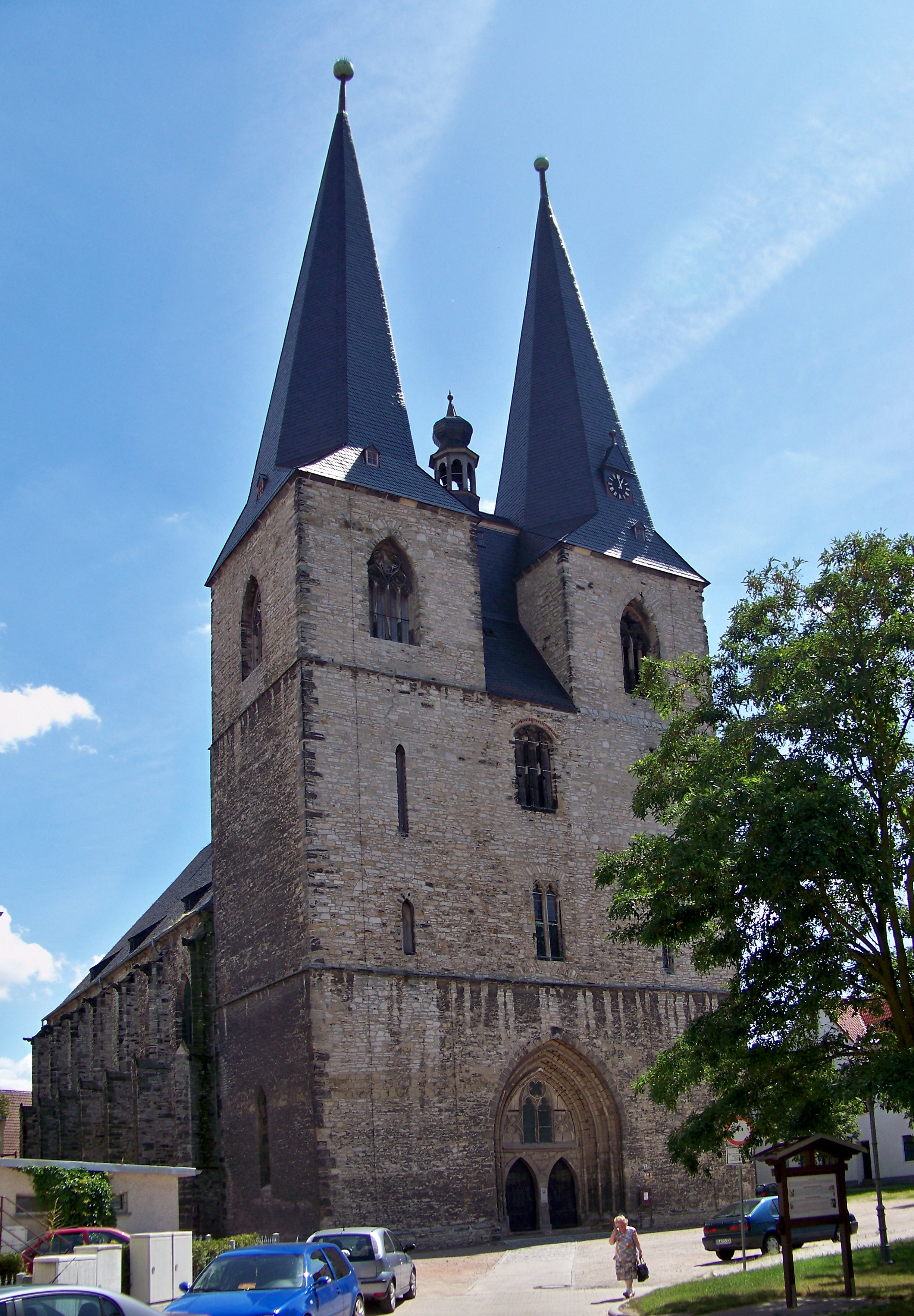
St.-Stephani in Calbe (Saale)
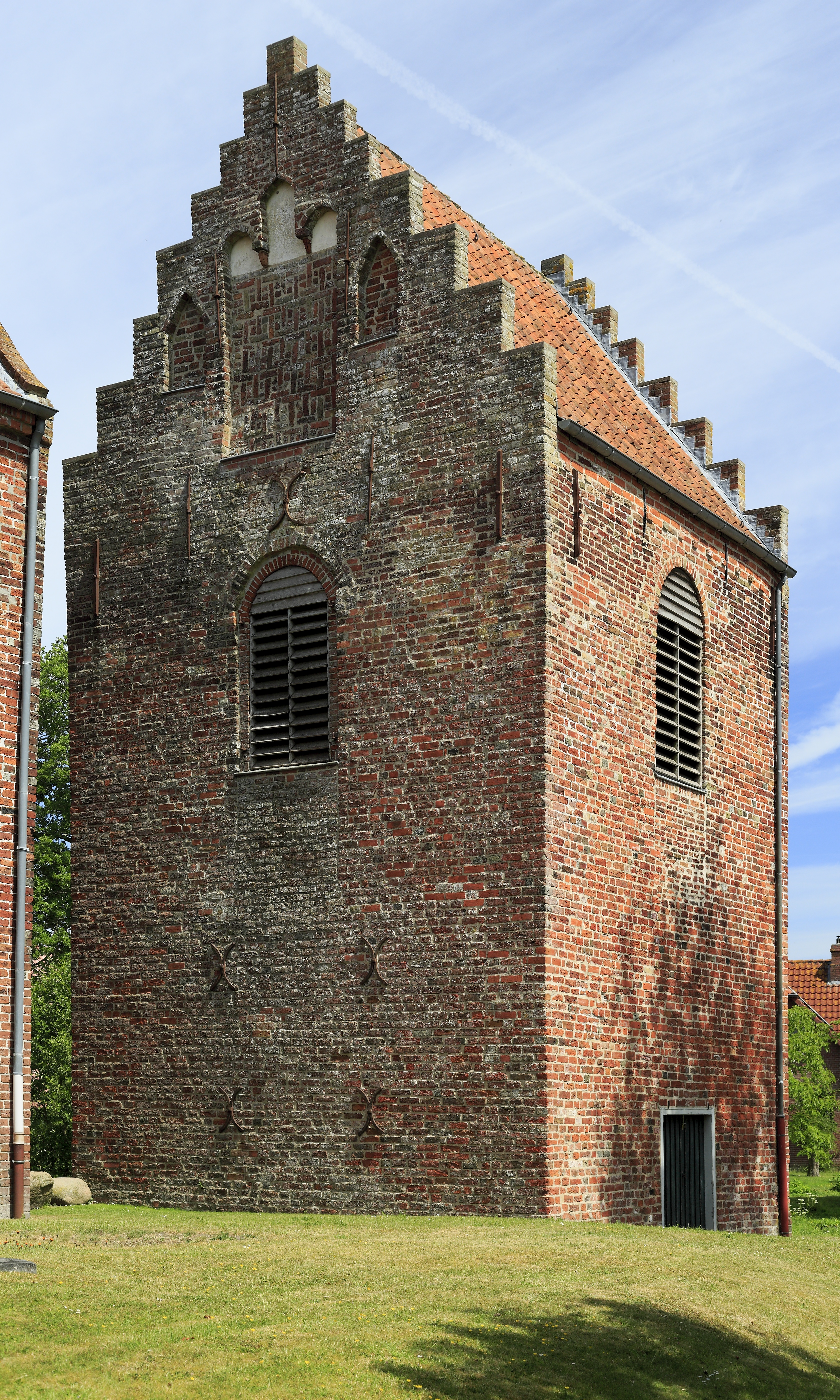
Visquard, Krummhörn, Ostfriesland, freistehend
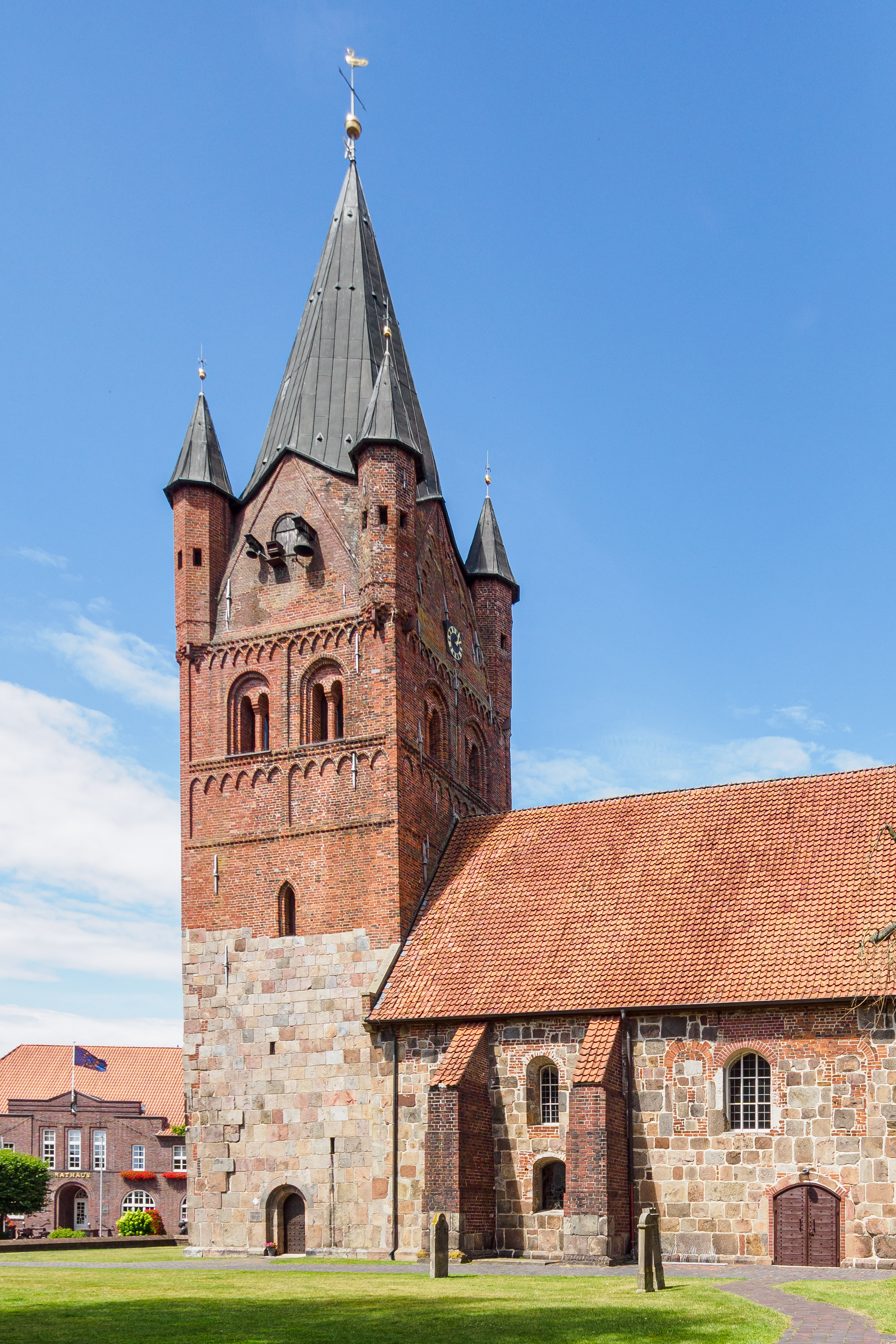
St. Petri, Westerstede, unten romanisch, oben gotisch
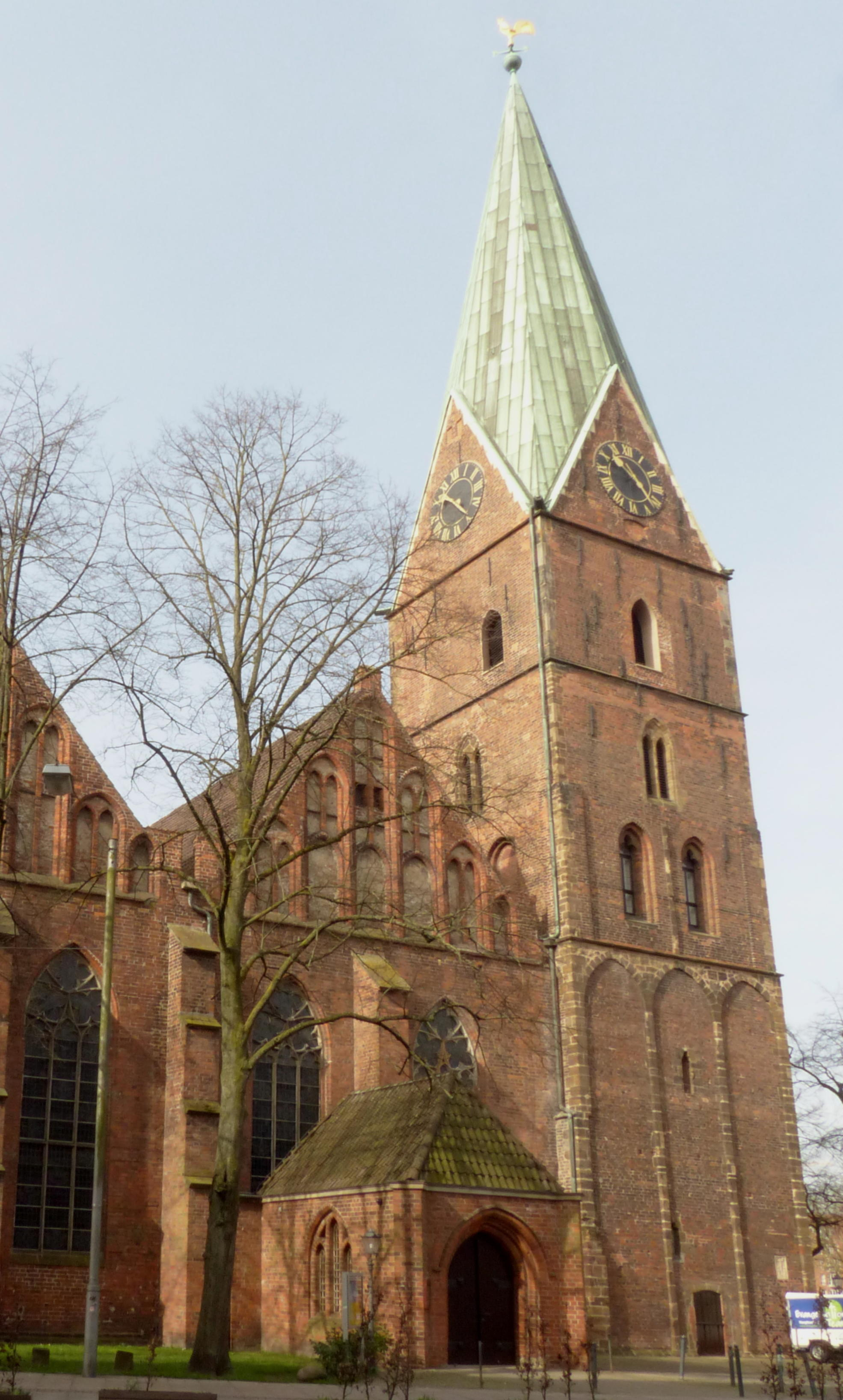
St. Martini (Bremen)
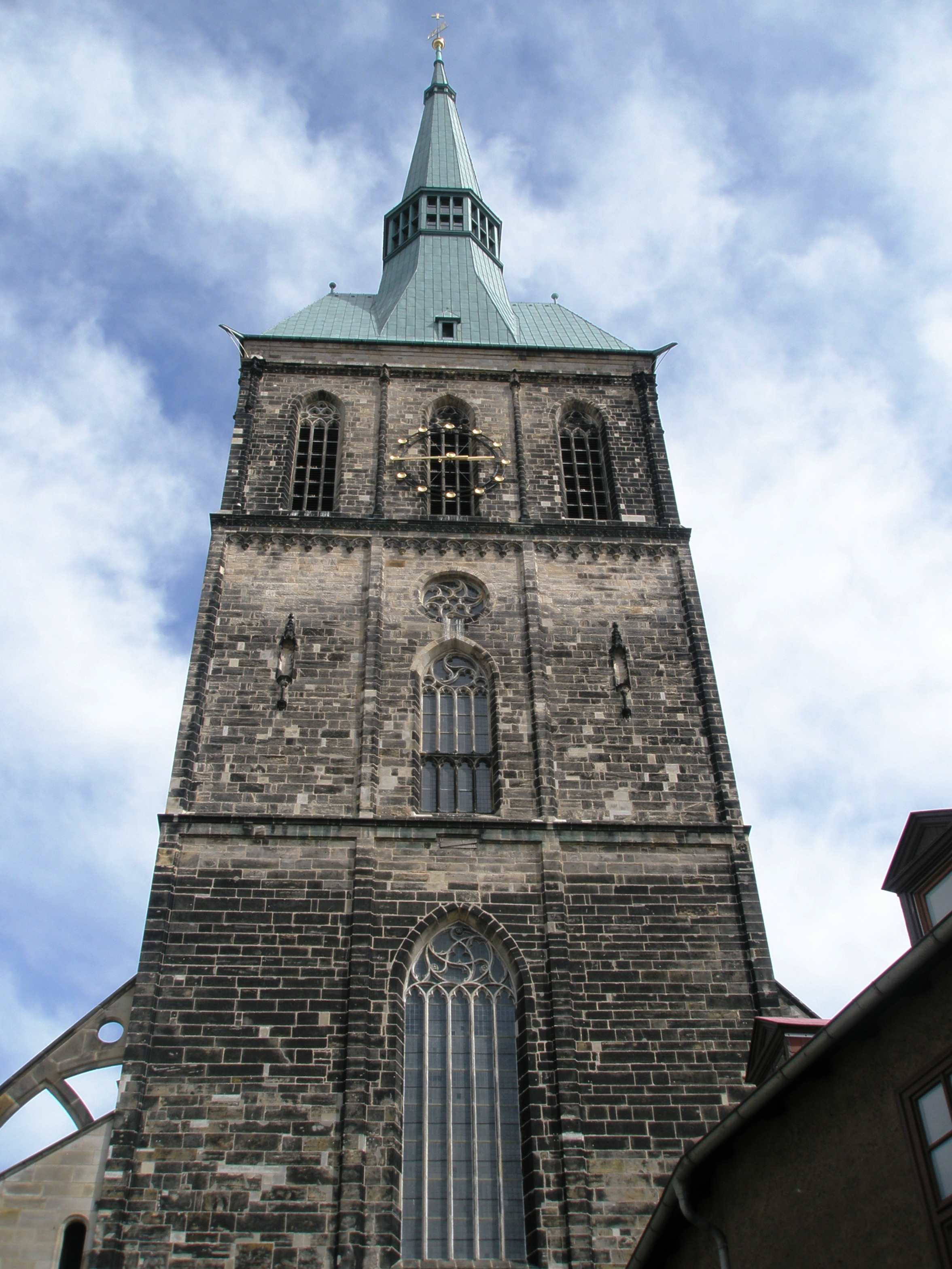
St. Andreas (Hildesheim)
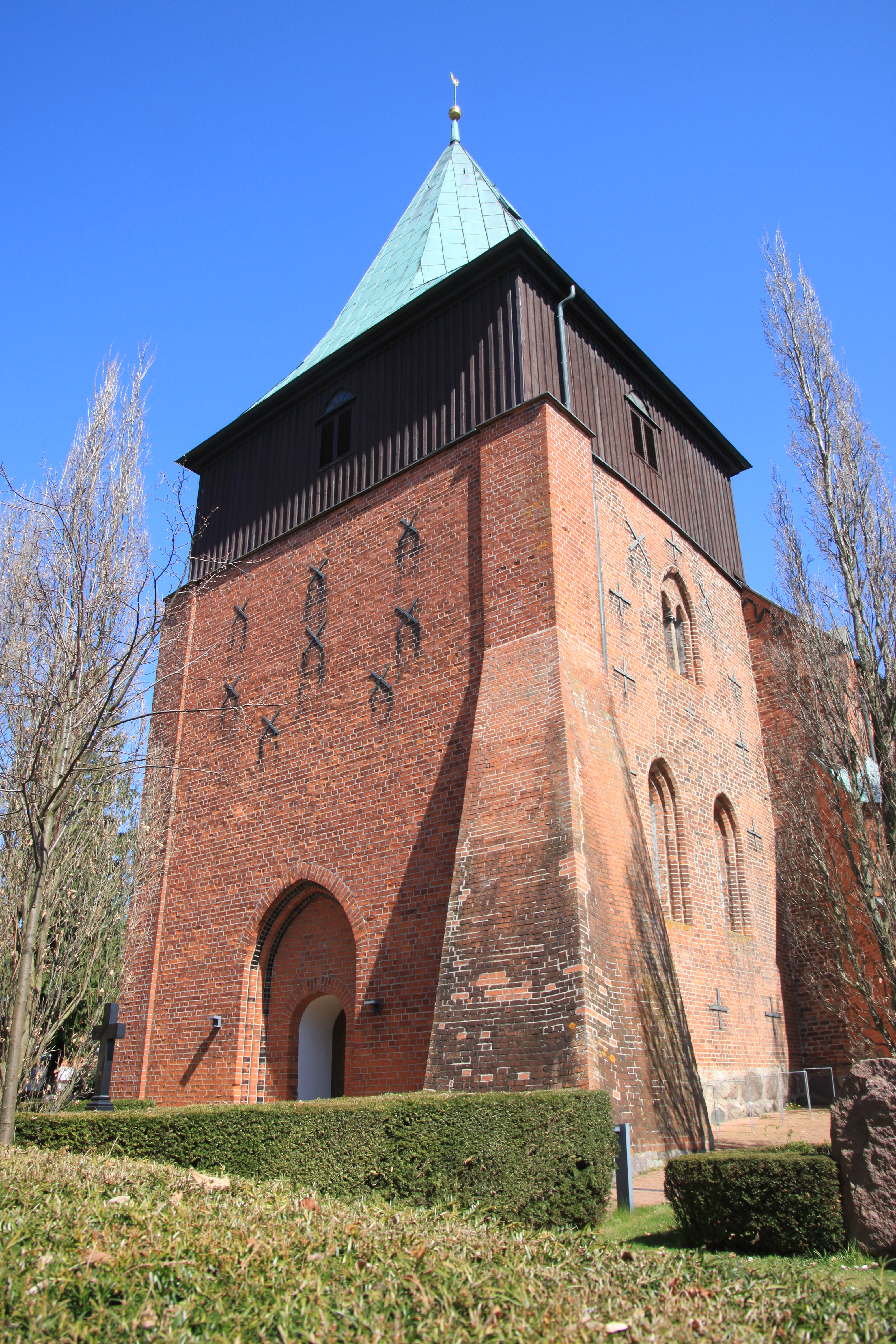
Johanniskirche in Krummesse, zu Lübeck
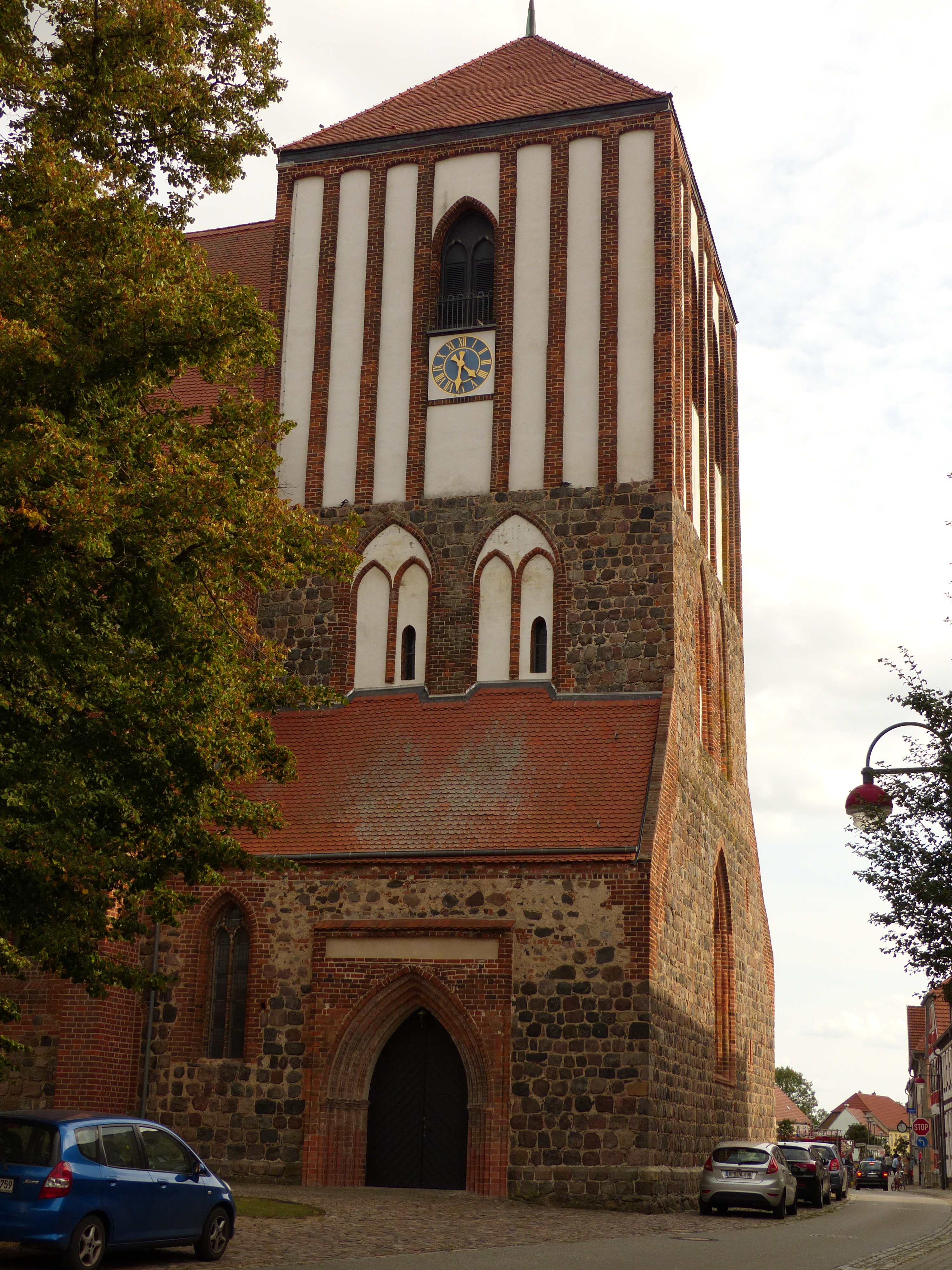
St. Peter und Paul, Wusterhausen/Dosse
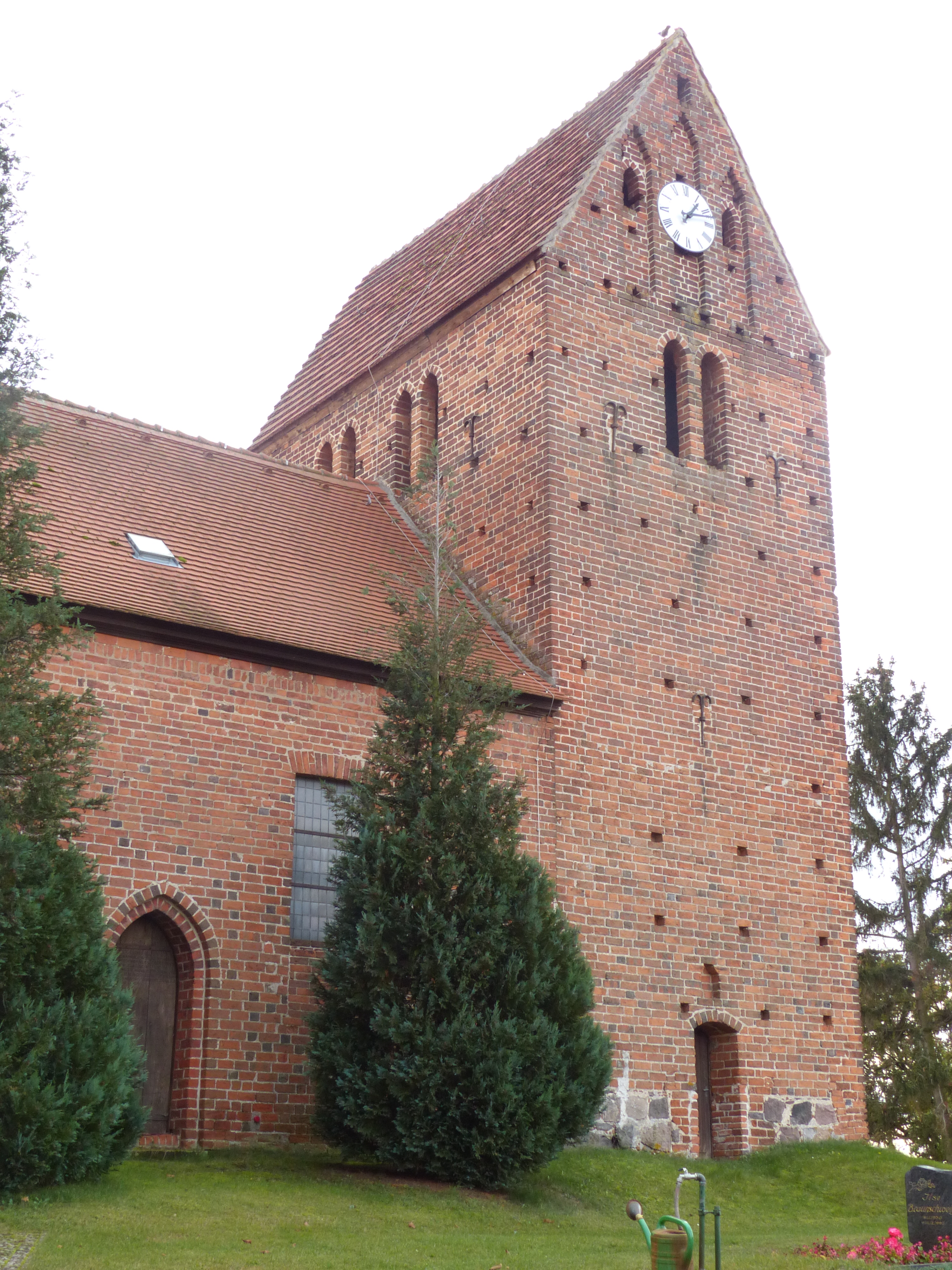
Schönfeld, Jerichower Land, querrechteckig
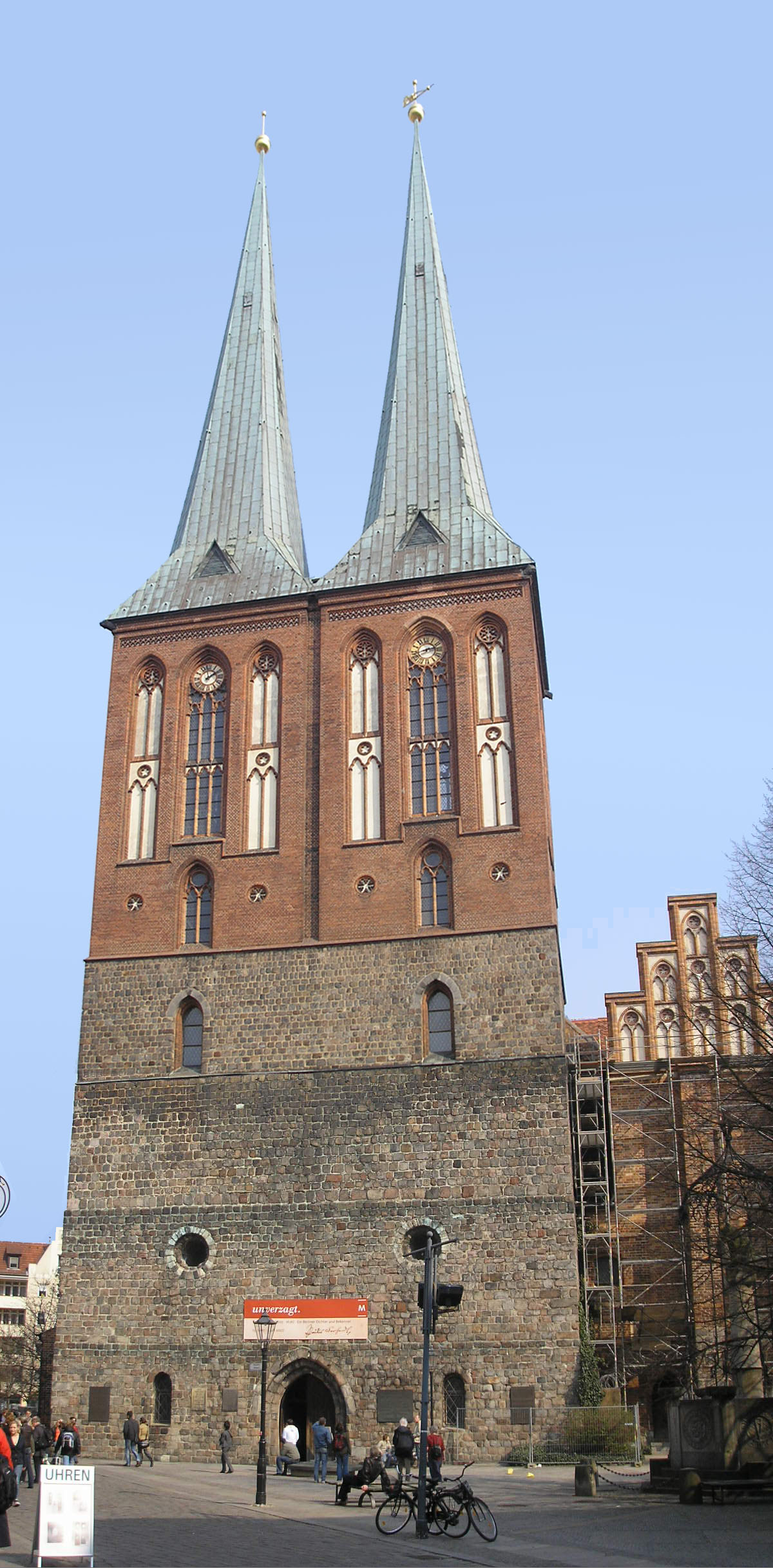
Nikolaikirche Berlin
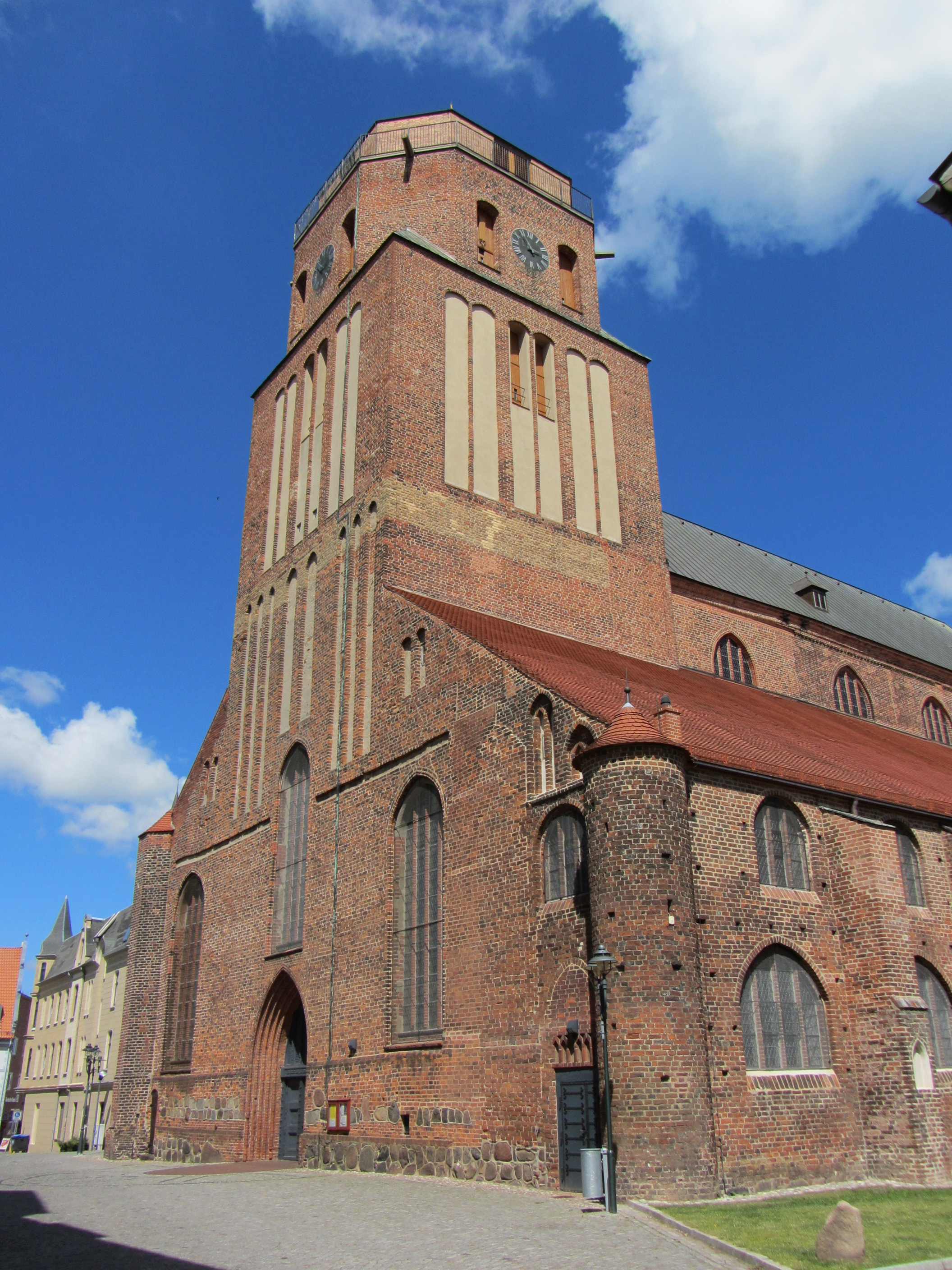
St.-Petri in Wolgast am Peenestrom
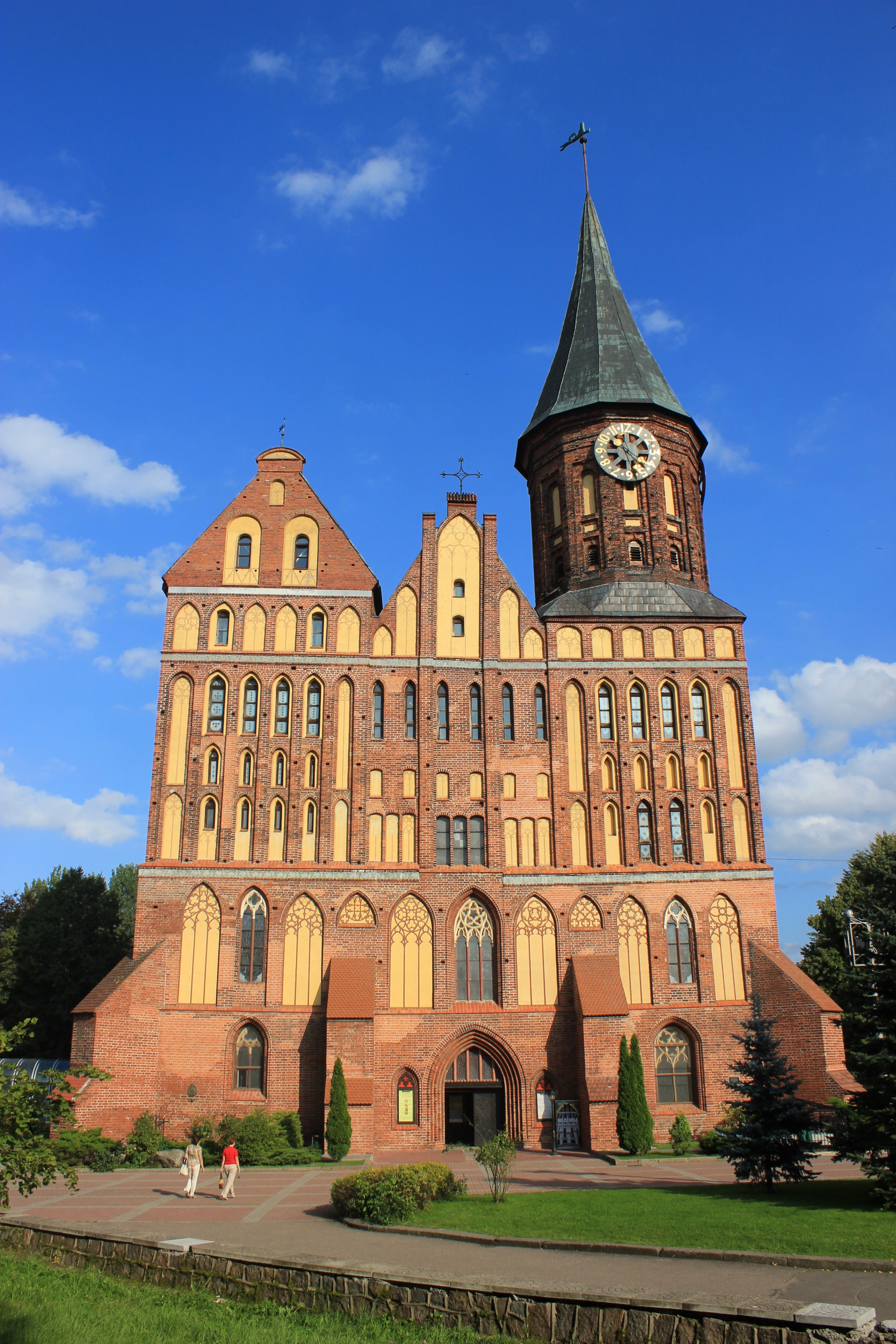
Königsberger Dom in Kaliningrad

### Renaissance

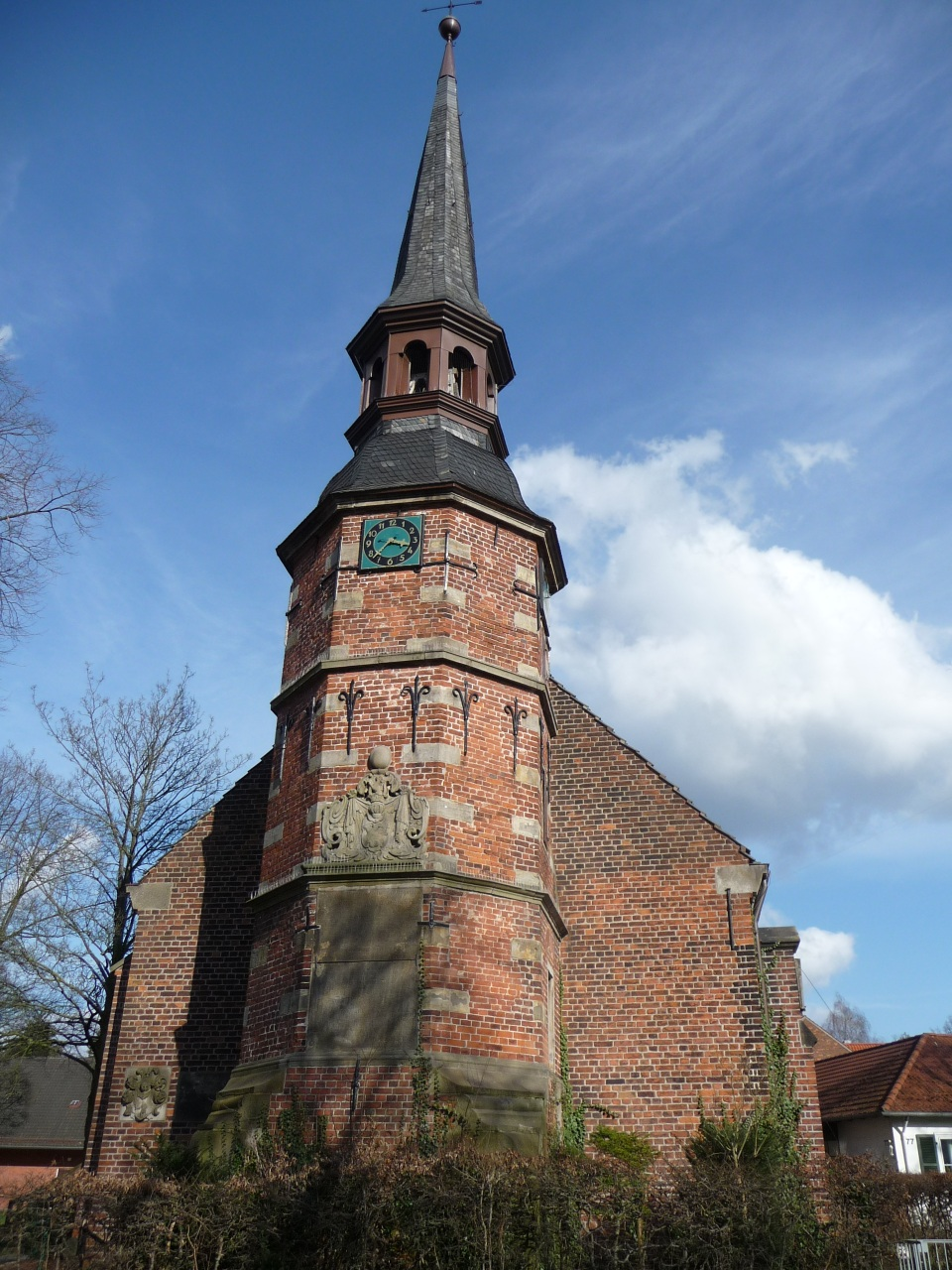
Waller Kirche, Bremen, Turm 1658, Schiff 1524 und modern 1952–'58

In der Übergangszeit zwischen Gotik und Barock wurde insbesondere in der unterfränkischen Region oft die Form des Julius-Echter-Turms mit Knickhelm oder spitzem achteckigen Helmdach über quadratischem Grundriss gewählt. In der Regel wurden hier romanische oder gotische Turmreste einer neuen Verwendung zugeführt.

### Barock
Während im italienischen Barock Kirchtürme unüblich waren, erlebte der Turmbau im deutschen Barock eine Erneuerung. Ähnlich wie später im Klassizismus wurde auch im deutschen Barock gelegentlich versucht, Turmbauten visuell in den antikisch gegliederten Baukörper zu integrieren. Weitaus öfter jedoch wurden die Anregungen aus Rom mehr oder weniger frei interpretiert und den regionalen Bautraditionen angepasst. Dabei entfiel die antikische Fassadengliederung oft ganz, sodass ein Turm das Erscheinungsbild der Fassade gar nicht störte.

Verbindungen von Kirche und Turm im Barock
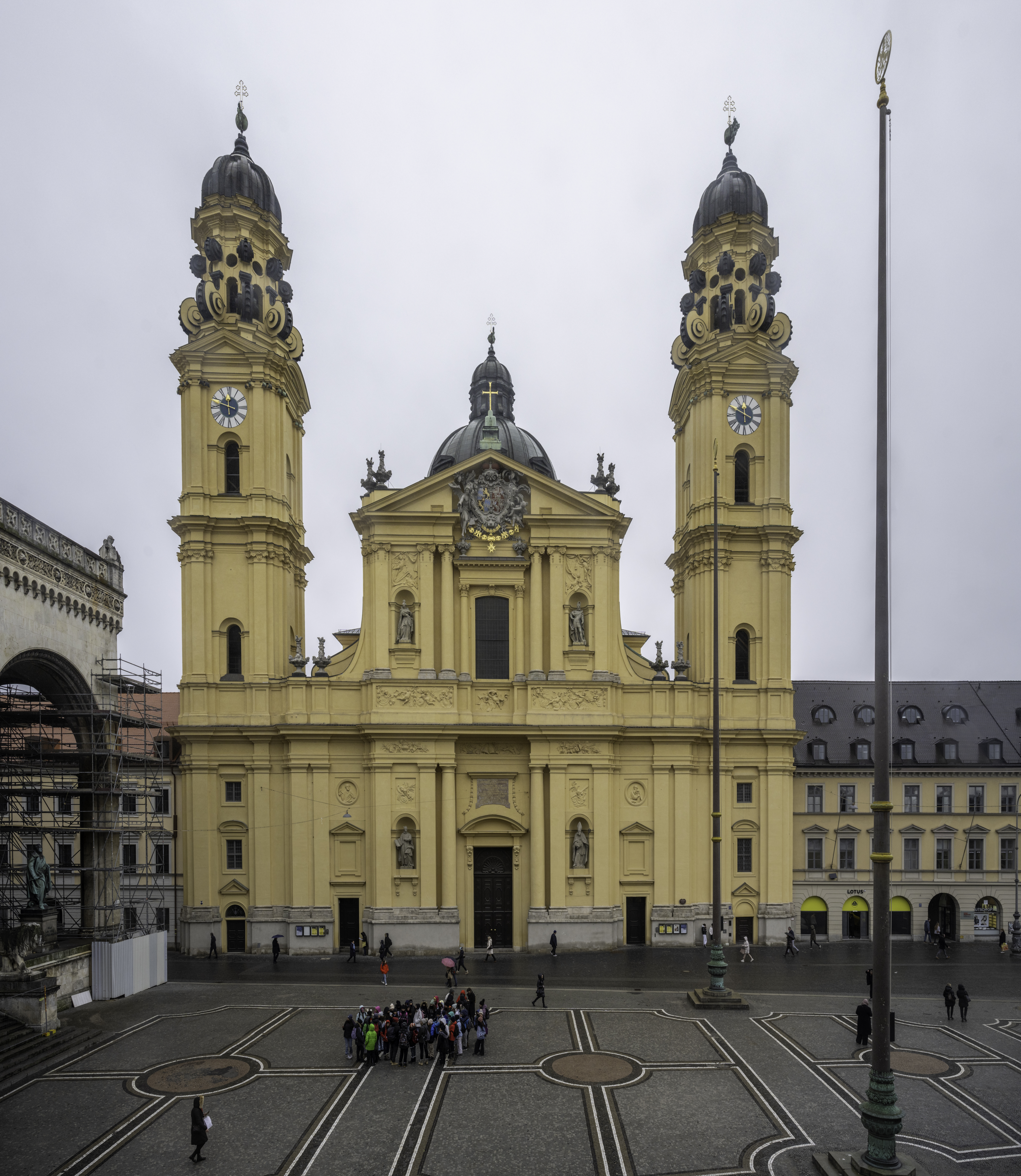
Rk. Theatinerkirche (München): Basilika mit Doppelturmfassade
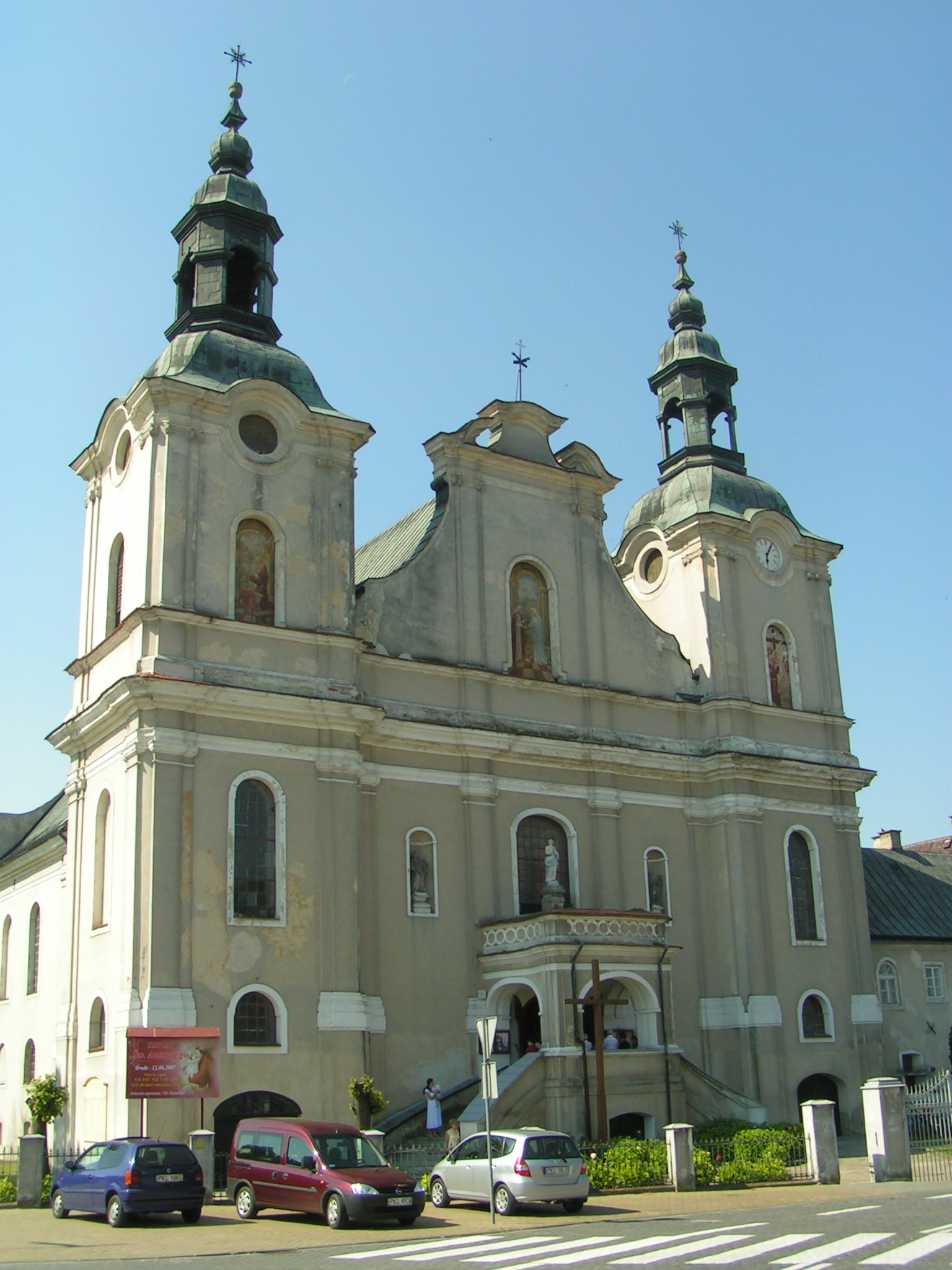
Rk. Nawiedzenie NMP (Heimsuchung Mariens) in Koło Hallenkirche mit Doppelturmfassade
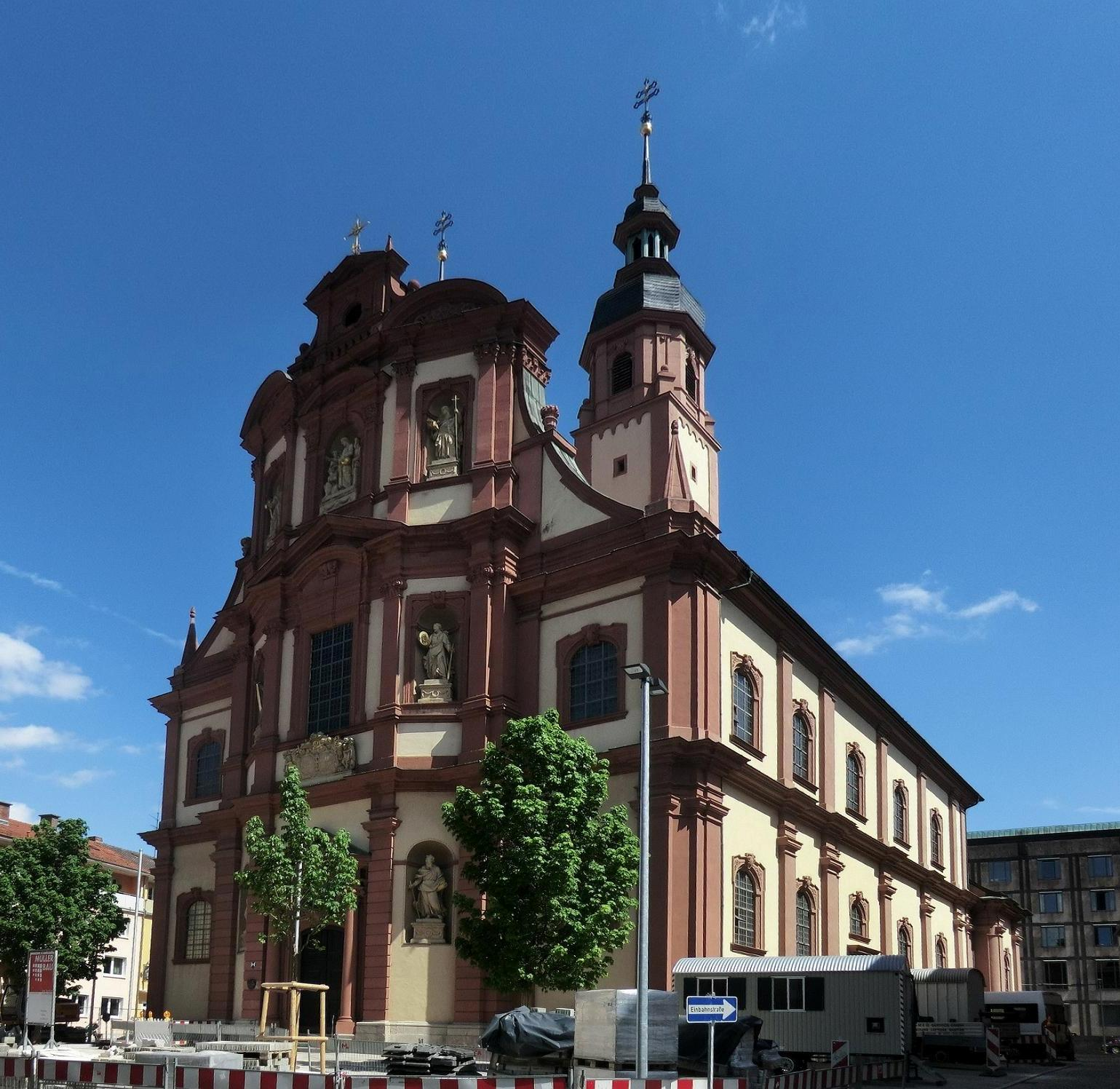
Rk. St. Peter und Paul (Würzburg): leicht zurückgesetzte Doppeltürme
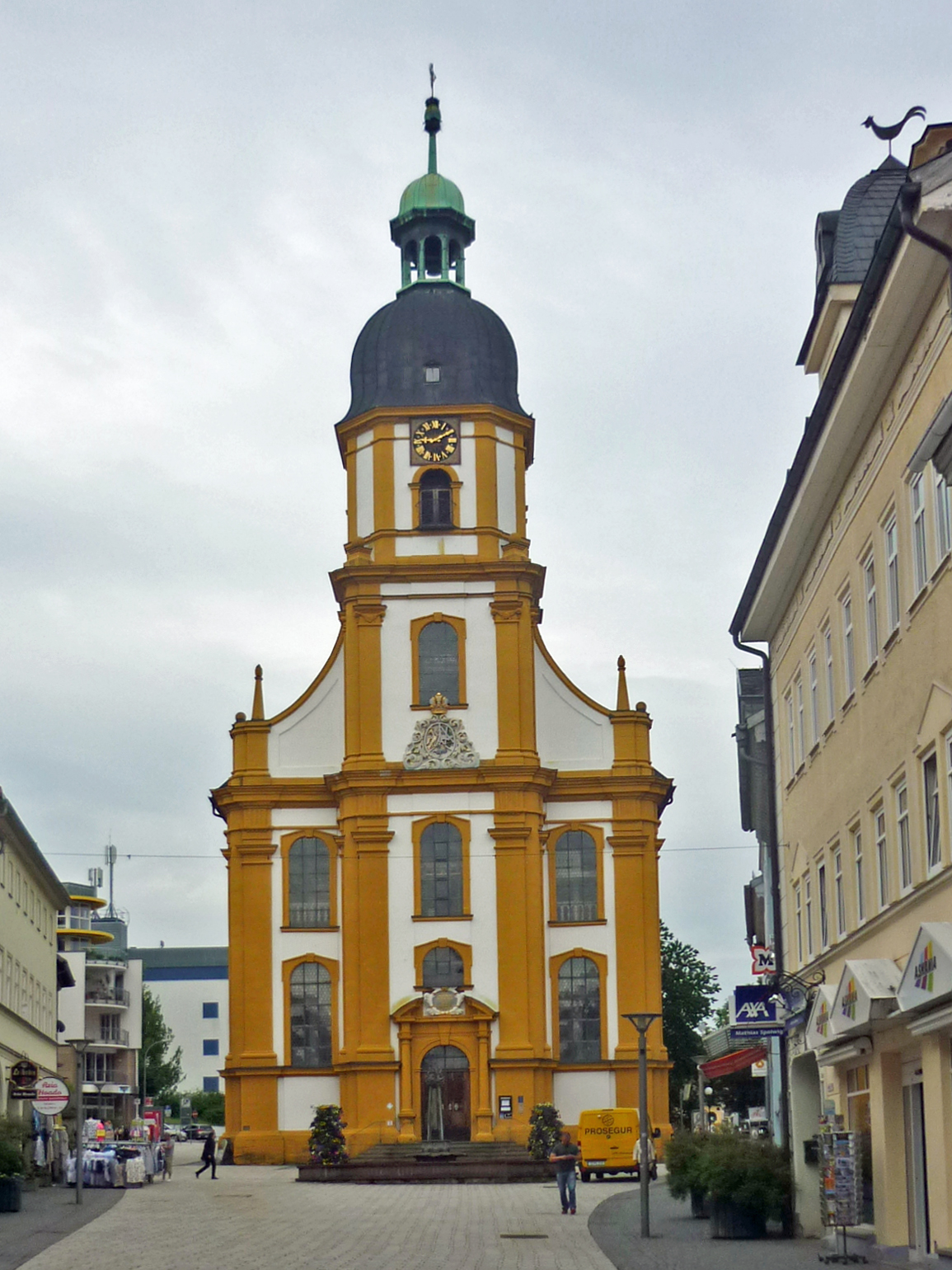
Ev. Kreuzkirche (Suhl): Barocke Einturmfassade
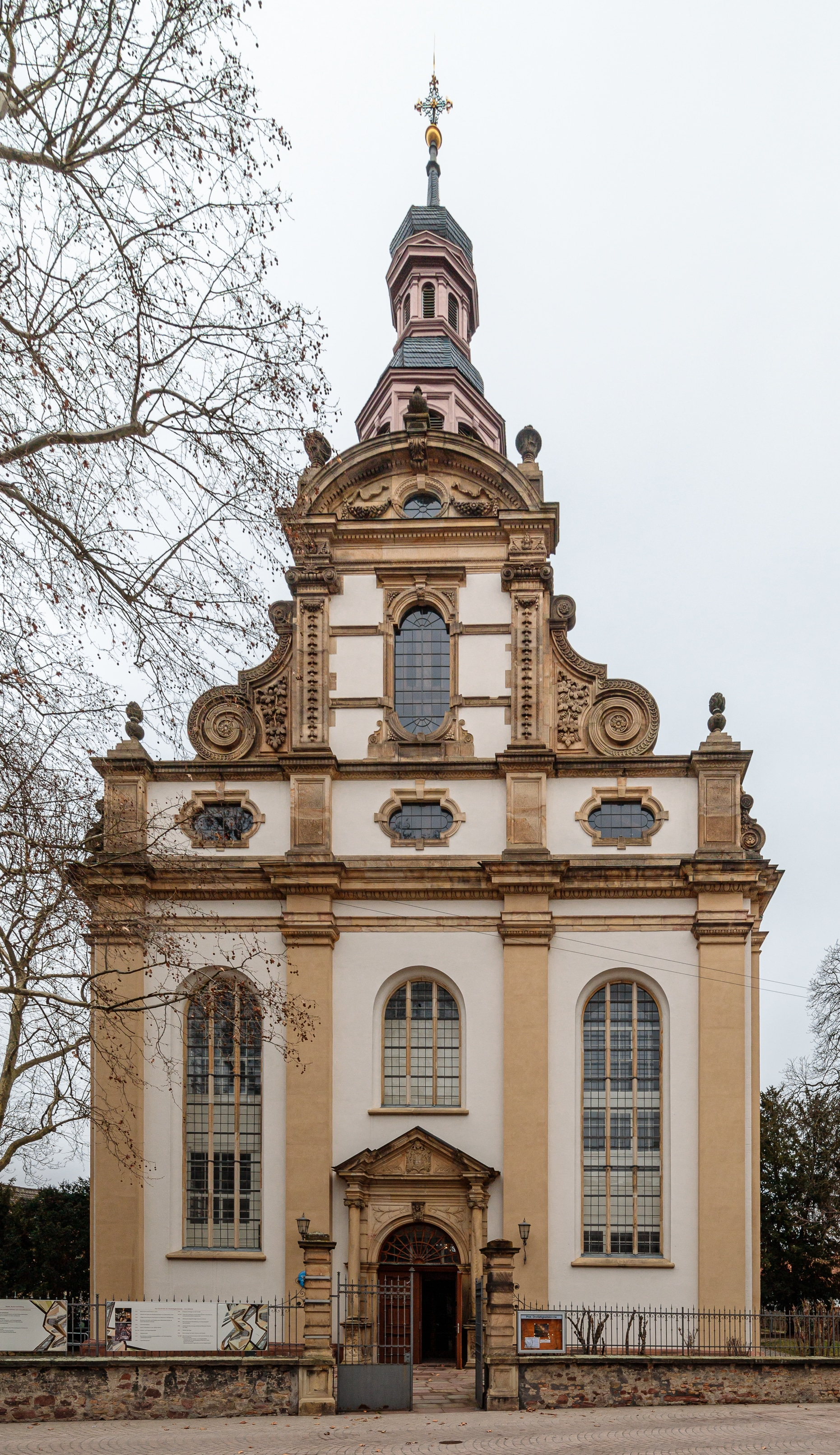
Ev. Dreifaltigkeitskirche, Speyer: Frontaler Dachreiter
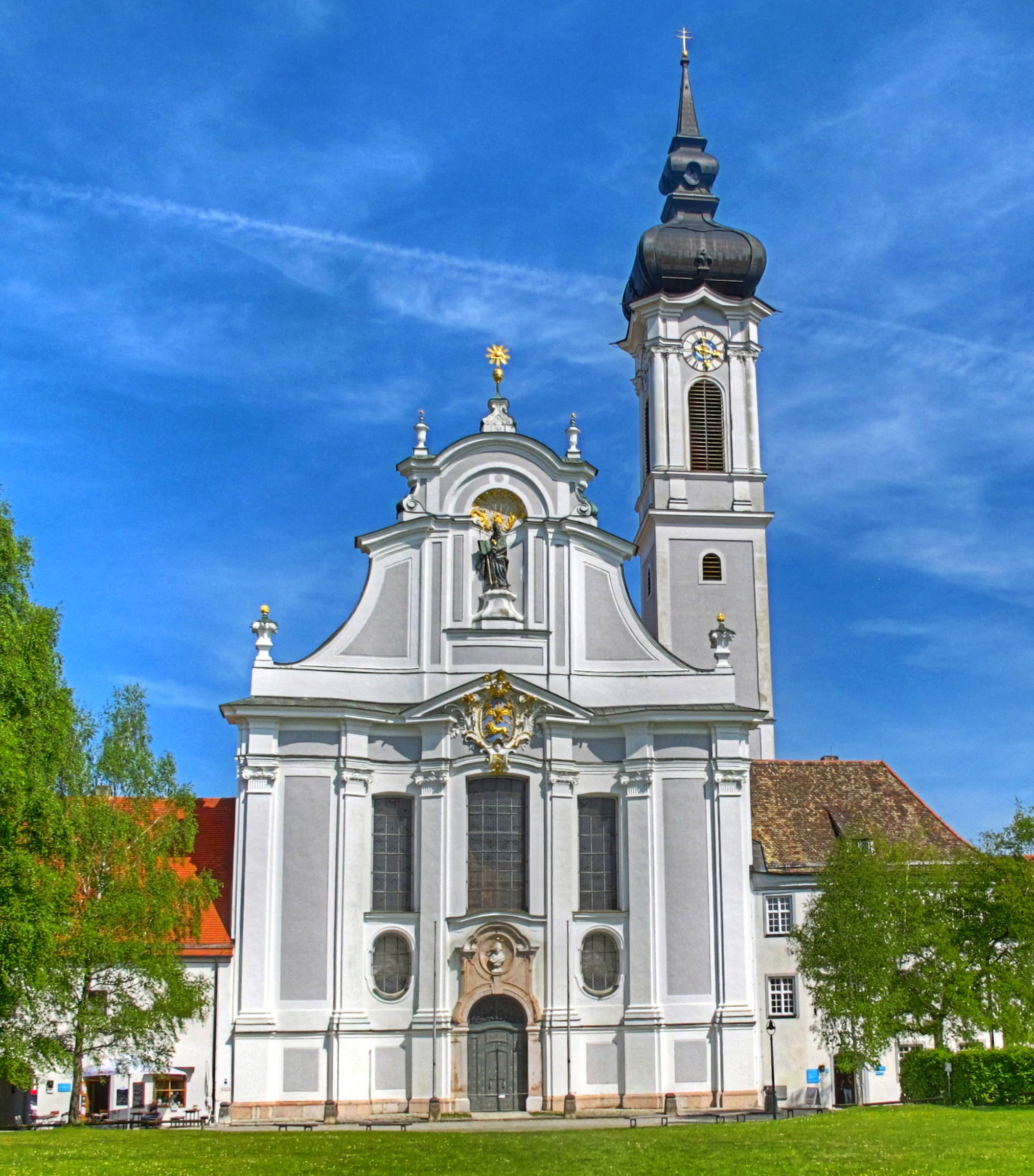
Rk. Marienmünster, Dießen: Barockfassade mit seitlichem Turm
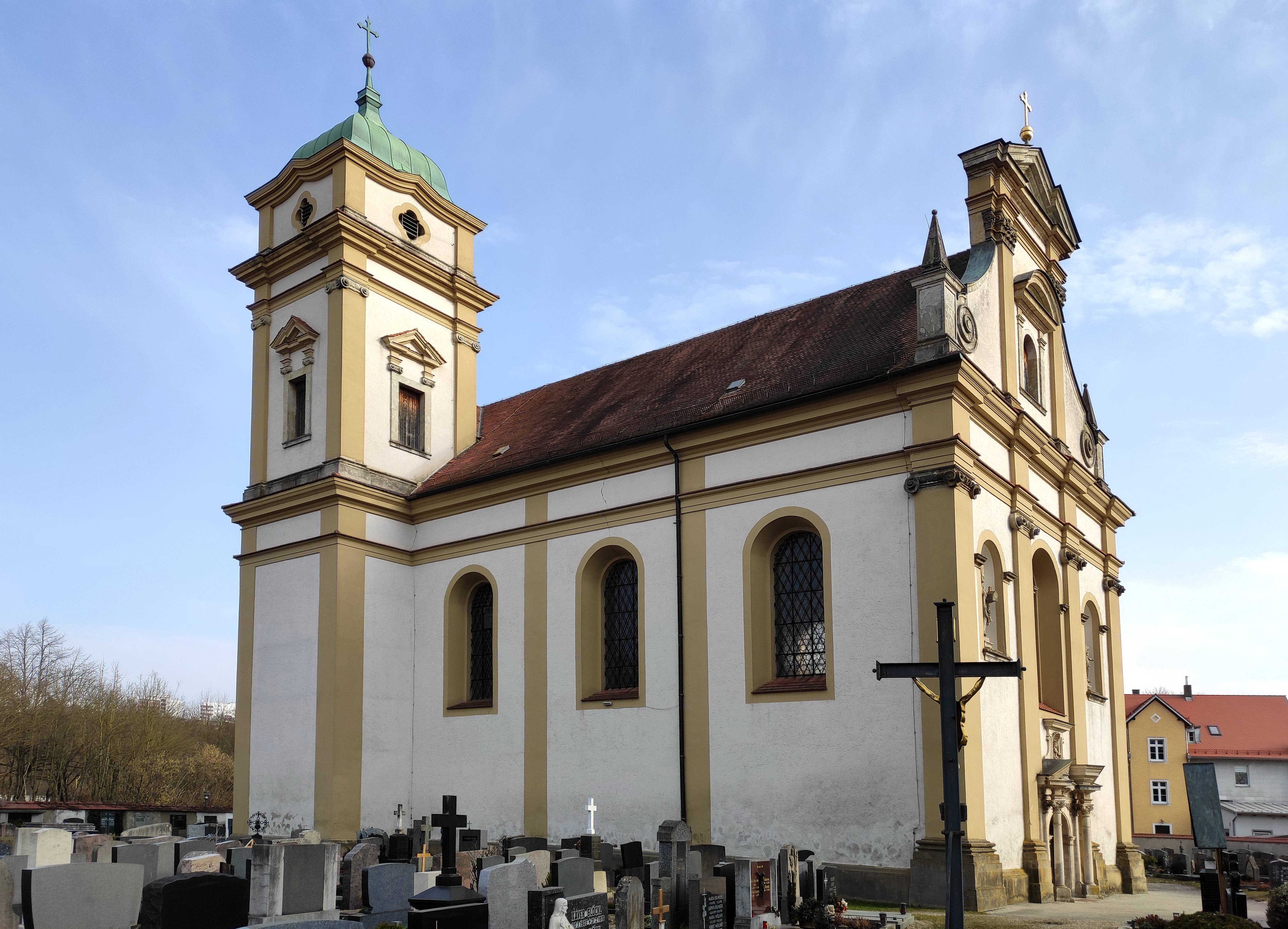
Rk. Mariä Himmelfahrt,  Dechbetten, Oberpfalz: Chorflankenturm, von der Fassade entkoppelt
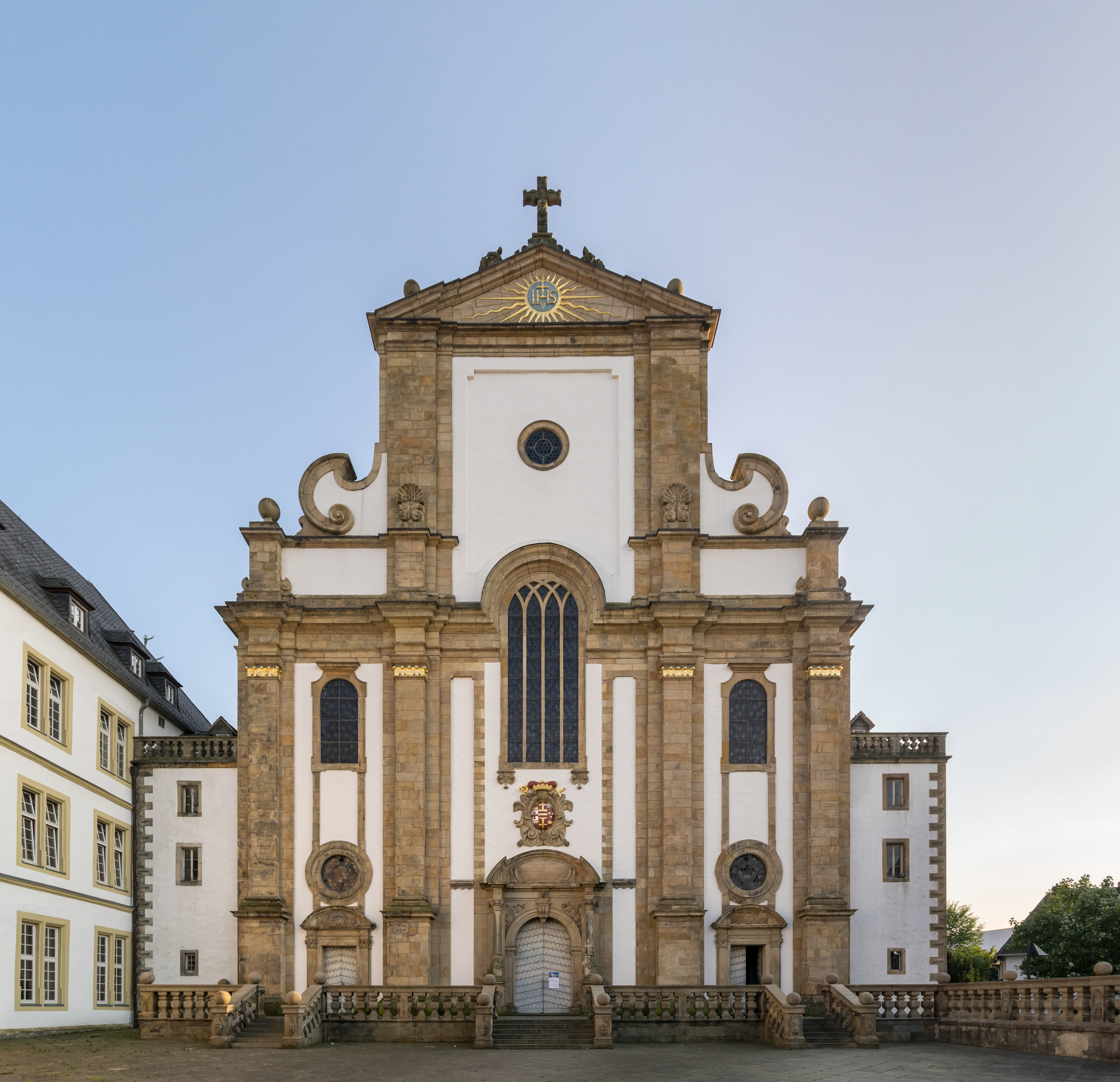
Marktkirche = Jesuitenkirche Paderborn: Fassade ganz ohne Kirchturm
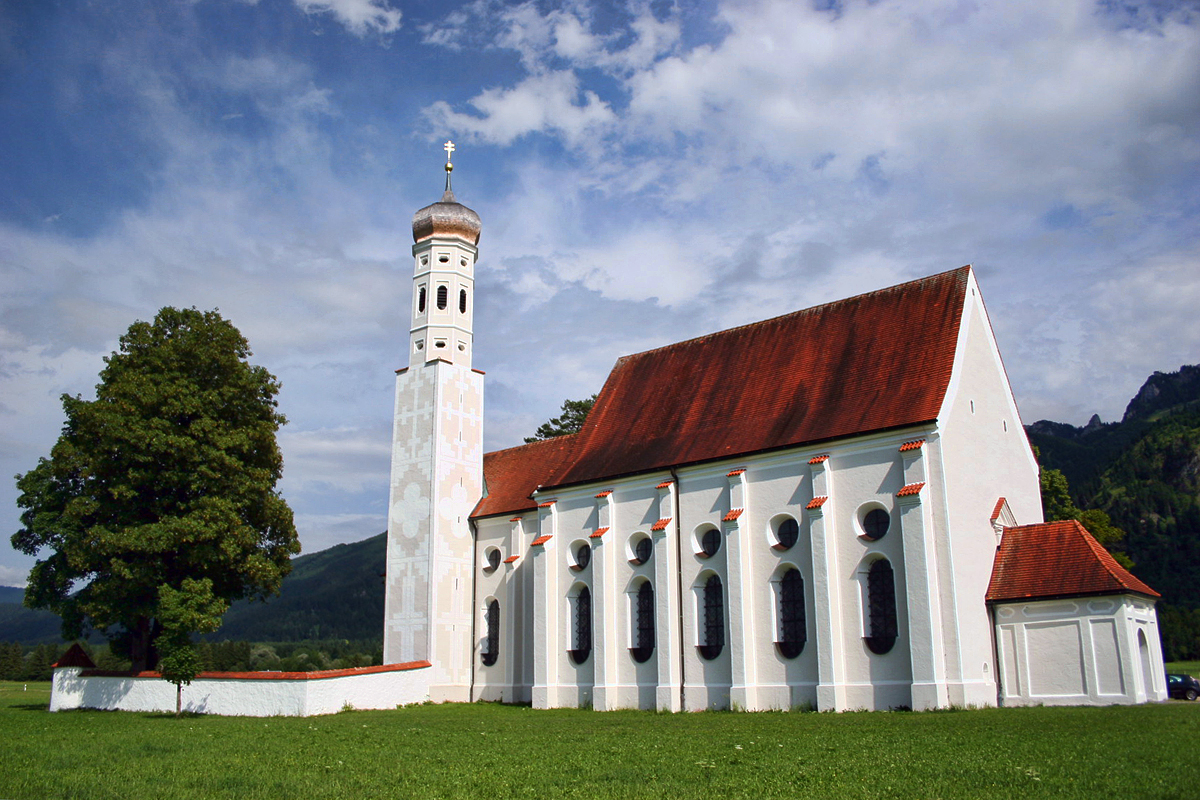
Rk. St. Coloman, Schwangau, Obb.: Chorflankenturm ohne antikische Gliederung

Unter anderem als Folge der umfangreichen Kirchenzerstörungen, zu denen es im Dreißigjährigen Krieg gekommen war, besteht eine Besonderheit vieler deutscher Barockkirchen darin, dass das neue Kirchenschiff zur Einsparung von Kosten und Aufwand an einen noch erhaltenen mittelalterlichen Kirchturm angebaut wurde. In vielen Fällen wurde der Turm dabei barockisiert; in anderen bildeten Turm und Kirchenschiff stilistisch einen mehr oder weniger großen Gegensatz. In wieder anderen Fällen wurden baufällig gewordene Spitzen mittelalterlicher Kirchtürme dem Zeitgeschmack entsprechend unter Verwendung barocker Elemente renoviert. Oft wurden auch die wenigen aus der deutschen Renaissance erhaltenen Kirchtürme barock umgestaltet.
Gelegentlich kam es auch vor, dass turmlos erbaute Barockkirchen erst in einem späteren Jahrhundert durch einen Turm ergänzt wurden, der dann mit dem Originalbauwerk unter Umständen stilistisch kontrastierte.

Stilkontraste bei barocken und barockisierten Kirchenbauten in Deutschland
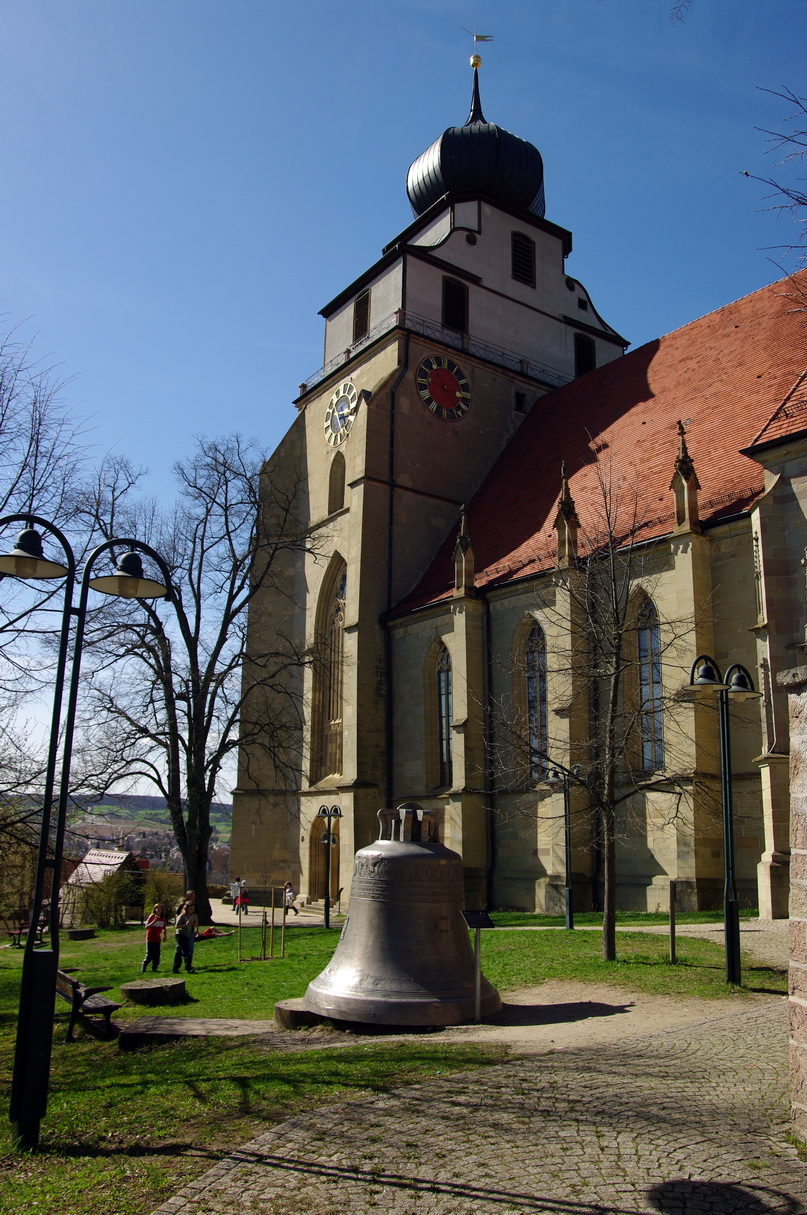
Herrenberg: Barocker Zwiebelhelm auf gotischem Kirchturm
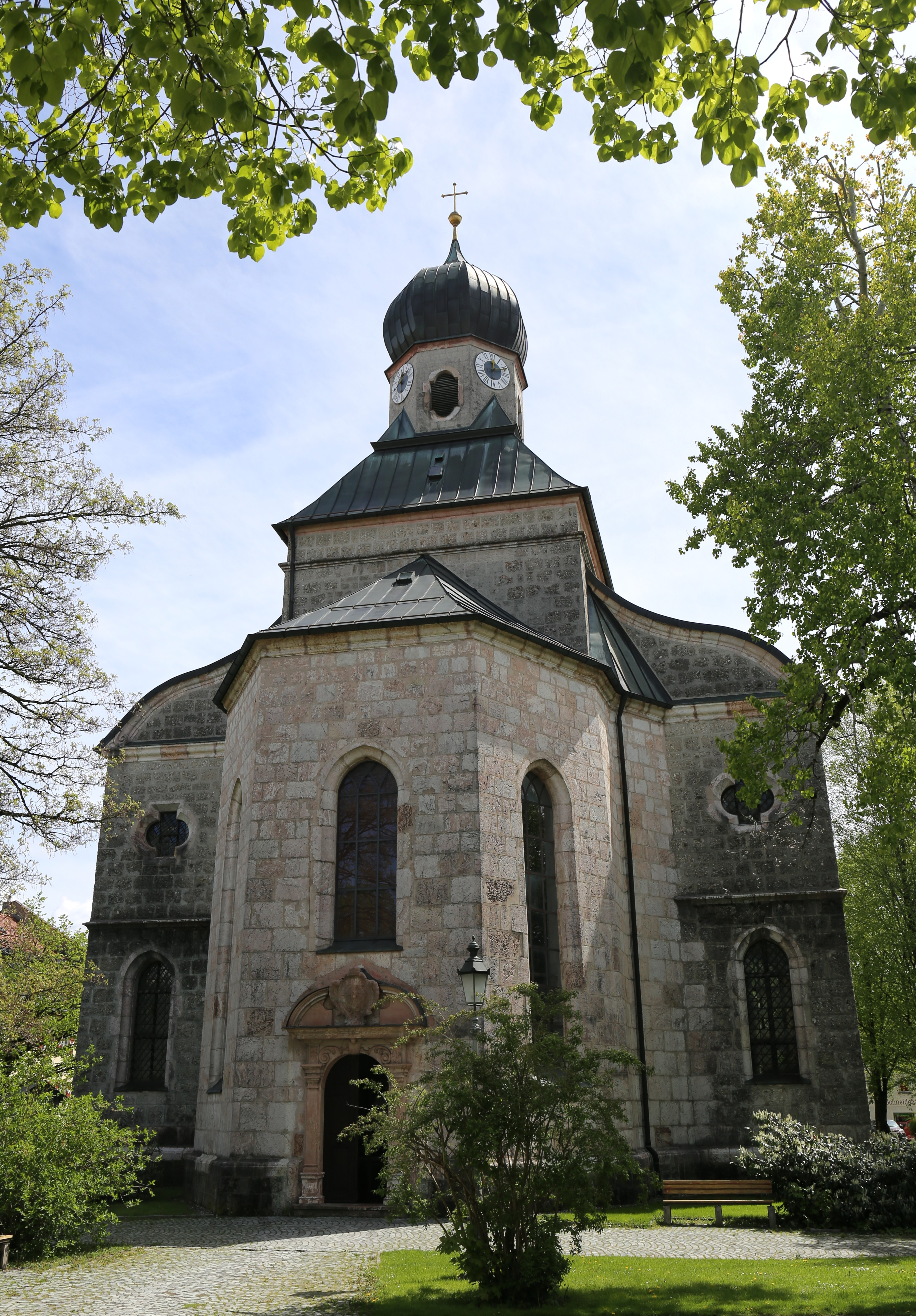
Traunstein: Zwiebelhelm auf Renaissancekirchturm
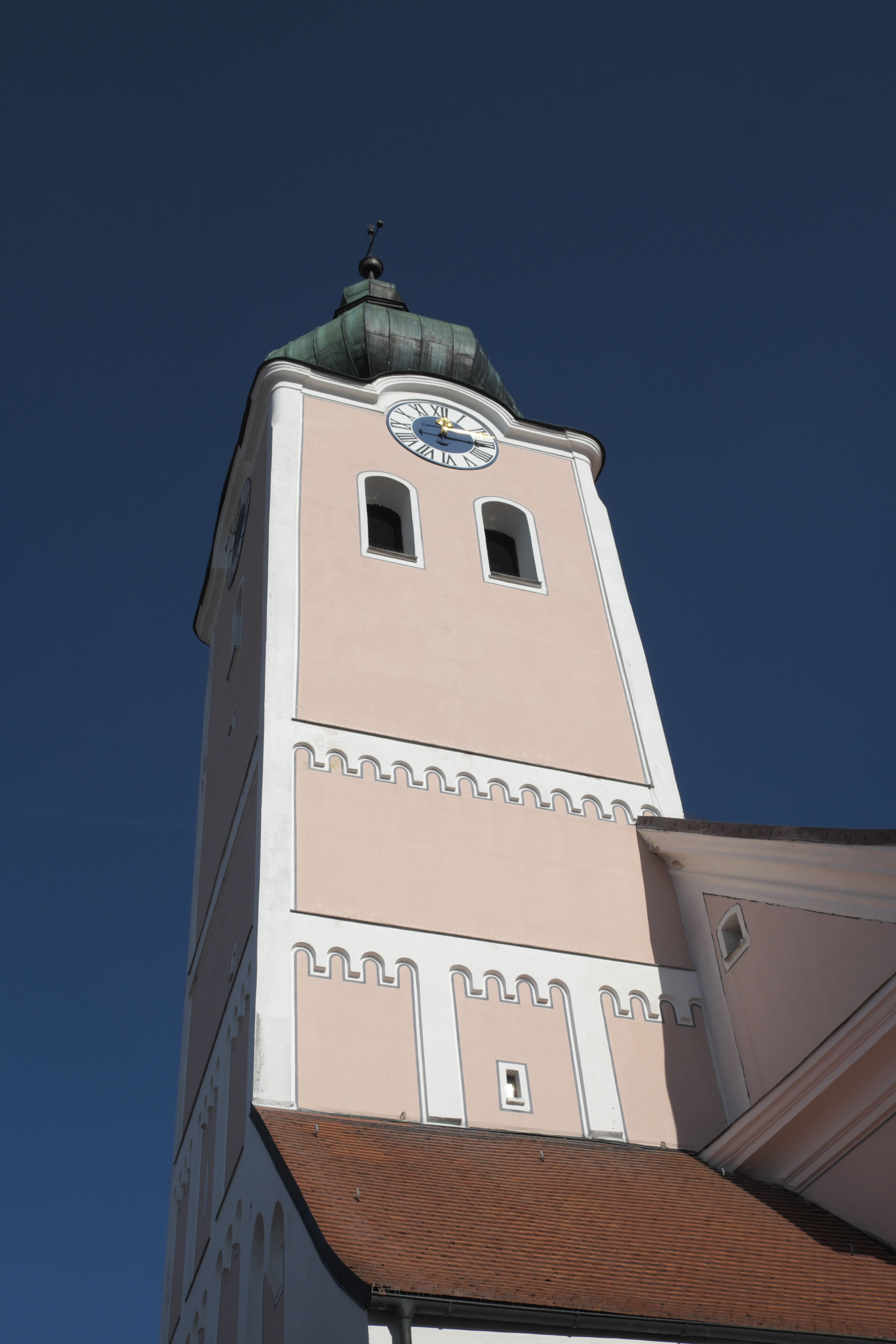
Landau (Isar): Barockkirche mit romanischem Turm; vgl. Rundbogenfriese
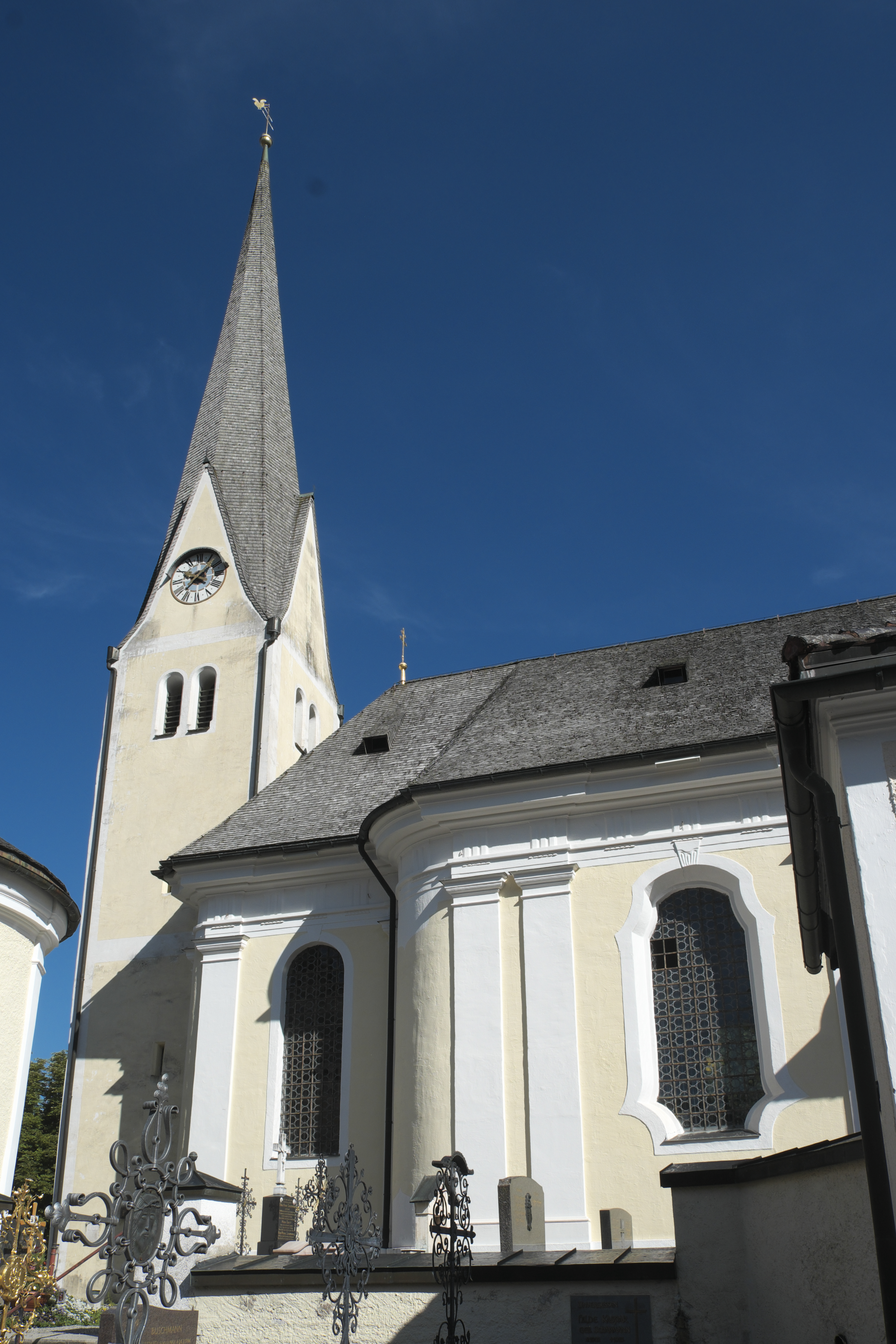
Bayrischzell: Barockkirche mit gotischem Turm
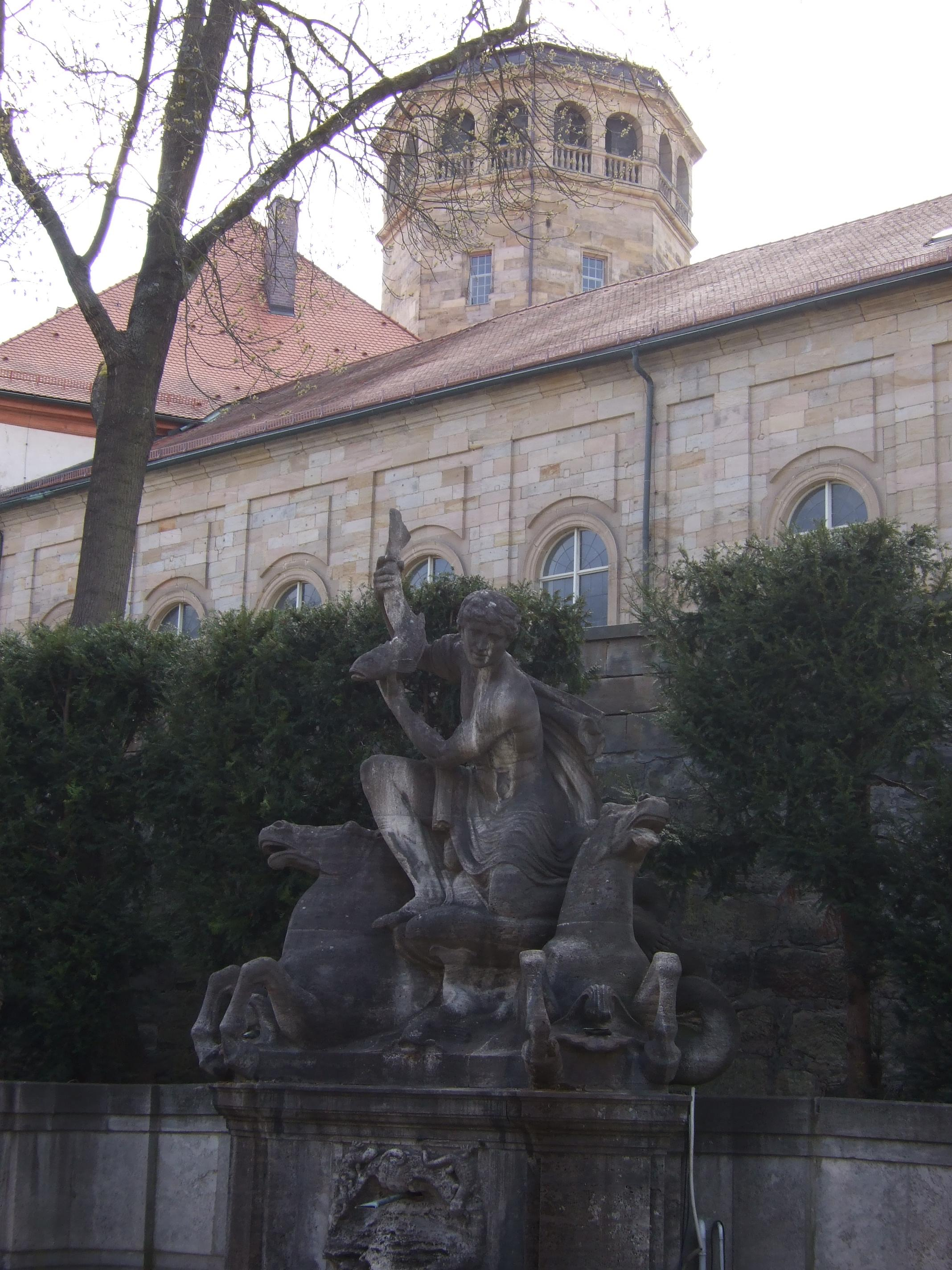
Bayreuth: Barockkirche mit Renaissanceturm
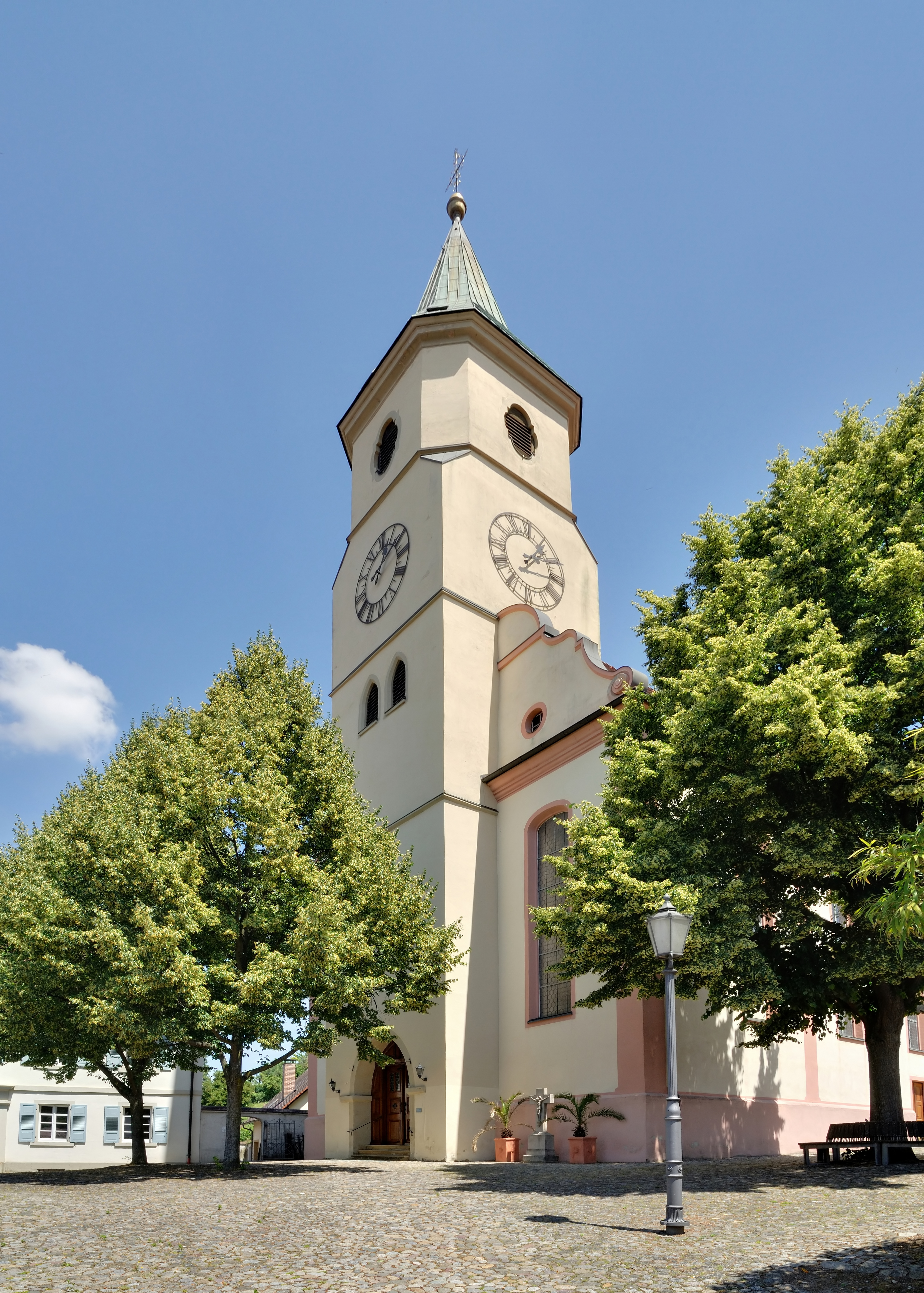
Schliengen: Barockkirche mit aufgestocktem und barockisiertem gotischen Turm
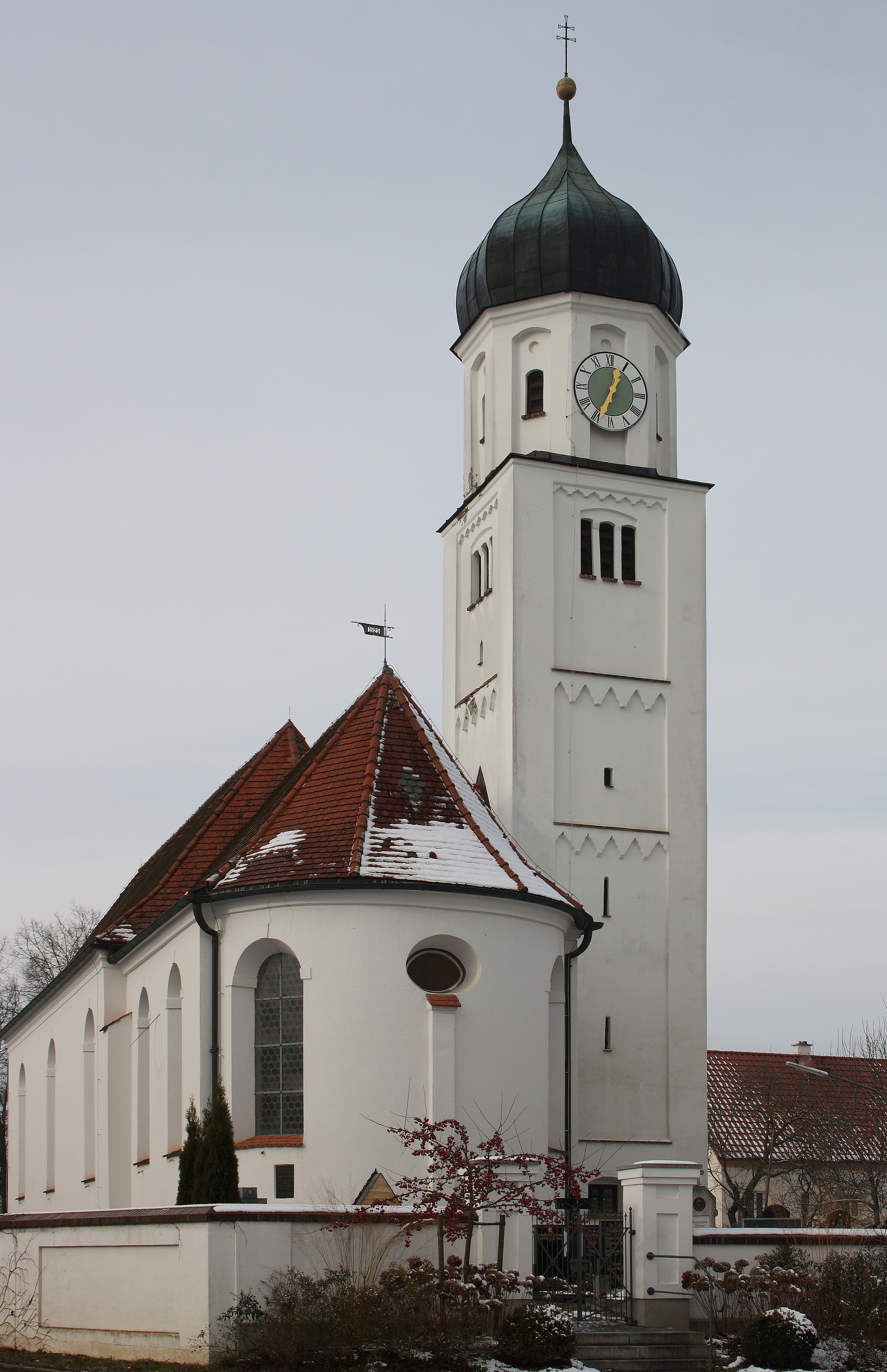
Baiershofen: Turmschaft spätgotisch, Kirche und Oktogon mit Haube barock
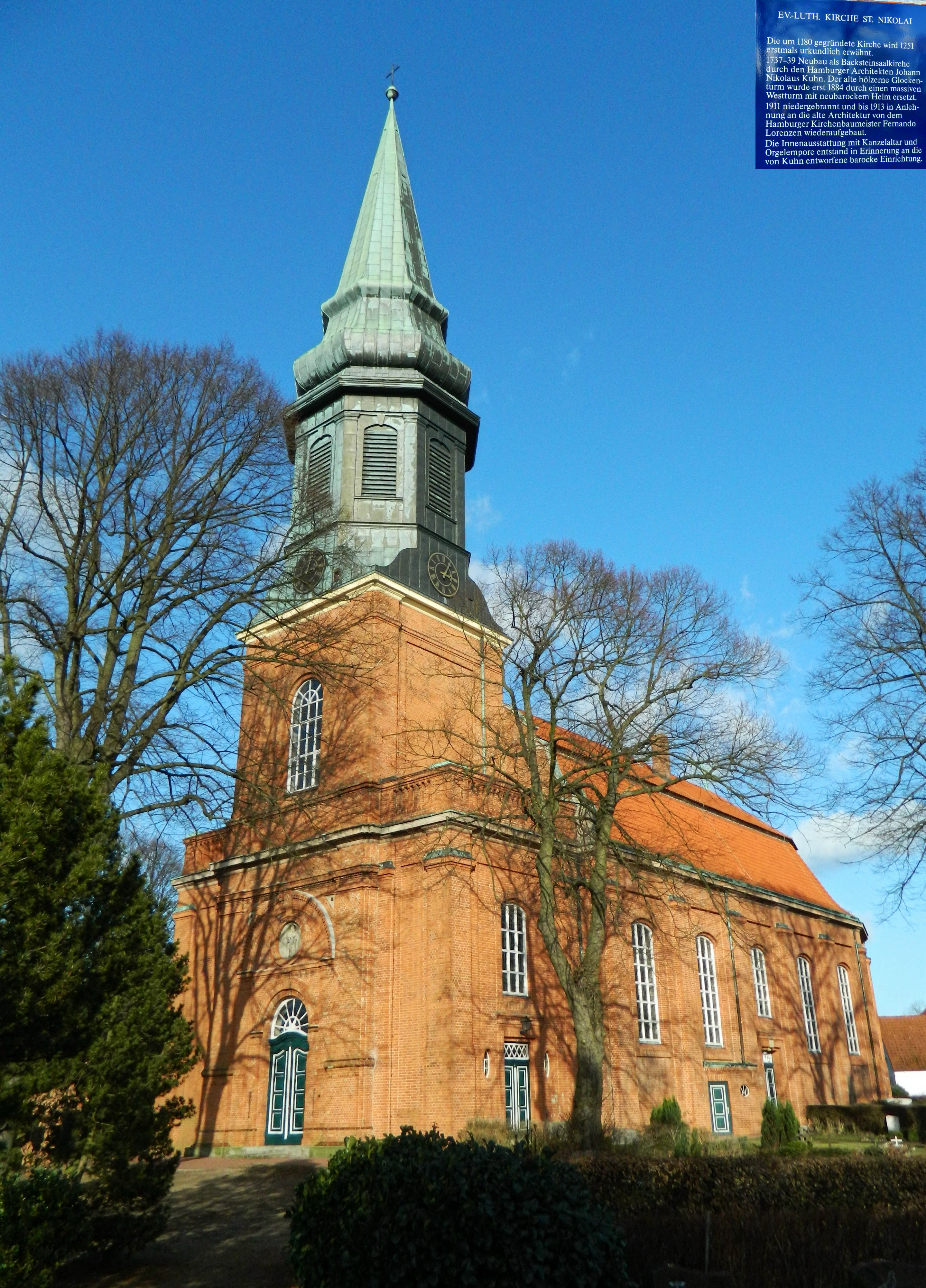
Hamburg-Billwerder: Kirche barock, Turm neobarock
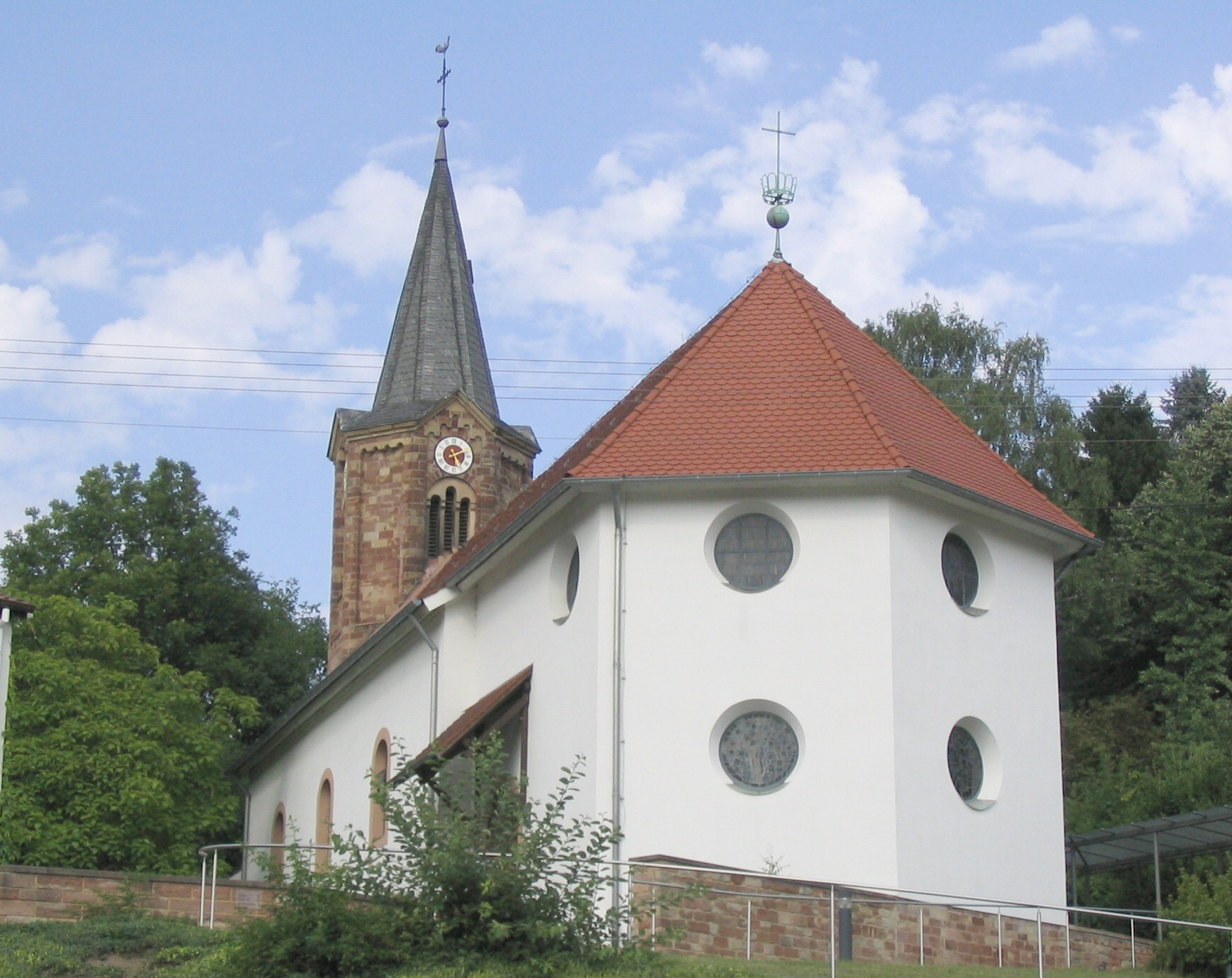
Saarbrücken-Scheidt: Neoromanischer Chorturm auf barockem Chor, Schiff 1957/58 verlängert

Zwiebelhauben und verwandte Turmdachformen, wie Glockenhauben, Schweifhauben, Thüringische und Welsche Hauben, sind jedoch augenfällige und wichtige Kennzeichen für den Barockstil in Deutschland:

Kirchturm- und Kirchturmdachformen des deutschen Barock (Auswahl)
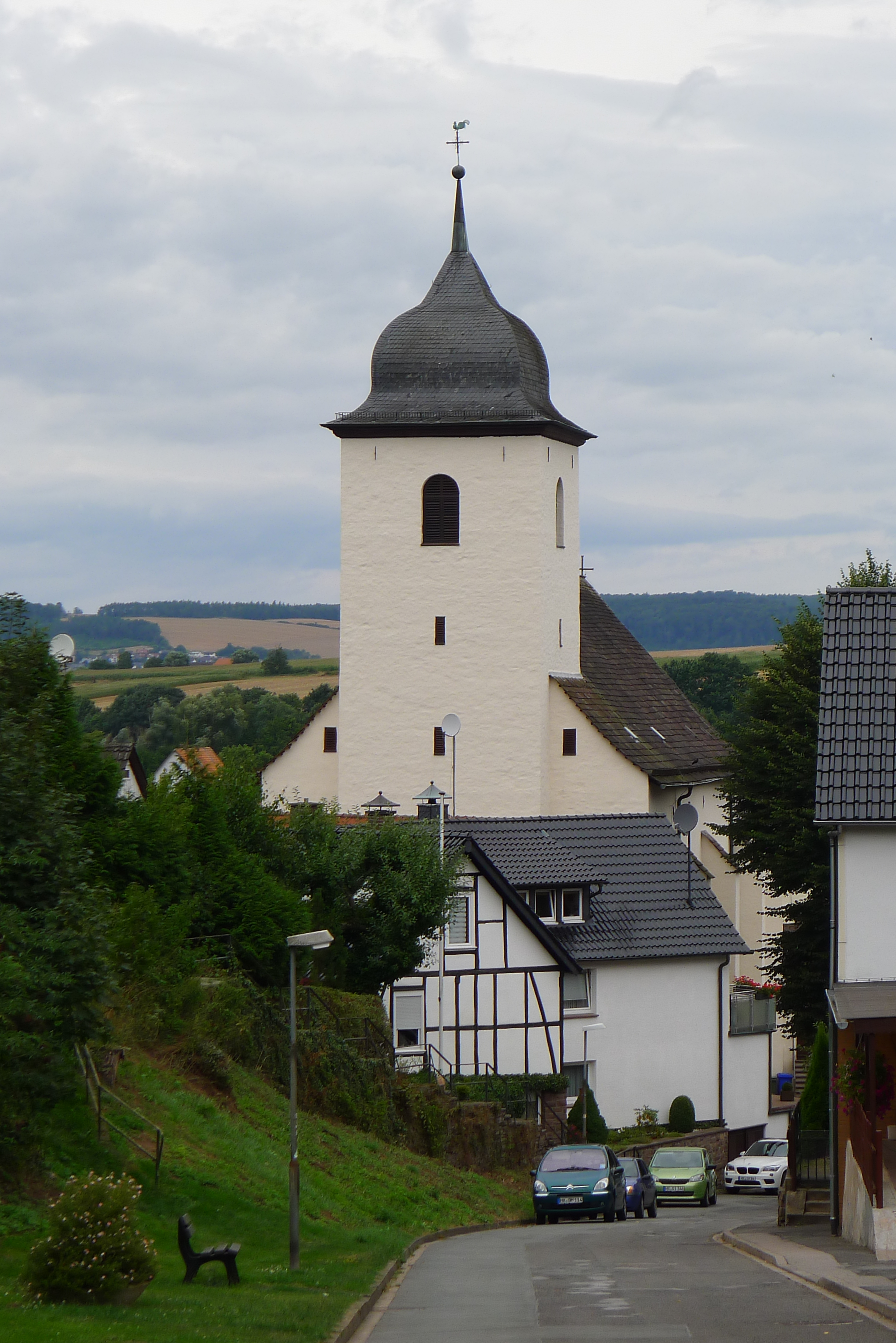
St. Bartholomäus (Turm 1710), Herstelle, Oberweser: Glockenhaube
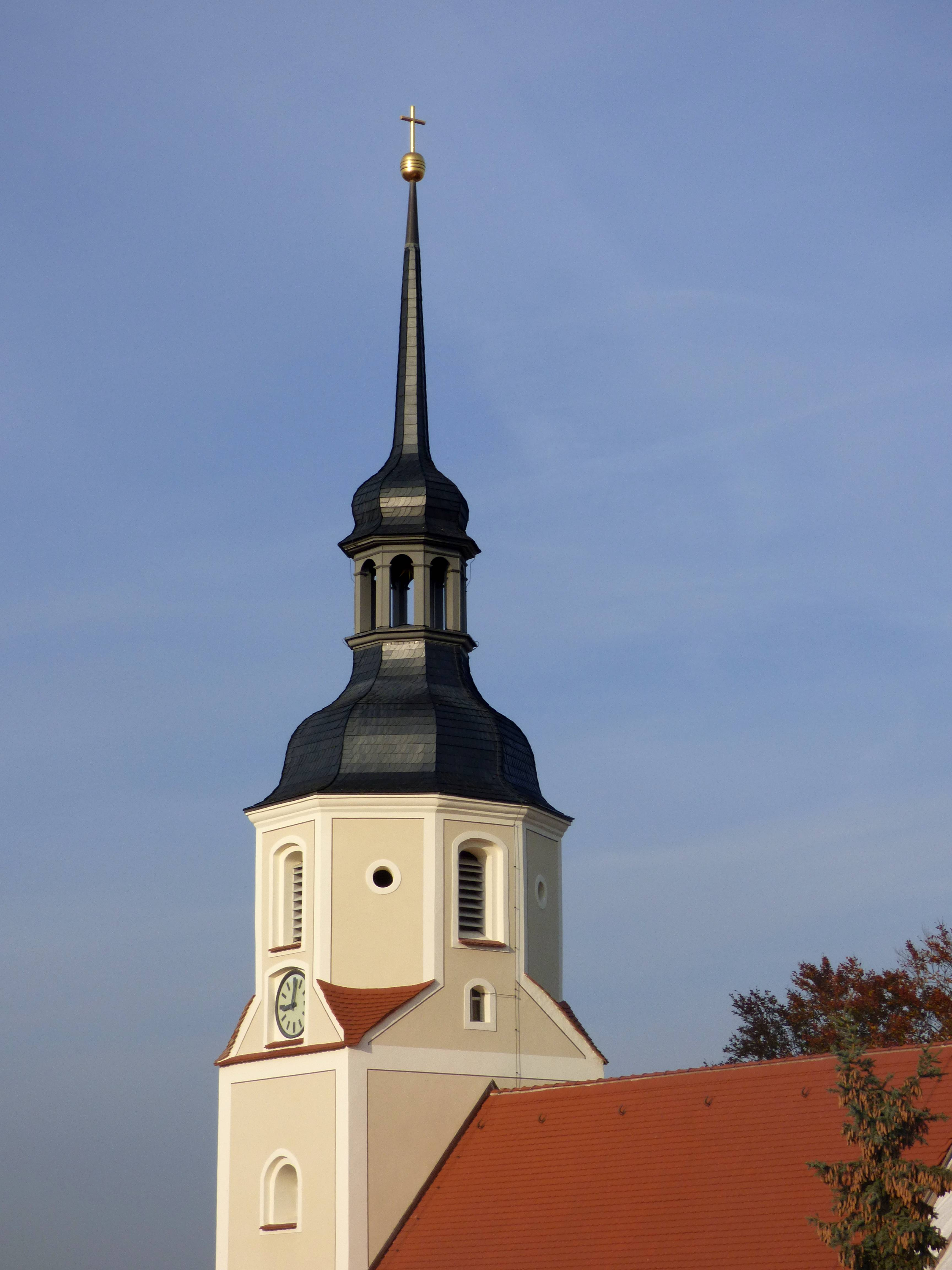
St.-Katharina (Turm 1708 u. 1718), Elsterwerda, Niederlausitz:„Thüringische“ Haube
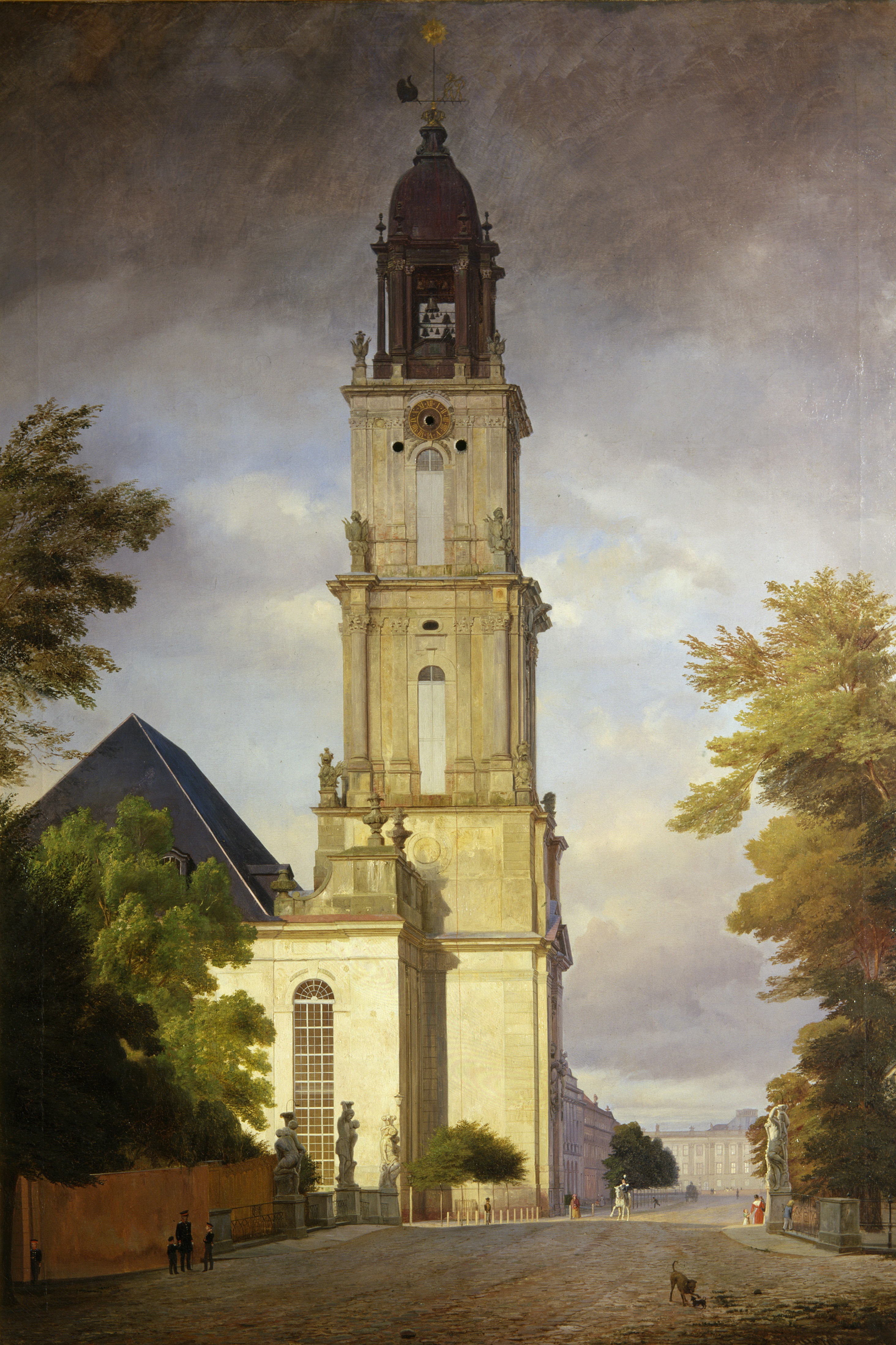
Garnisonkirche Potsdam, 1731–1735, Gemälde 1840
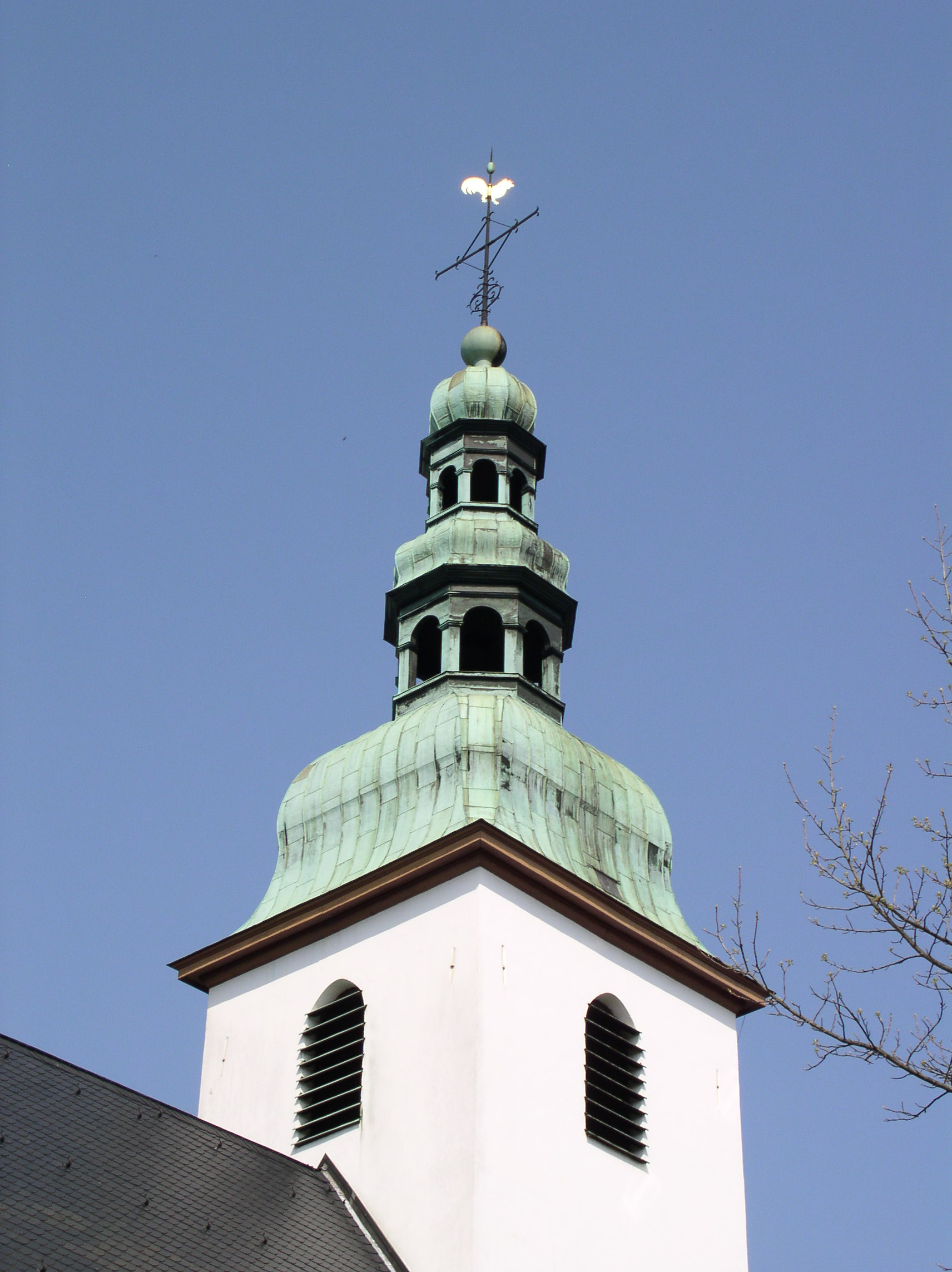
Marienkirche (1702–1729), Siegen
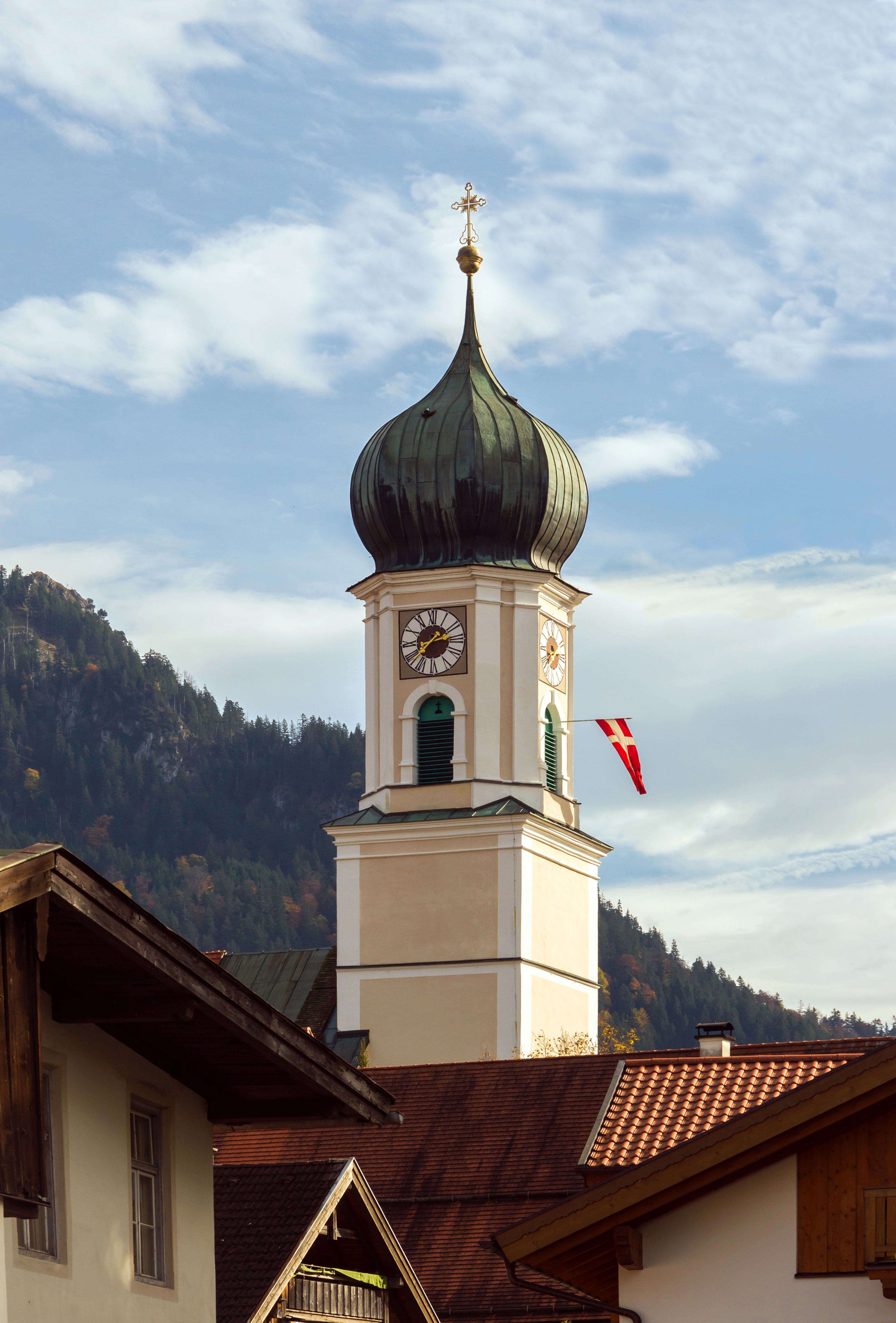
St. Peter und Paul (1. H. 18. Jh.), Oberammergau Zwiebelhaube, Oktogon, Quadrat
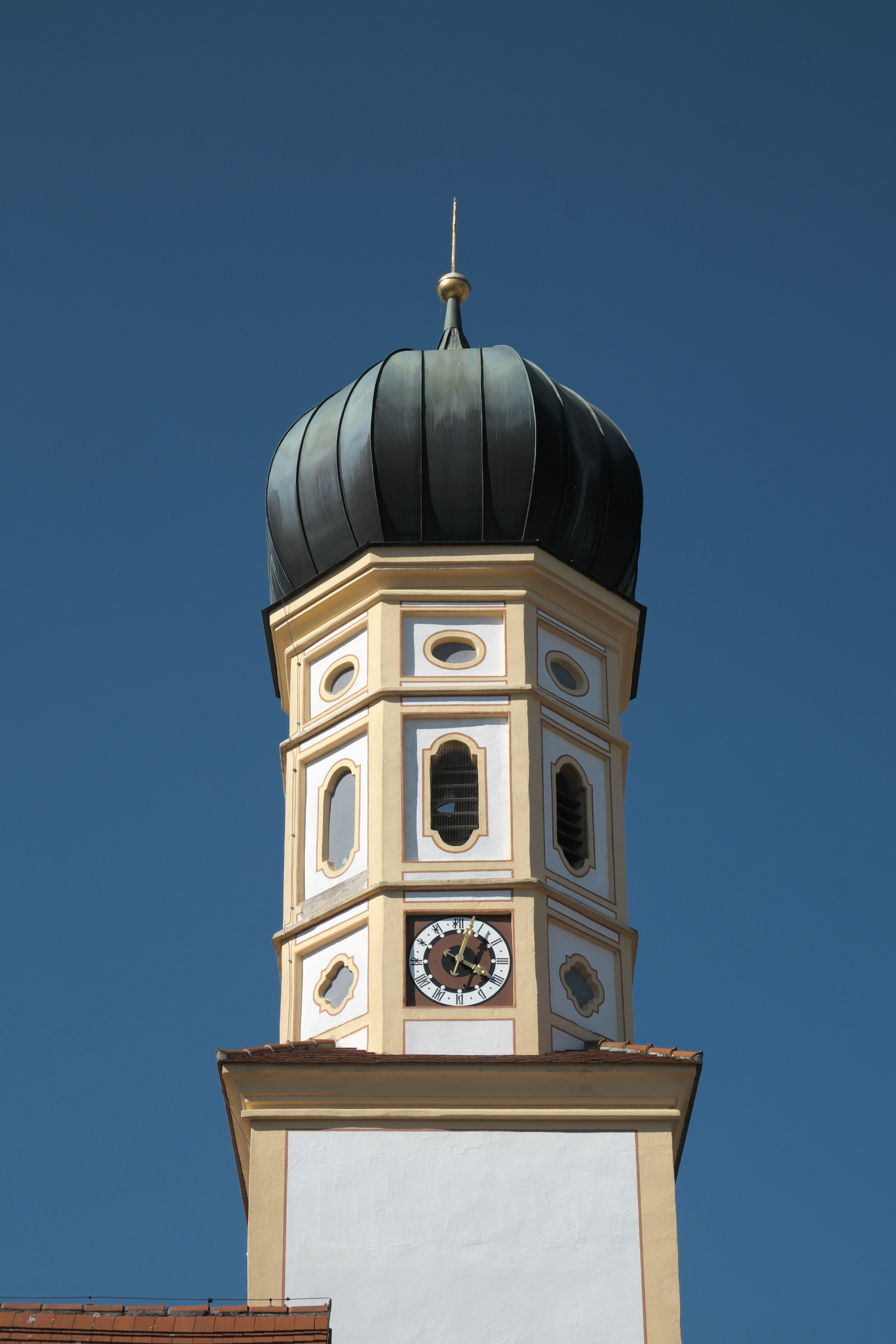
St. Peter (17. Jh.; Kern 1315), Großhadern: Zwiebelhaube, Oktogon, Quadrat
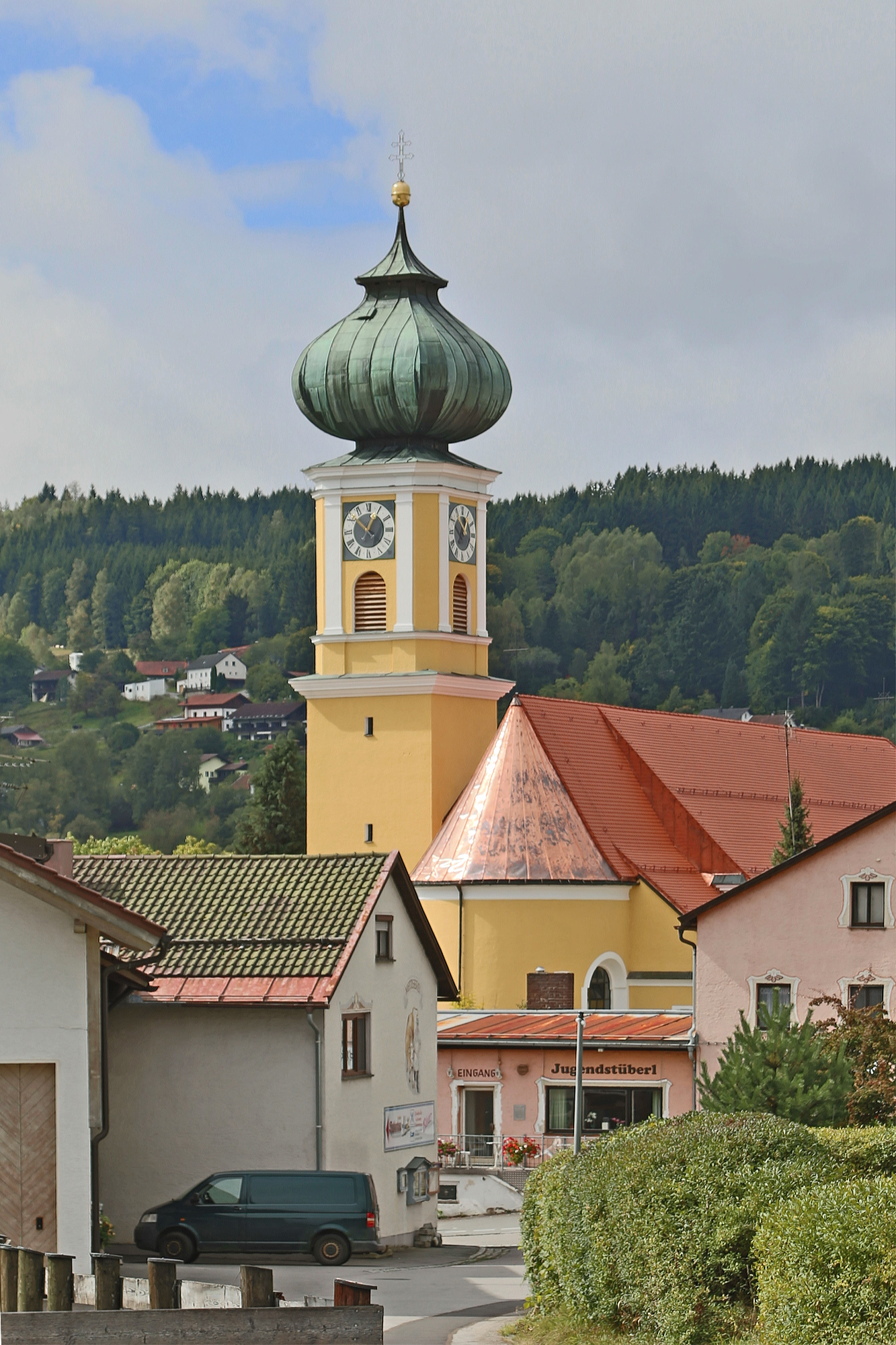
Mariä Himmelfahrt (1759–1767, Rokoko), Frauenau, Lkr. Regen
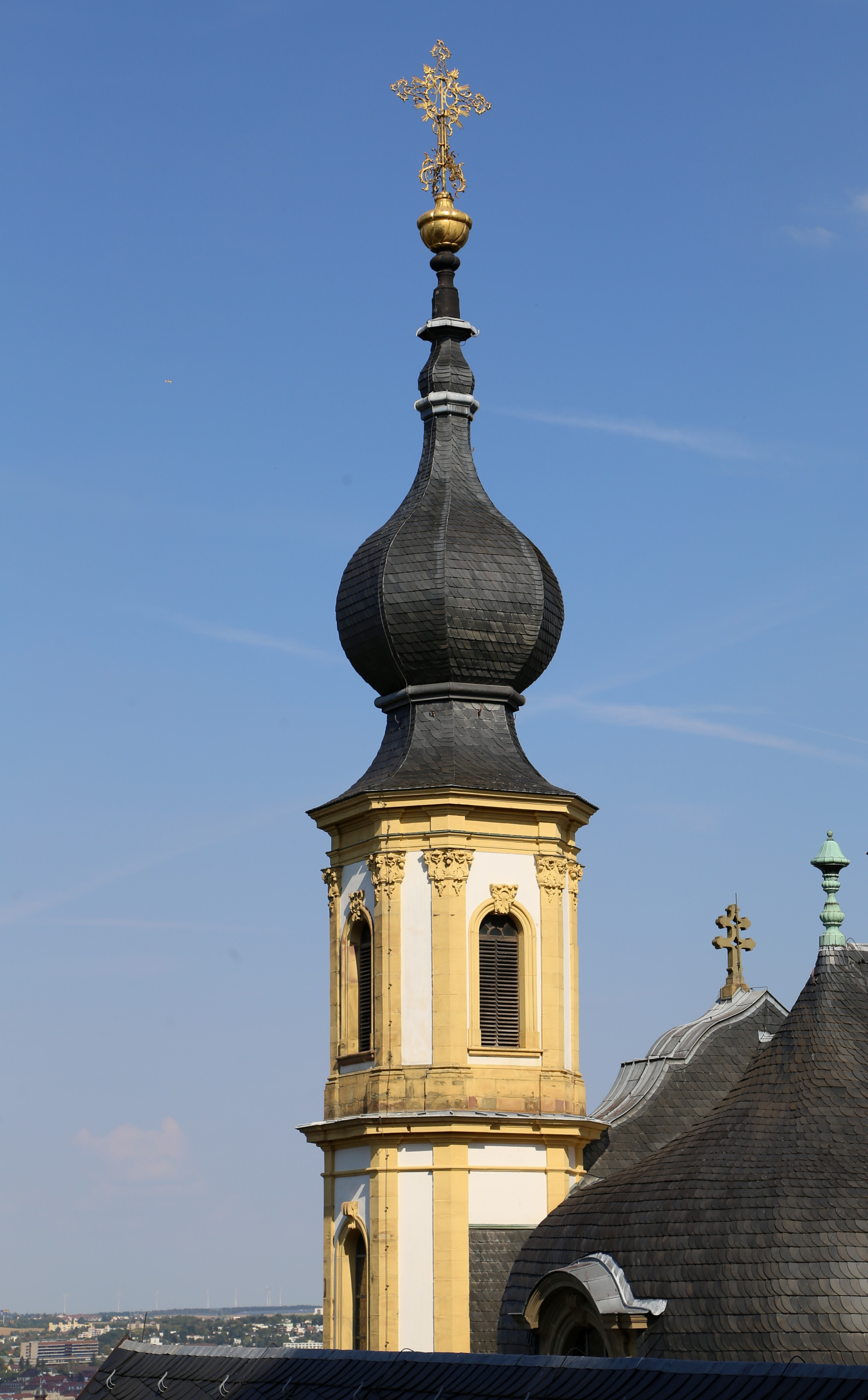
Käppele (1748–1750, B. N.), Würzburg: antikisierende Pilaster
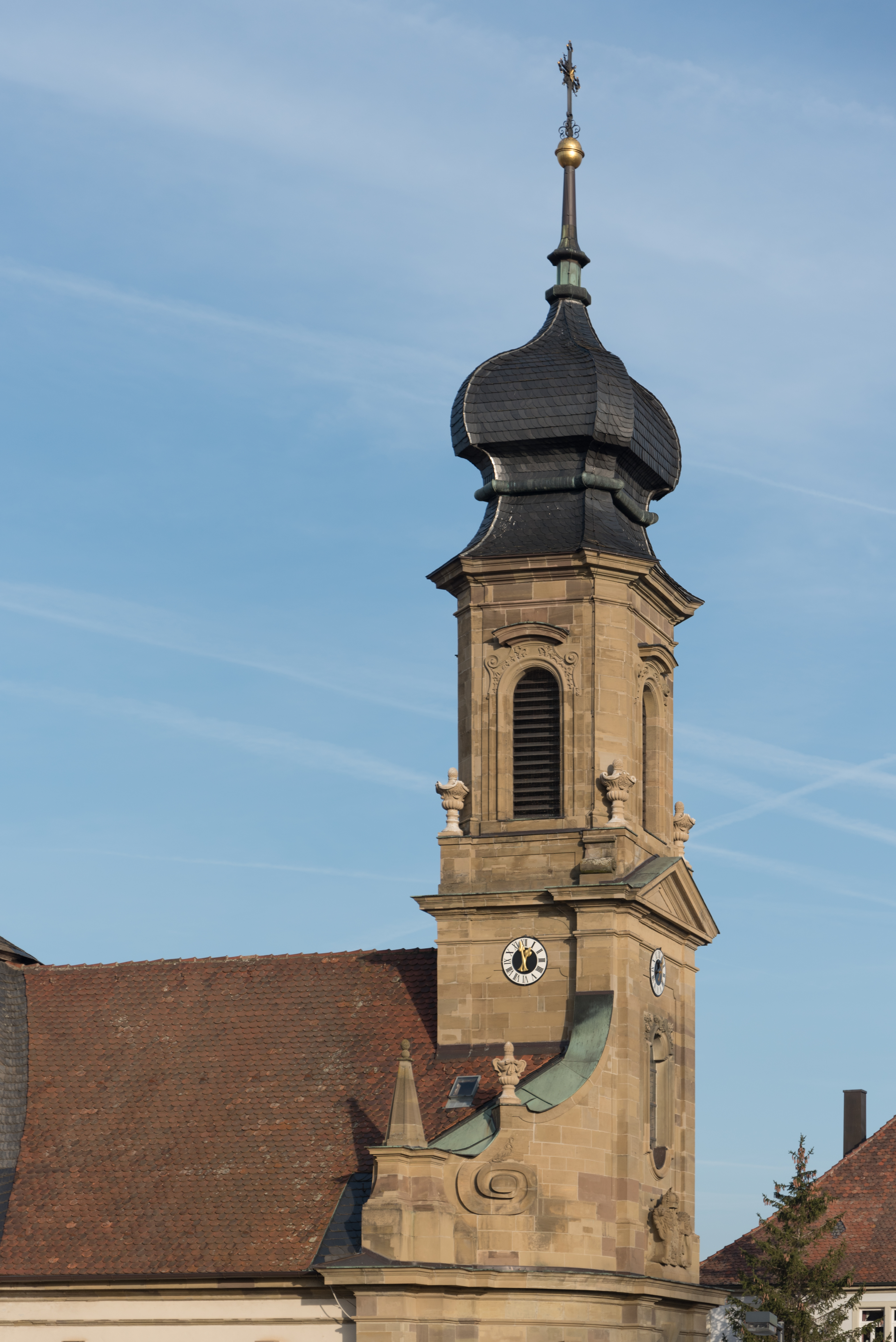
Kreuzkapelle (1741–1745, B. N.), Kitzingen
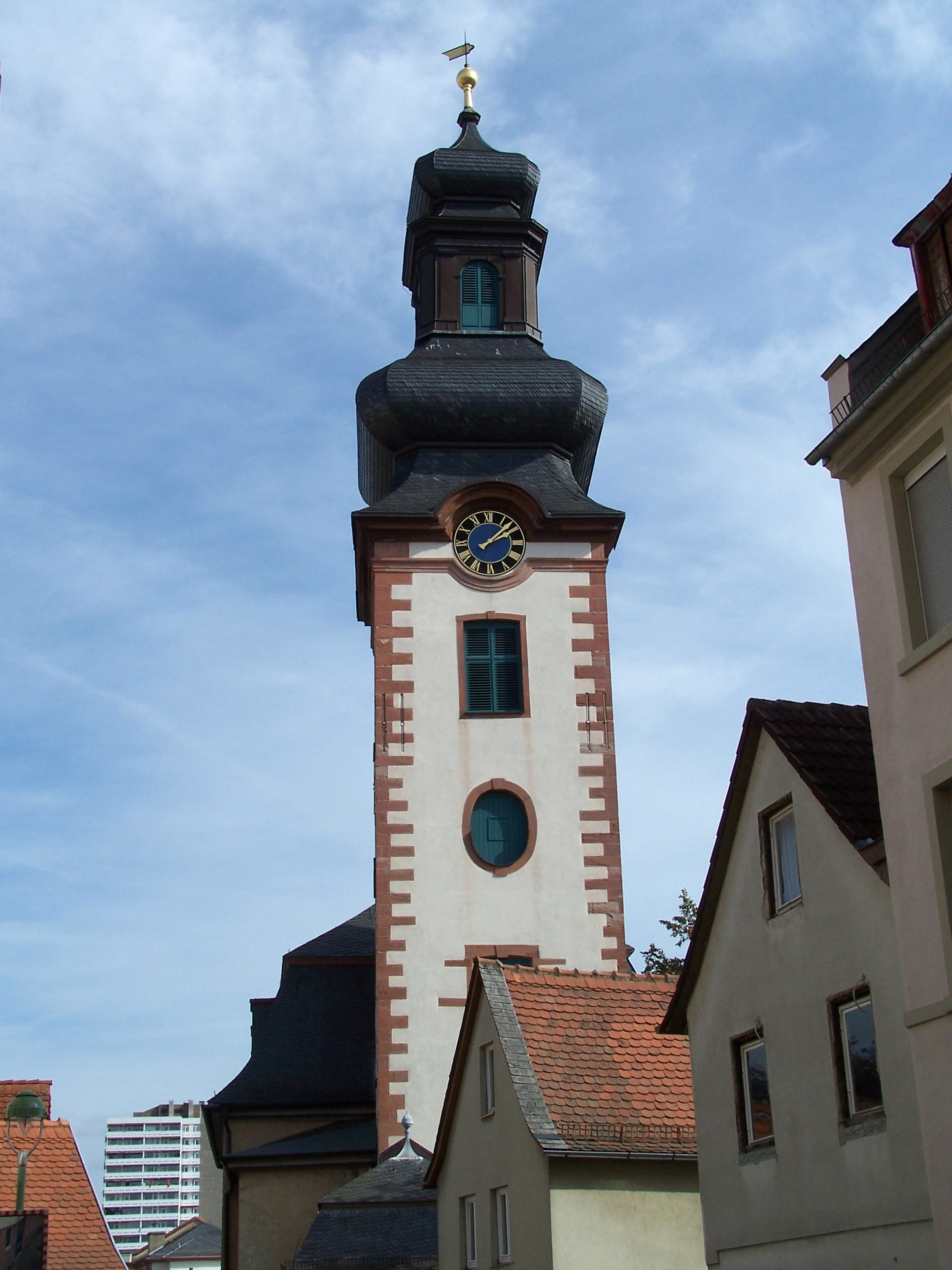
Welsche Haube; ausgeprägte Eckquaderung
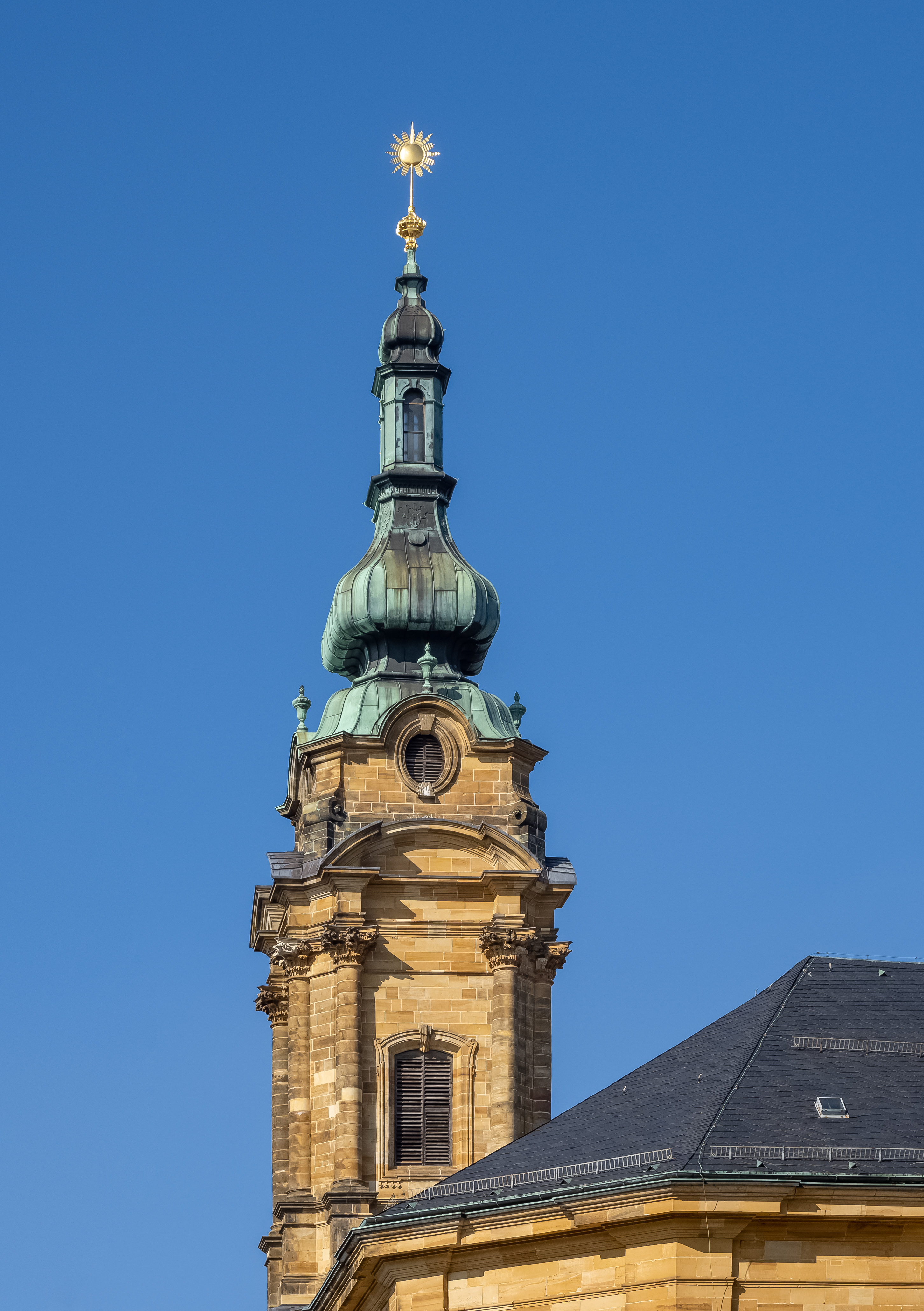
Vierzehnheiligen (1743–1771, B. N.)
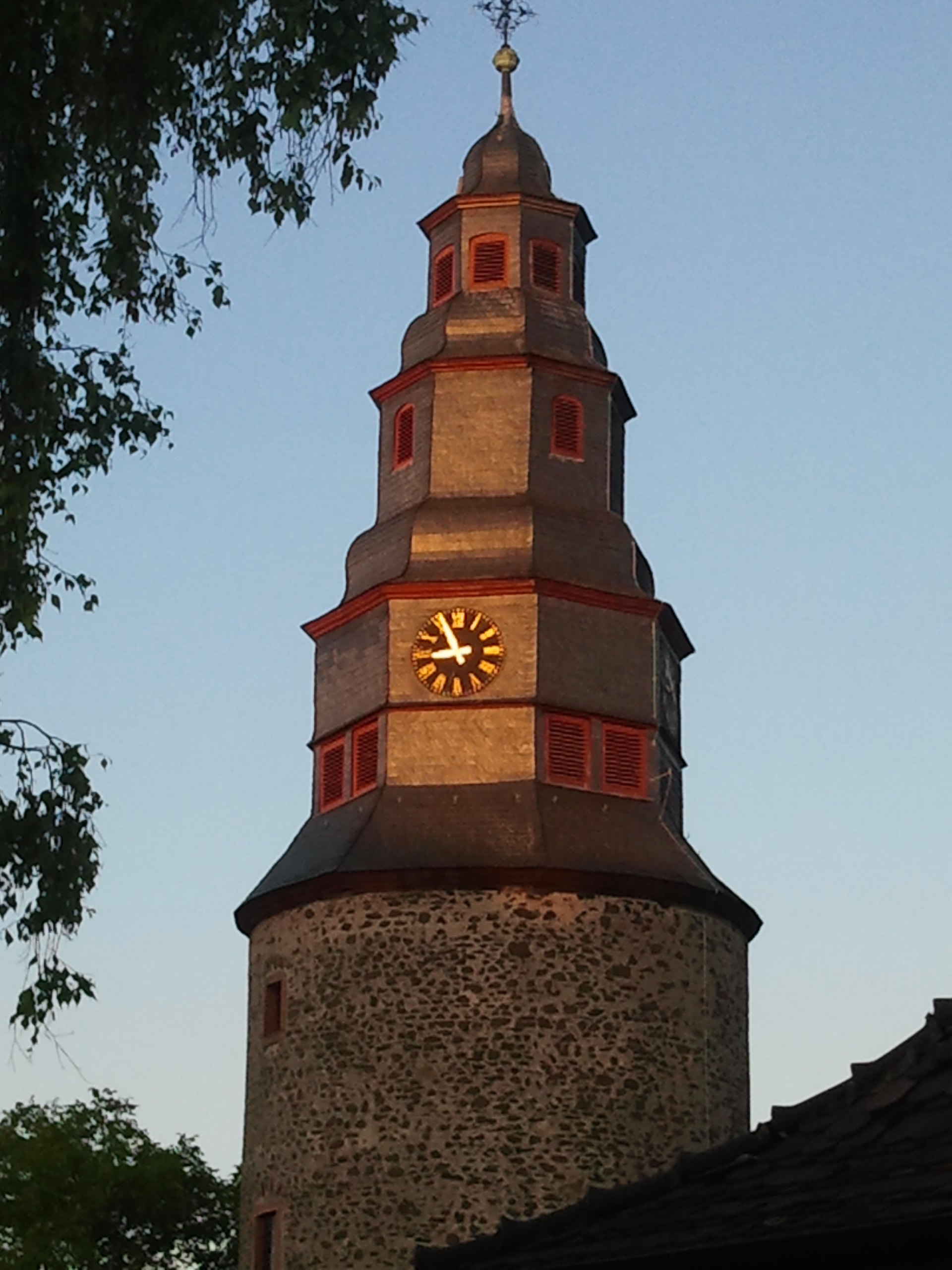
Reformierte Kirche Wölfersheim (1717–1741), Hessen
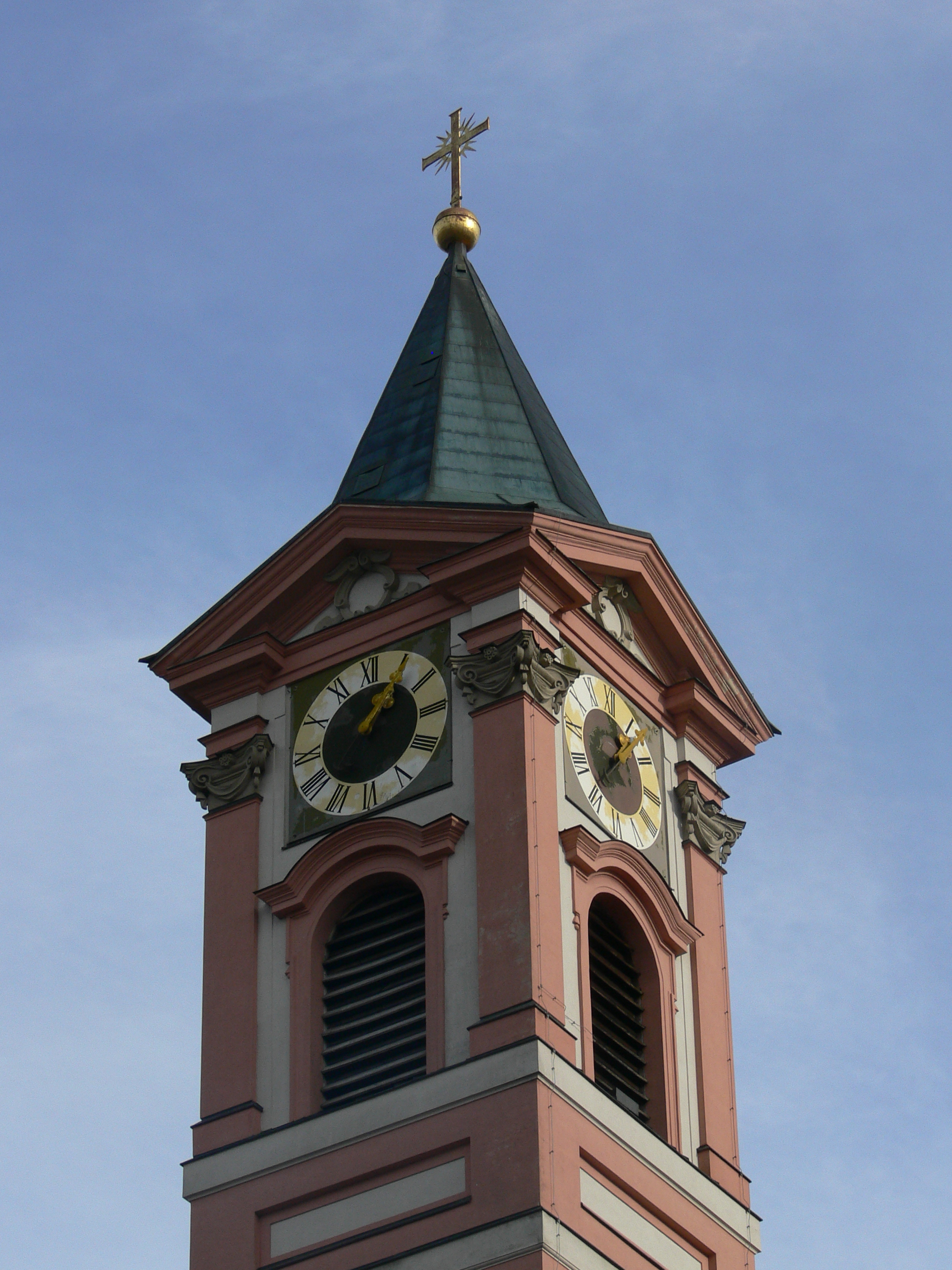
St. Paul (1678), Passau
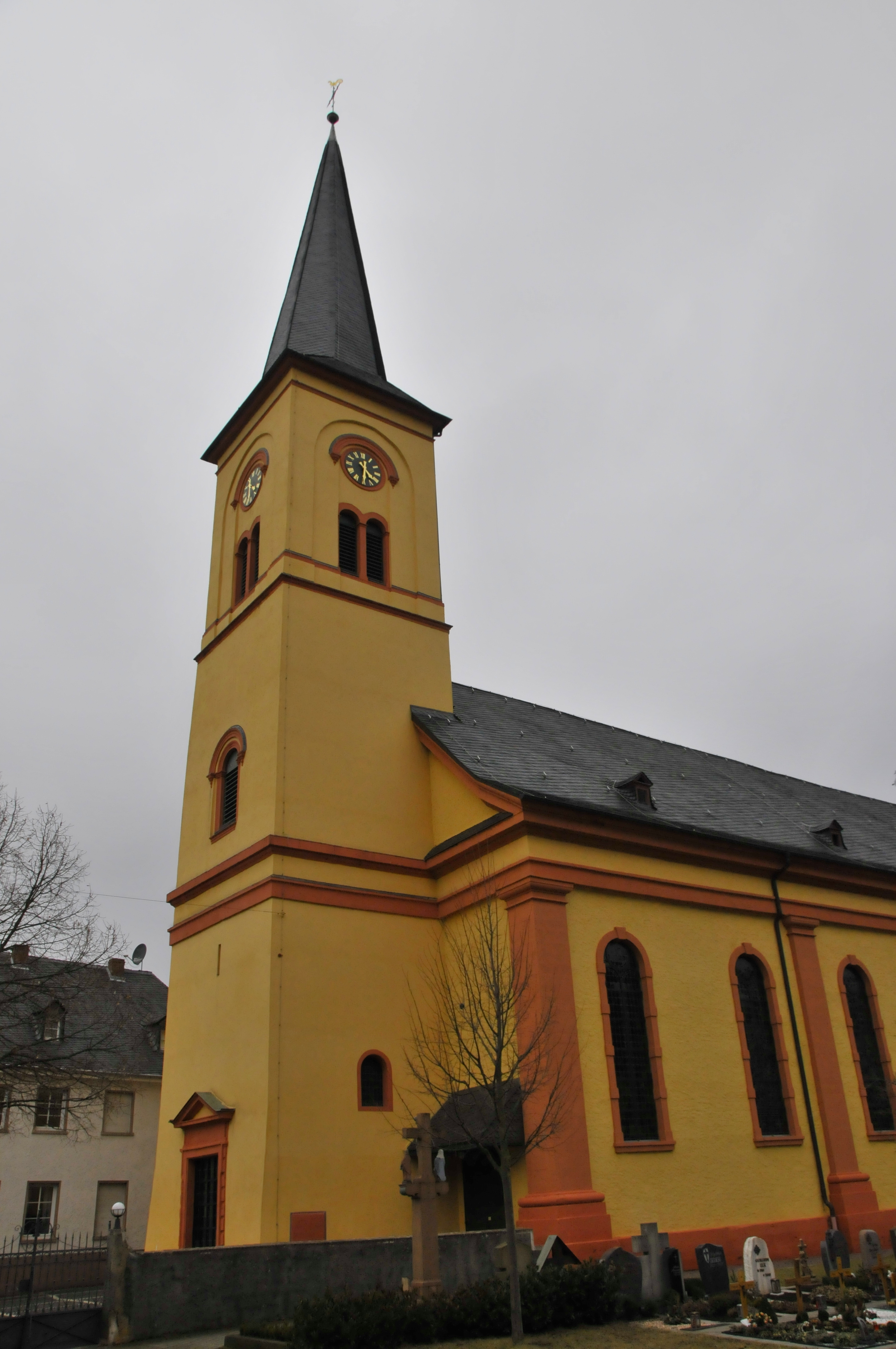
St. Clemens (1790–1793), Trittenheim, Mosel, klassizistisch,  Knickhelm

### Rokoko

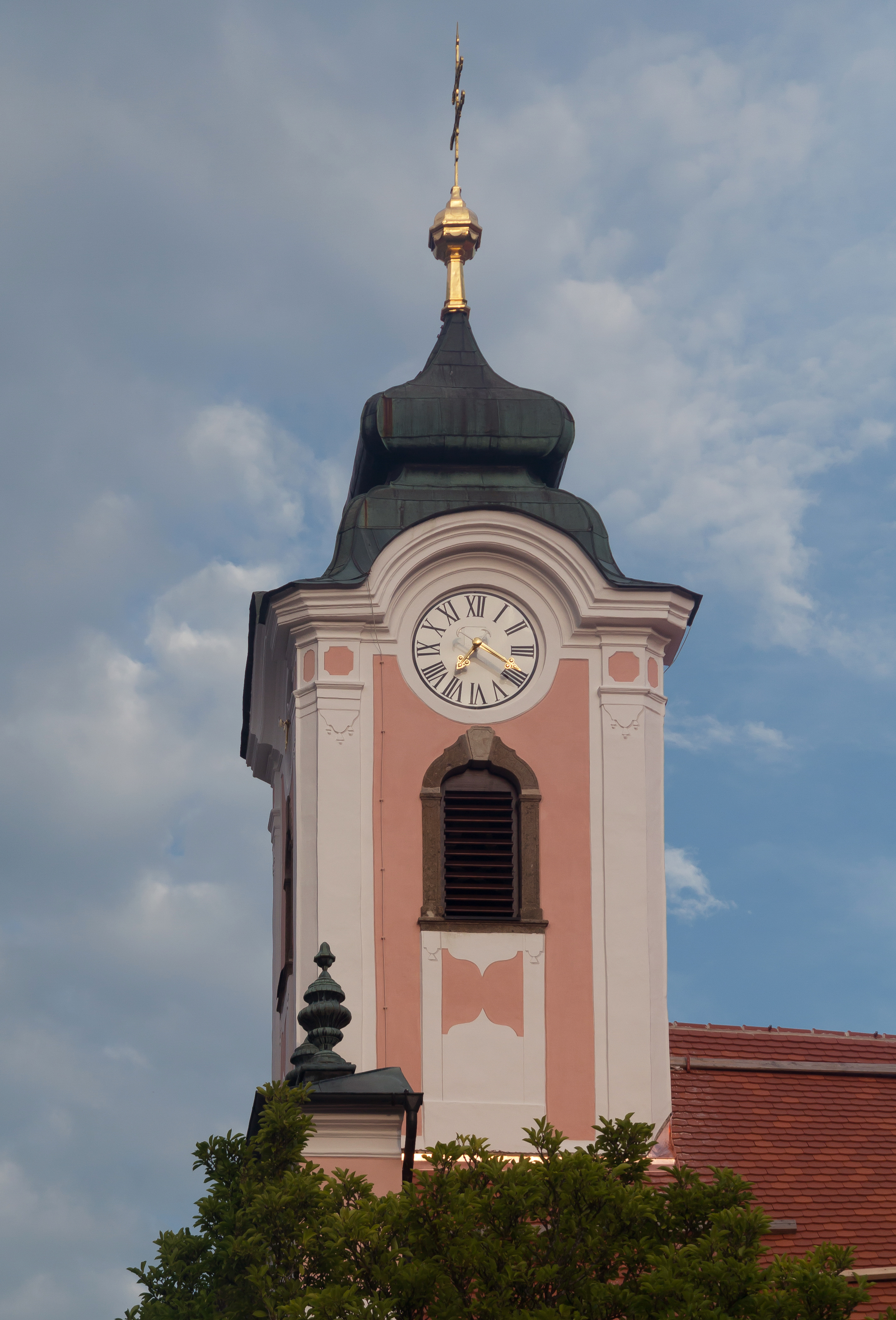
Rokoko-Kirchturmspitze

Im Rokoko, von dem unter Architekturhistorikern strittig ist, ob es als selbstständiger Baustil oder als eine bloße Spätform des Barock einzustufen ist, weisen viele Kirchtürme eine durch Bögen durchbrochene Trauflinie auf. Fast immer nimmt die Wölbung eine Turmuhr auf. Beispiele für diese Bauweise finden sich besonders in Bayern.

## Gebäudegeschichten
Hohe Türme waren nicht nur durch konstruktive Mängel gefährdet. Viele Türme mit hölzernem Dachstuhl gerieten durch Blitzschlag in Brand, es war dann bestenfalls möglich, ein Übergreifen des Feuers auf das Kirchenschiff und auf Nachbargebäude abzuwehren. Auch Stürme rissen so manchen Turmhelm um, manchmal sogar Teile des Mauerwerks. Kriegszerstörungen gab es nicht erst im Zweiten Weltkrieg. Nicht selten wurden verlorene Turmspitzen im jeweiligen Zeitgeschmack ersetzt, z. B. ein steiles Pyramidendach durch eine Welsche Haube. Manchmal behalf man sich – teilweise für lange Zeit – mit einem Notdach, als Flachdach oder als Pyramide von geringer Neigung. Als man im 19. Jahrhundert daranging, lange Zeit schlecht unterhaltene mittelalterliche Gebäude aufwändig und manchmal „zu schön“ zu restaurieren, bekam so mancher Turm eine größere Höhe, als er jemals gehabt hatte. Mancherorts wurde mit mehr oder weniger Stilgefühl aufgestockt, mancherorts eine steilere Spitze auf das alte Mauerwerk gesetzt.

## Andere Glockentürme
Wiewohl der Kirchturm geradezu sprichwörtlich ist und Haus-mit-Turm zur Chiffre von Kirche geworden (Verkehrsschilder mit Gottesdienstzeiten), gibt es in manchen Gegenden zahlreiche andere Gebäude mit hohem Glockenturm. In Flandern haben viele Rathäuser einen Belfried. Auch in der Toskana gibt es Rathäuser mit hohem Turm, beispielsweise in Siena.

## Superlative
- Liste der höchsten Sakralgebäude
- Der weltweit zweitschiefste Kirchturm ist der Kirchturm von Suurhusen in Ostfriesland. Sortiert nach Abweichung vom Lot hat der Turm der Oberkirche in Bad Frankenhausen mit 4,60 Metern den höchsten Wert.